# 西方美术史
西方藝術或西洋美術（英語：Western art）以西方造形藝術為主，包含绘画、雕刻和建筑等。
歐洲史前藝術始於舊石器時代晚期的岩畫、洞穴繪畫以及岩刻藝術，是介於舊石器時代和鐵器時代之間時期的特色。歐洲藝術的書面歷史通常以古以色列和愛琴文明的藝術為起點 ，可追溯到西元前3世紀。不過，與這些重要文化無直接關聯的是，歐洲各地只要有人類足跡，就會留下雕刻、裝飾文物和巨大立石等標誌的各種藝術形式。歐洲內部藝術發展的一致模式到了古希臘藝術出現後才變得清晰，古希臘藝術被羅馬採用並改造，隨著羅馬帝國建立，這種藝術傳遍歐洲、北非和西亞的大部分地區。
在接下來的兩千年裡，古典時代藝術的影響力起伏不定。古典藝術在中世紀時，對部分地區而言似乎僅存於遙遠的記憶中，到了文藝復興時期重新發揮影響，接著在巴洛克時期經歷了一段被某些早期藝術史學家視為「衰敗 」的時期，到新古典主義時期又以一種精緻形式重新出現，在後現代主義時期重生。
在19世紀之前，基督教會對歐洲藝術影響重大，教會的委托包括建築、繪畫和雕塑，為藝術家主要的作品來源，此期間的藝術史很大程度反映了教會歷史。在同一時期，人們目光重新放到與宗教無關的英雄和女英雄、神和女神的神話故事、大戰和奇異生物。過去200年的大多數藝術作品大都未提及宗教，通常根本沒有特定的意識形態，但藝術往往受到政治問題的影響，無論是反映贊助者還是藝術家本身的關注。
歐洲藝術被劃分為多個風格時期，歷史上不同地區蓬勃發展的風格有別，但會相互重疊。大致分為古典、拜占庭、中世紀、哥德式、文藝復興、巴洛克、洛可可、新古典、現代、後現代和新歐洲繪畫。

## 史前美术
又称“原始美术”，西方人最早的美术作品产生于旧石器时代晚期，即距今3万到1万多年之间。最杰出的原始绘画作品，发现于法国南部和西班牙北部地区的几十处洞窟中，其中最著名的是法国的拉斯科洞窟壁画和西班牙的阿尔塔米拉洞窟壁画。所绘形象皆为动物，手法写实，形象生动。迄今为止发现的原始雕刻大多为小型动物雕刻，少数人像雕刻中，裸体女性雕像佔主要地位，这些女性雕像夸张女性的生理特点，突出表现女性的乳房、臀部、腹部、大腿等，体现出原始人对于母性和生殖的崇拜意识。在奥地利维也纳附近的维伦多夫出土的女性雕像被称为“维伦多夫的维纳斯”，是其中最著名的代表作。史前美术描述的是人的本能与自然之间的关系。

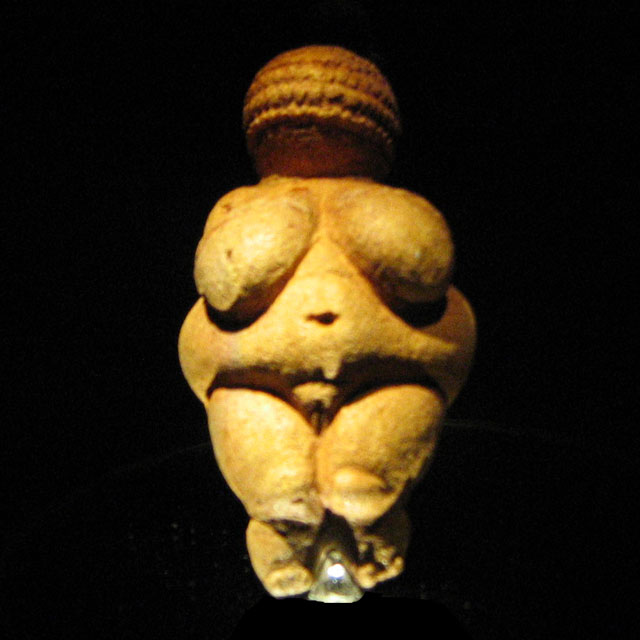
维伦多夫的维纳斯，自然史博物館
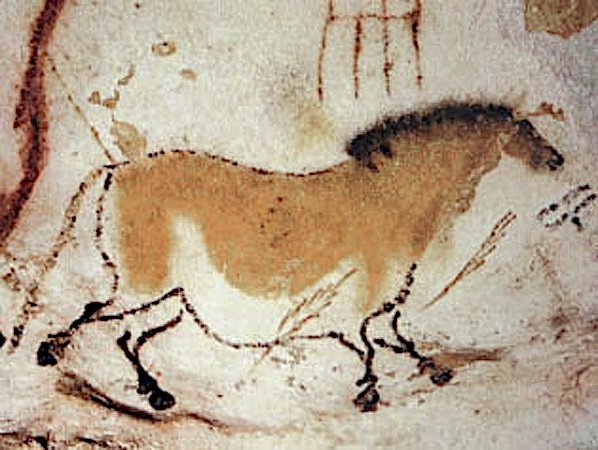
拉斯科洞窟中的野马壁画
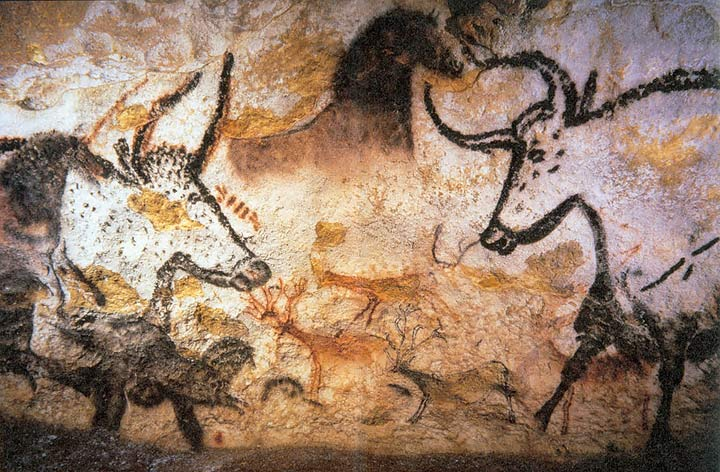
拉斯科洞窟的洞穴壁畫（法國多爾多涅省蒙蒂尼亞克）
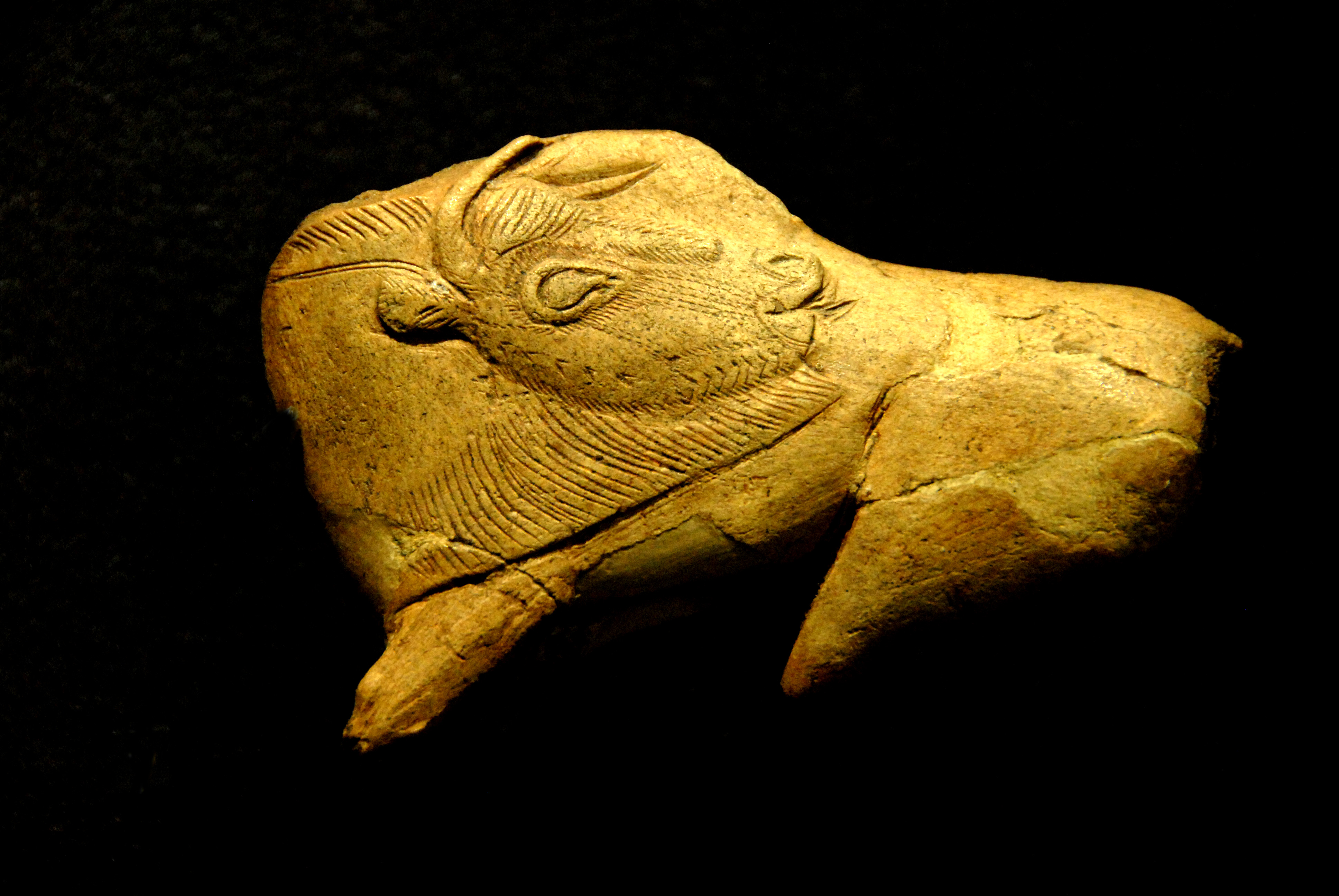
野牛舔昆蟲咬（英语：Bison Licking Insect Bite），西元前15000-13000年，鹿角雕刻品； 國家史前博物館（萊塞濟德塔亞克-錫勒伊，法國）
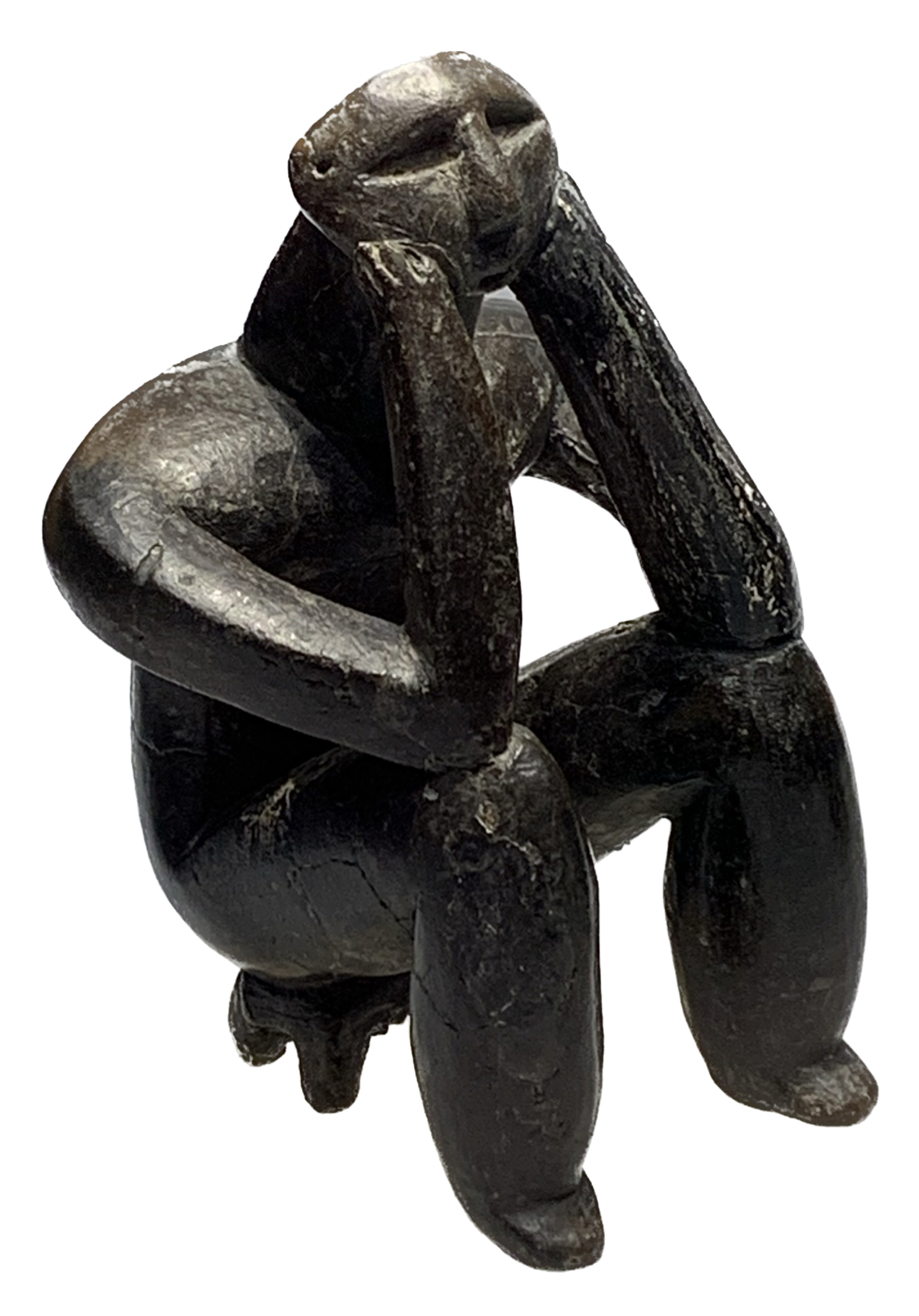
沉思者；來自羅馬尼亞的哈曼吉亞文化（Hamangia culture）；公元前5000年；紅陶，高度：11.5公分（41⁄2英寸）；羅馬尼亞歷史國家博物館（布加勒斯特）
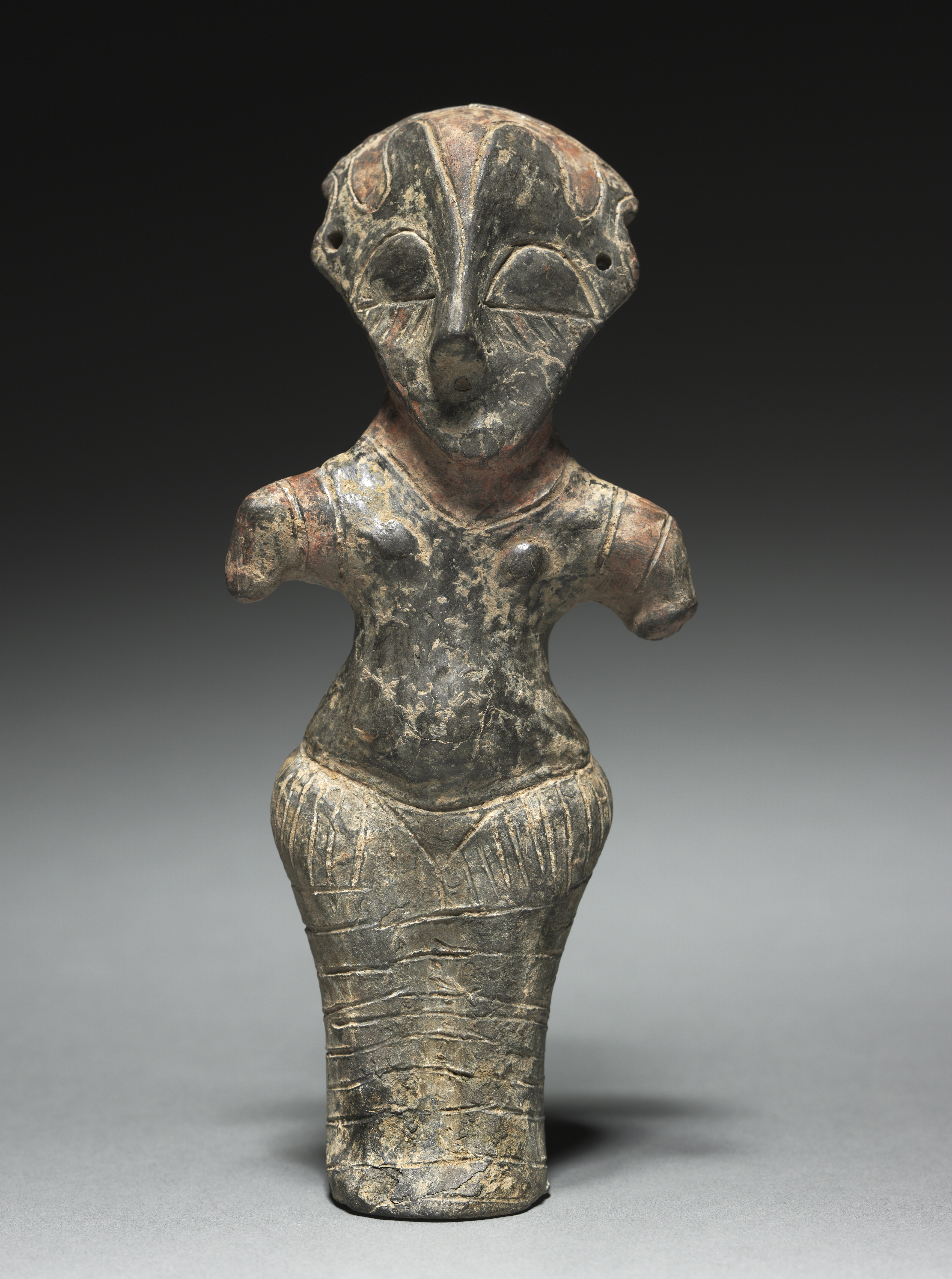
女性人物；來自塞爾維亞的溫查文化；公元前4500-3500年；塗以油漆的燒製黏土；全長16.1公分；克利夫蘭藝術博物館（美國俄亥俄州）

## 古代美術
西方習慣把新石器末期到中世纪稱為古代，具體來說就是指公元前4000年（文字的出現）到公元476年（西羅馬帝國滅亡）。主要包括美索不達米亞、埃及、希臘和羅馬時期的美術。

### 美索不達米亞藝術[8][9]
參見：美索不達米亞藝術
美索不達米亞（即幼發拉底河和底格里斯河之間的地區，又稱兩河流域）
- 蘇美-阿卡德：金字形神塔（代表建築為烏魯克神廟）、烏爾軍旗、瓦爾卡夫人雕塑、金牛頭豎琴、聖樹與公山羊、納拉姆辛勝利碑、特爾·阿斯瑪爾寶藏。
- 古巴比倫：“漢摩拉比法典”浮雕
- 亞述：薩爾貢二世宮殿護門神獸；表現戰爭和狩獵的緊張場面、手法極為寫實、充滿激烈動態的浮雕。
- 新巴比倫：空中花園、伊絲塔城門

### 埃及與波斯米底亞和托勒密藝術[10][9]
參見：古埃及艺术
- 早王國：埃及象形文、那爾邁調色板、馬斯塔巴
- 古王國：金字塔建築如胡夫金字塔，從正面觀看的寫實人像雕刻如《門考拉夫婦立像》《書記坐像》、《卡培爾木雕（英语：Kaaper）》、《哈佛拉坐像（英语：Khafre Enthroned）》，獅身人面像。
- 中王國：神廟逐漸取代金字塔；方尖碑；採眼和身體朝正面，臉和腰以下朝側面的正面側身律的浮雕及繪畫，如觀看狩獵河馬的蒂（Ti Watching a Hippopotamus Hunt）之浮雕；貴族陵墓流行取材自日常生活及尼羅河的壁畫。
- 新王國：阿蒙神廟、拉美西斯二世神廟、娜芙蒂蒂胸像、貴族陵墓繪畫如尼巴曼之墓（英语：Tomb of Nebamun）的《花園內的池塘》。
- 末代：波斯米底亞統治者的藝術侵襲。

### 米諾斯藝術與邁錫尼藝術
參見：米諾斯藝術 & 邁錫尼藝術
米諾斯文明位於克里特島，被認為是歐洲最古老的文明，其藝術的特點在於圖像富有想像力且技藝非凡。辛克萊·胡德（Sinclair Hood）稱「最優秀的米諾斯藝術所具備的本質特徵就是創造運動和生活氛圍的能力，雖說這是遵循一系列高度正式的慣例」。它是更廣泛群體愛琴海藝術的一部分，到了後期對基克拉澤斯文化的藝術產生了主導性影響。木製品和紡織品早已經分解，所以大多數現存的米諾斯藝術的例子是米諾斯陶器、雕刻複雜的米諾斯印章、宮殿壁畫（包括風景畫）、各類材料的小型雕塑、珠寶和金屬製品。
米諾斯藝術與其他同時代文化以及後來的古希臘藝術之間的關係已被充分討論。它顯然主導了同一時期的邁錫尼藝術和基克拉澤斯藝術，甚至在克里特島被邁錫尼人佔領之後，但在邁錫尼希臘崩潰後，只有傳統的某些部份從希臘黑暗時代倖存下來。
米諾斯藝術的題材多樣，所使用的媒材大多不同，不過只有某些風格的陶器會包含象徵場景。躍牛出現在繪畫和幾種類型的雕塑中，被認為具有宗教意義；牛頭在陶土和其他雕塑材料中也是一個熱門主題。沒有任何圖案看起來像是個人肖像，或者明顯是王室肖像，而宗教肖像通常是推測性質，學者不確定他們是神、神職人員還是信徒。同樣，粉刷過的房間是「神龕」亦或是世俗用途還很不清楚；阿克羅蒂里遺址有個房間被認為是間臥室，裡面有一張床遺存，或被認為是一座神龕。
動物，甚至包括不尋常的各種海洋動物，經常被描繪出來；「海洋風格」是一種來自MM III和LM IA的宮廷彩繪陶器，畫的是包括章魚在內的海洋生物佈滿整個器皿，可能起源於類似的壁畫場景；有時這些會出現在其他媒材上。狩獵和戰爭的場景，以及馬匹和騎手的場景則多見於後期作品，可能是克里特人為邁錫尼市場或征服克里特島的邁錫尼霸主所製作的。

米諾斯人所繪製的圖案，無論是人類還是動物都極具動感和生機勃勃，但經常不太準確，有時無法辨識物種；相較於古埃及藝術，往往更加生動，但不那麼寫實。與其它古代文化的藝術相比，女性圖案的比例高出許多，因此過去認為米諾斯人只有女神，不過這想法現在已不被考慮。大多數人像都是側面的，或是與埃及其中一個慣例版本相同，頭和腿都是側面的，軀幹是正面的；但米諾斯圖案誇大了女性纖細的腰圍和女性豐胸等特徵。

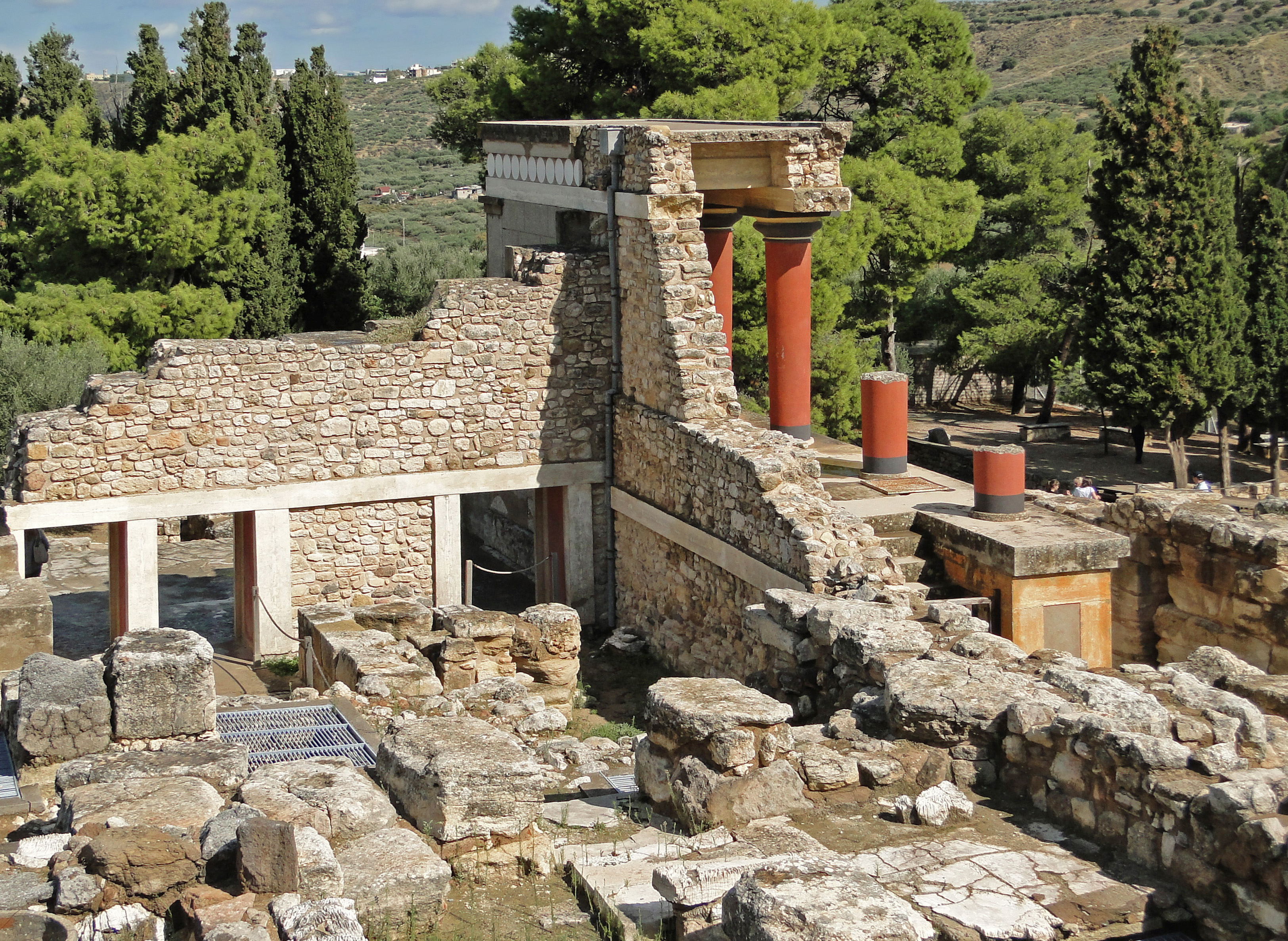
克諾索斯王宮
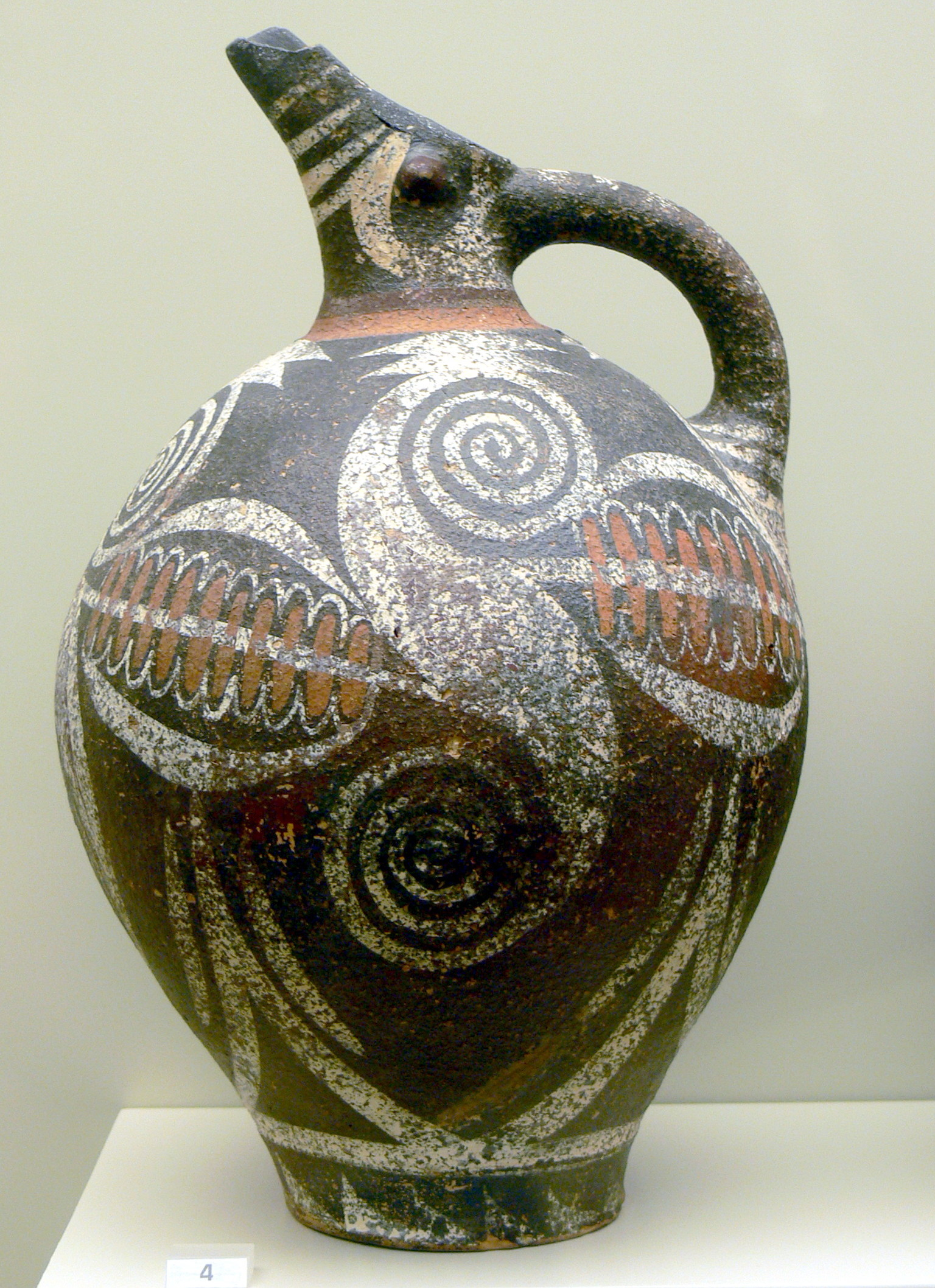
馬雷斯風格喙嘴壺（Kamares ware beaked jug）；西元前1850-1675年； 陶瓷；高：27公分；出土自斐斯托斯（希臘克里特島）；伊拉克利翁考古學博物館（希臘）
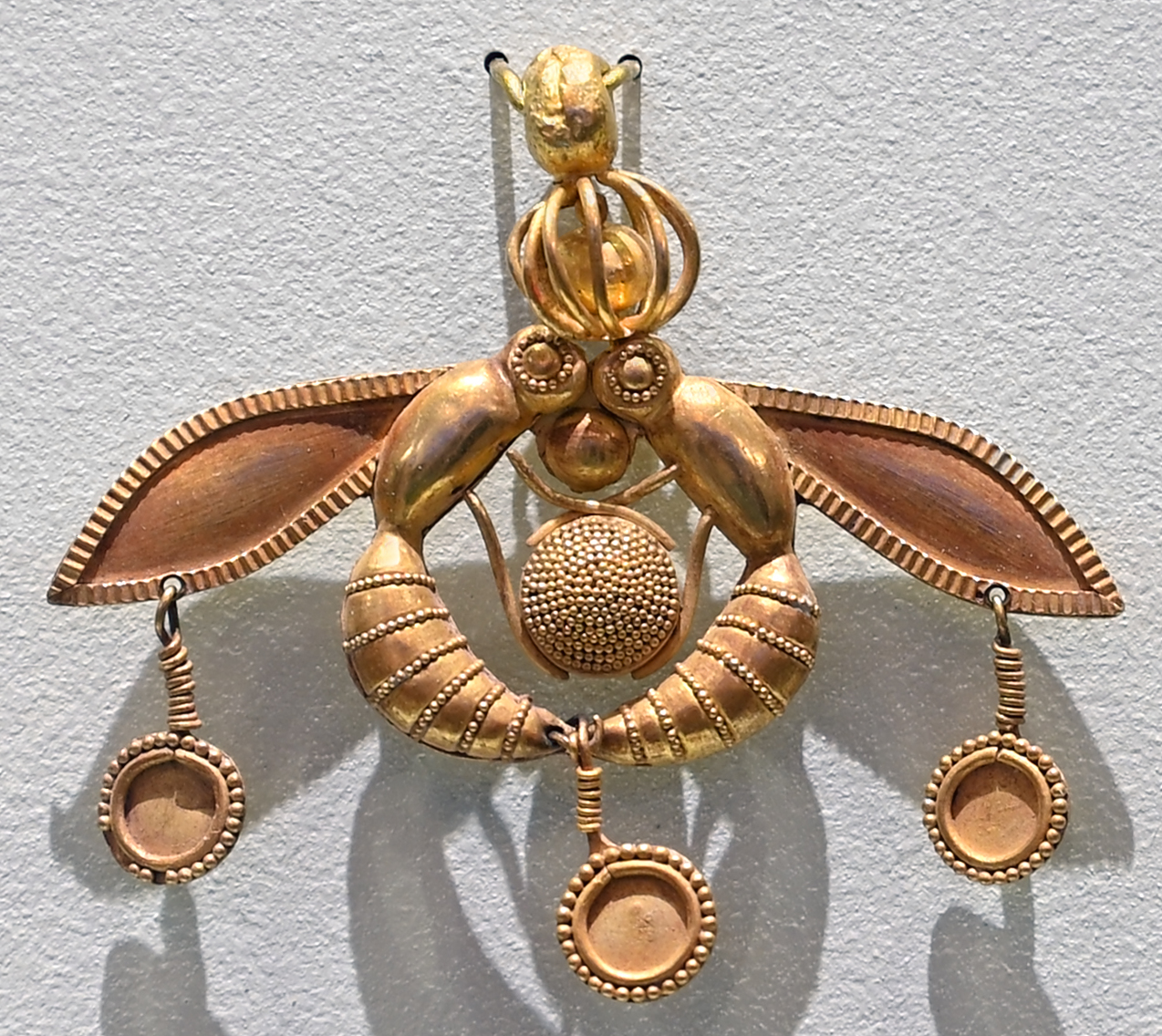
瑪利亞吊墜（英语：Malia Pendant）；西元前1800-1700年；黃金；高4.6公分，寬4.9公分；伊拉克利翁考古學博物館
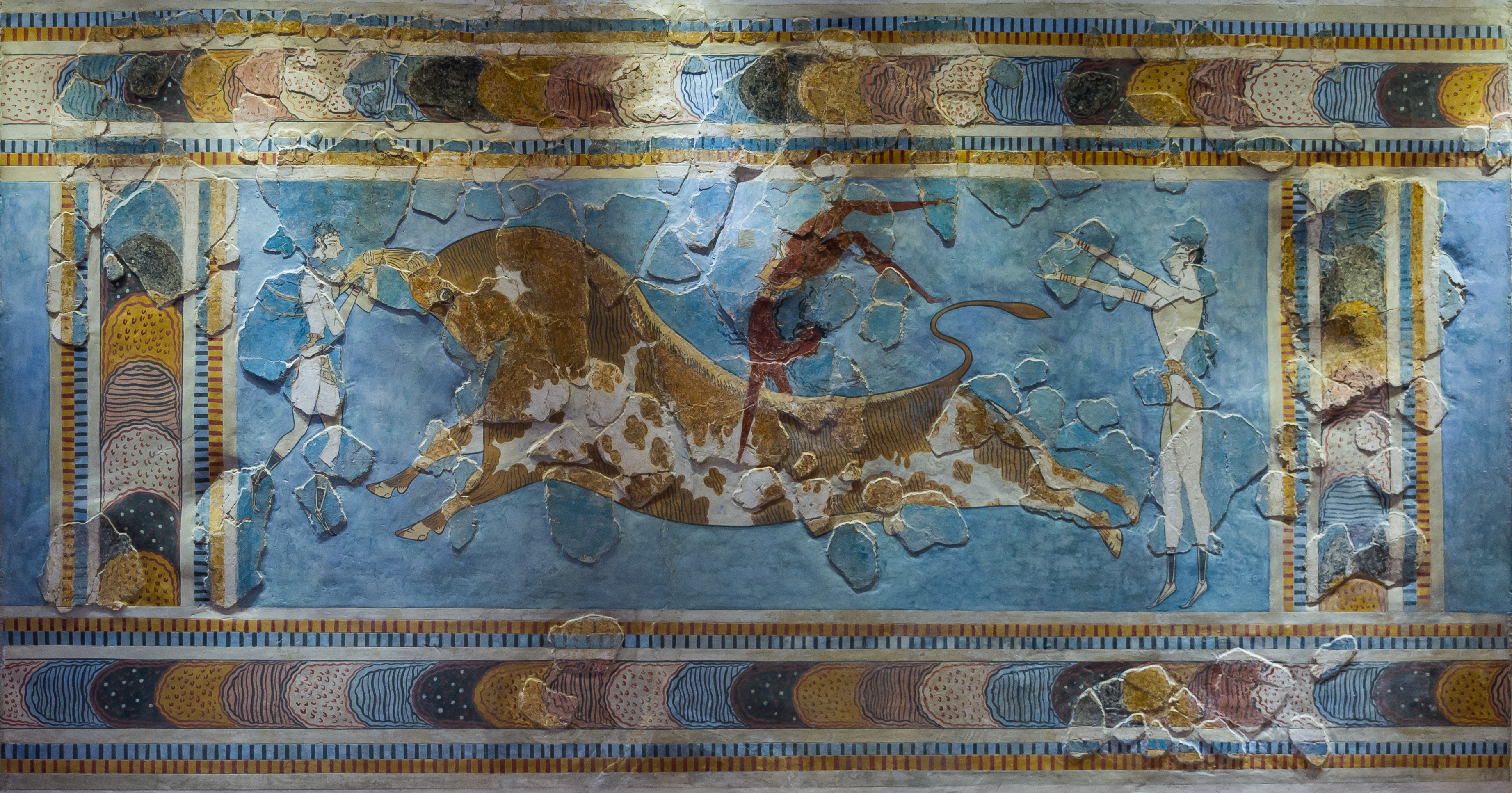
這幅壁畫命名為躍牛壁畫（Bull-Leaping Fresco）；西元前1675-1460年；石灰膏；高度：0.8 m，寬度：1 m；出土自克諾索斯（克里特島）的宮殿；伊拉克利翁考古學博物館
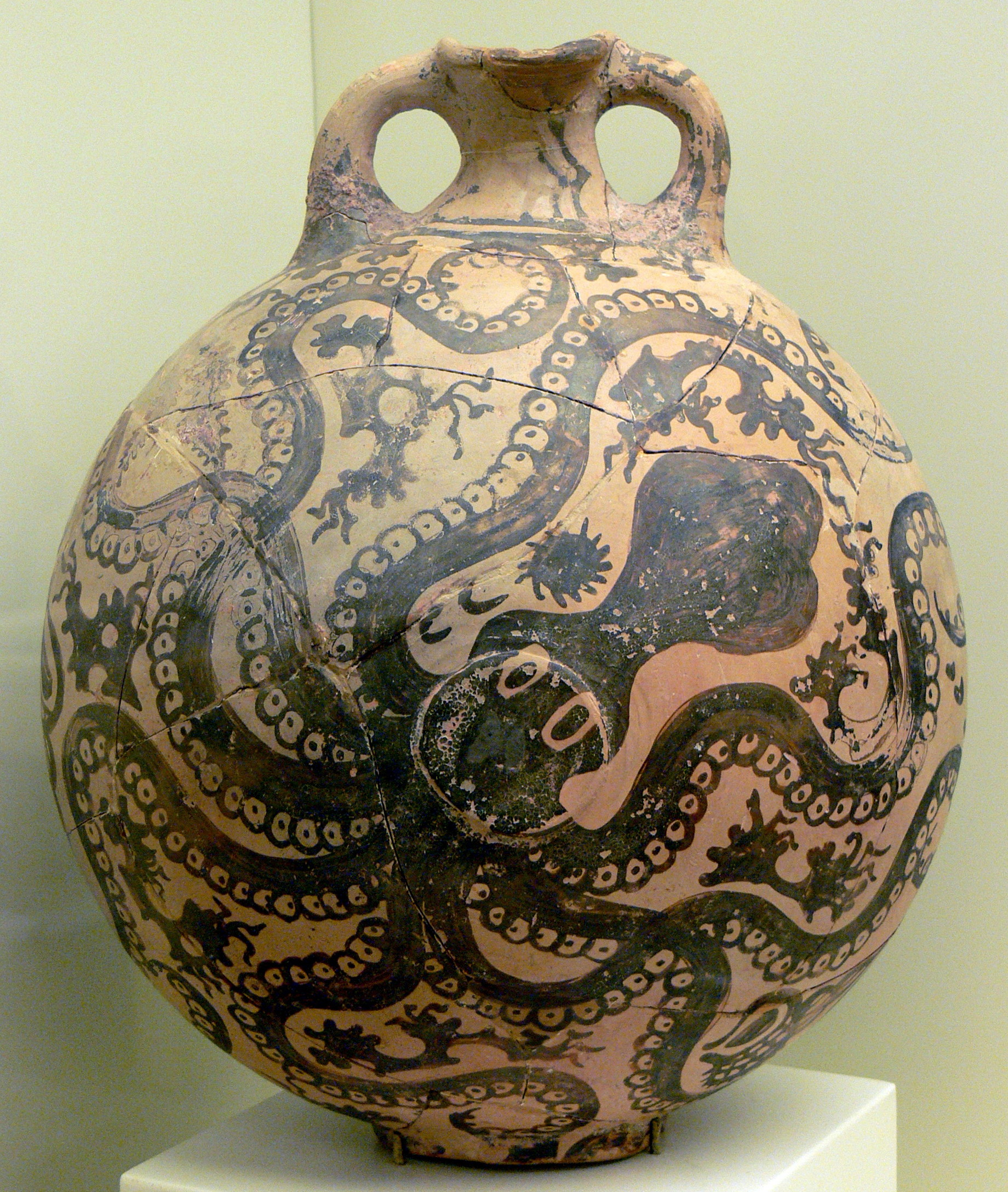
繪有章魚的「海洋風格」燒瓶，約西元前1500-1450年；伊拉克利翁考古學博物館
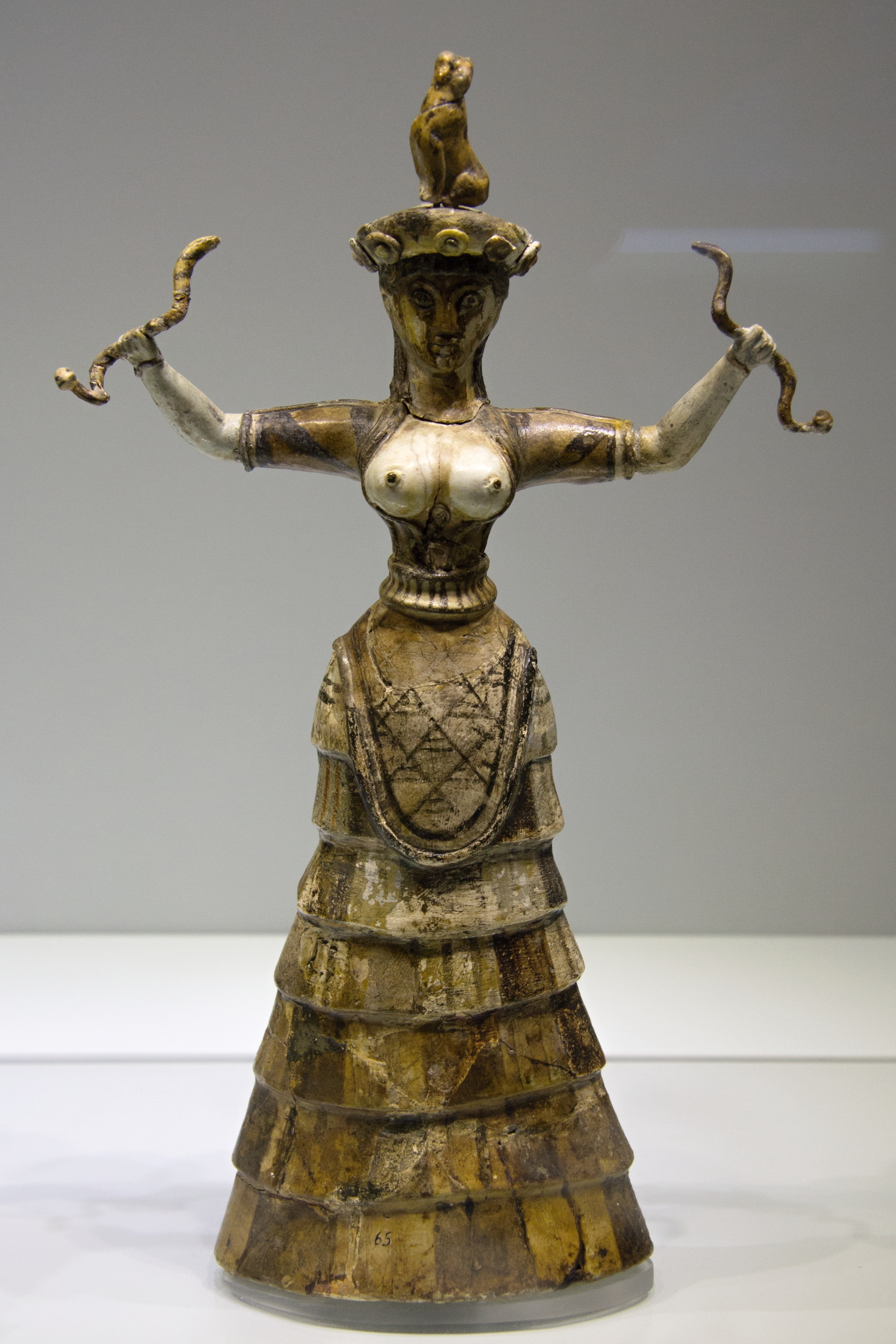
「女蛇神像（英语：Minoan snake goddess figurines）」；西元前1460-1410年（米諾斯新宮殿時期）； 彩陶； 高：29.5公分； 出土自克諾索斯的神殿倉庫；伊拉克利翁考古學博物館
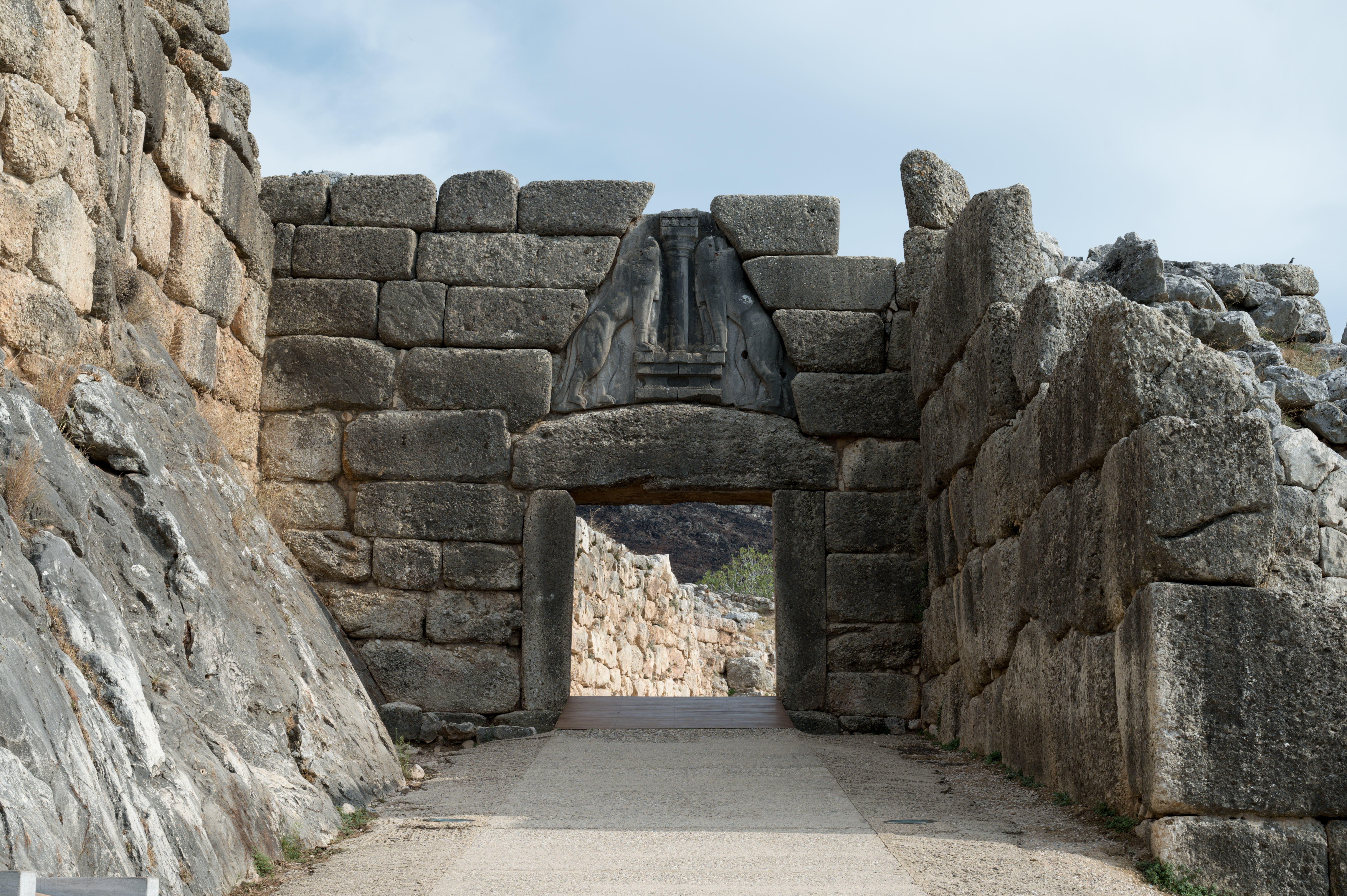
邁錫尼獅子門

### 希臘化與馬其頓藝術
參見：古希臘藝術
古希臘的自由民主創造了具有民主思想的建築、雕刻和繪畫作品，其中留存於世的不少健美而優雅的雕刻形象，如《擲鐵餅者》、《米洛斯的维纳斯》等，尤其具有無窮的魅力。帕德嫩神廟即為自古希臘延續到現代的建築。希臘大理石雕塑通常被描述為古典藝術的最高形式。從古希臘的陶器繪畫及陶瓷工藝，可以讓人們對古希臘社會的運作方式有豐富的瞭解。黑彩花瓶畫和紅彩花瓶畫給出了許多希臘繪畫倖存的例子。文本中提到的一些著名的希臘木板畫家是阿佩萊斯、宙克西斯和巴赫西斯，然而除品質較差的皮薩木板畫之外，沒有古希臘木板畫的例子倖存，只剩下同代人或後來的羅馬人的書面描述。宙克西斯生活在公元前5世紀，據說是第一個使用暈塗法的人，根據老普林尼的說法，他的畫作的逼真程度會使鳥兒試圖吃掉畫中的葡萄。阿佩萊斯則被描述為古代最偉大的畫家，因為他在繪畫、色彩和造型方面有著完美的技巧

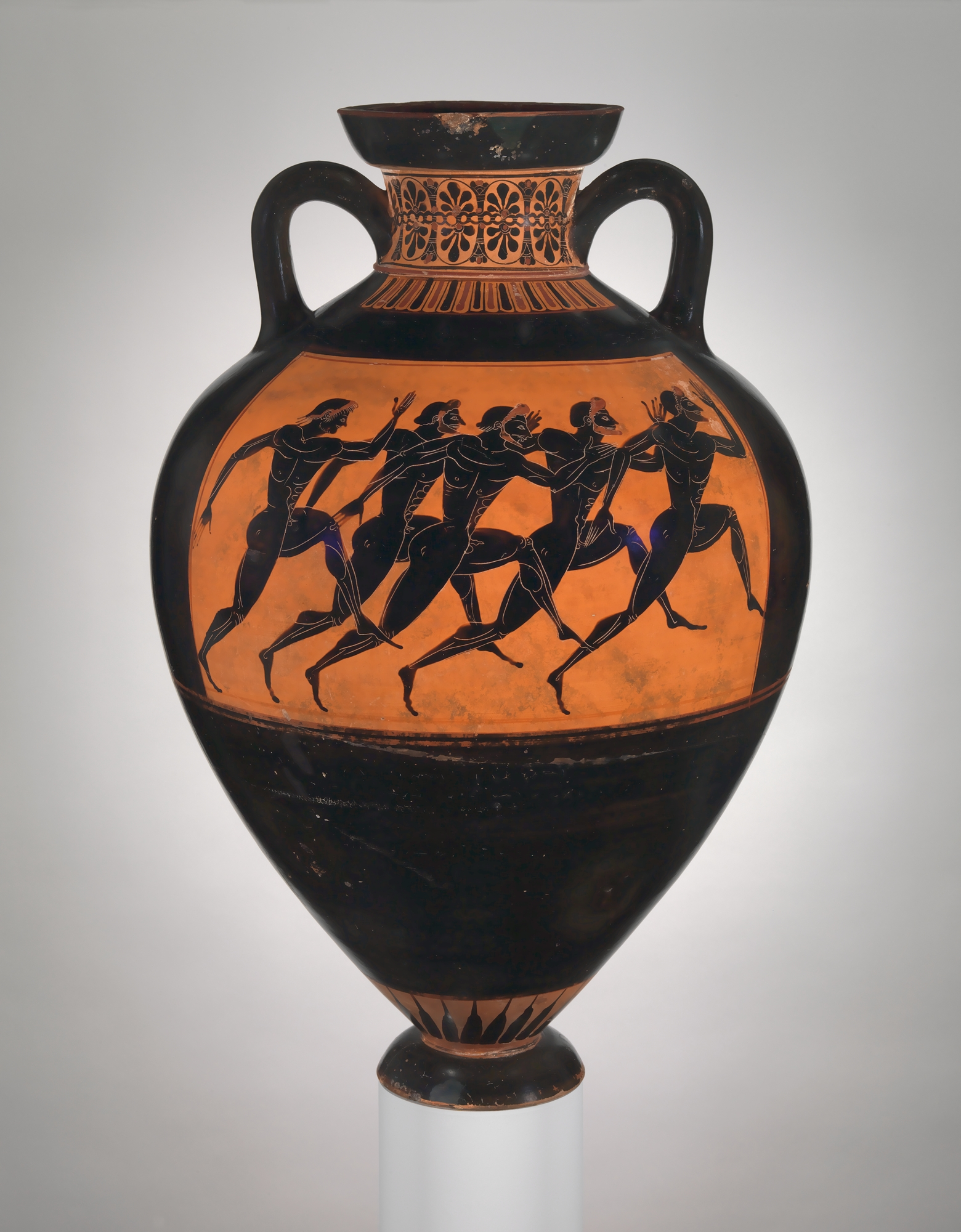
陶瓶畫師歐菲列特斯的泛雅典娜節獎品雙耳瓶（Euphiletos Painter Panathenaic prize amphora）；西元前530年；彩陶；高：62.2公分；紐約大都會藝術博物館
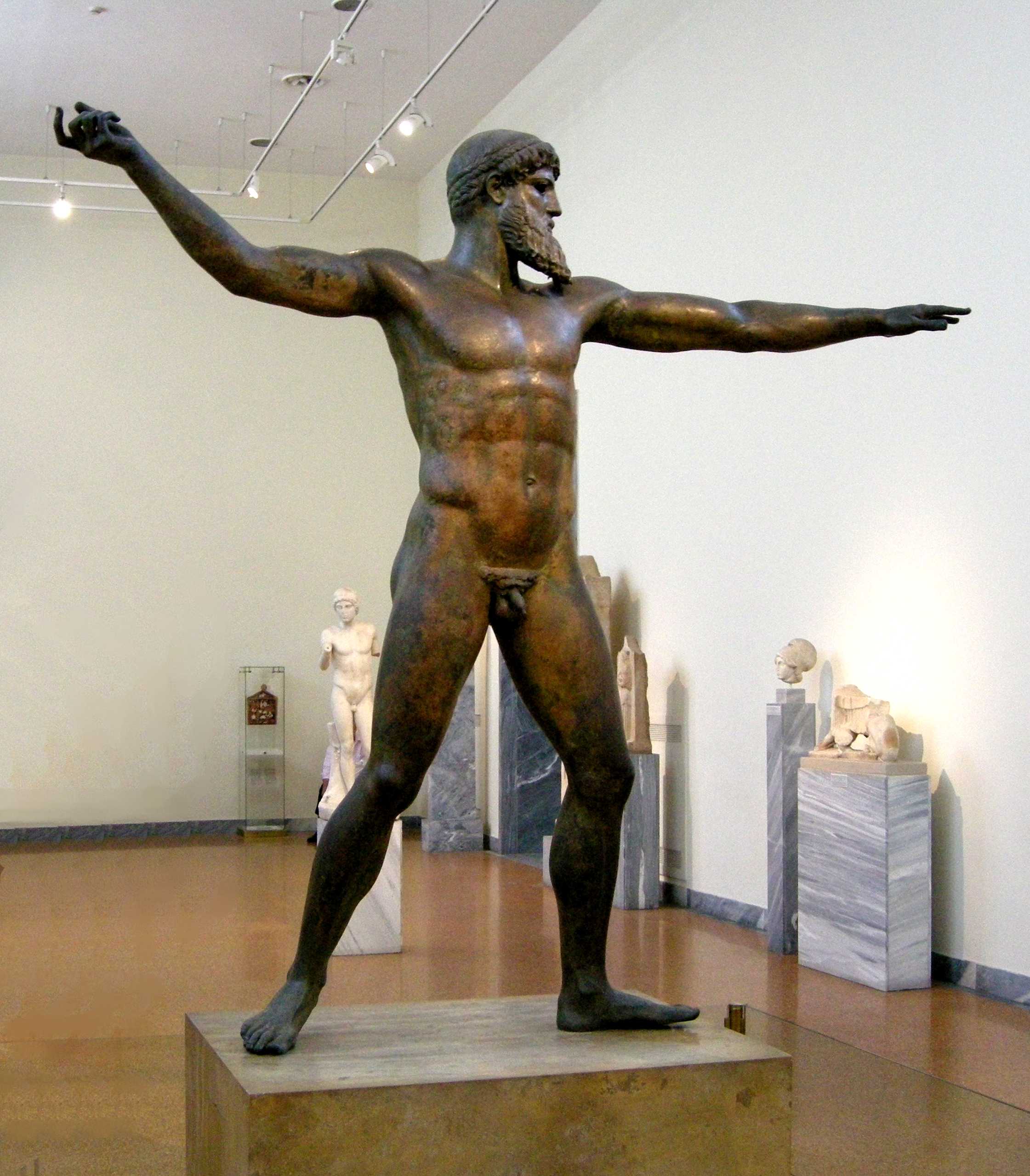
阿爾特米西昂青銅像；西元前460-450年；青銅；高：2.1公尺； 雅典國家考古博物館
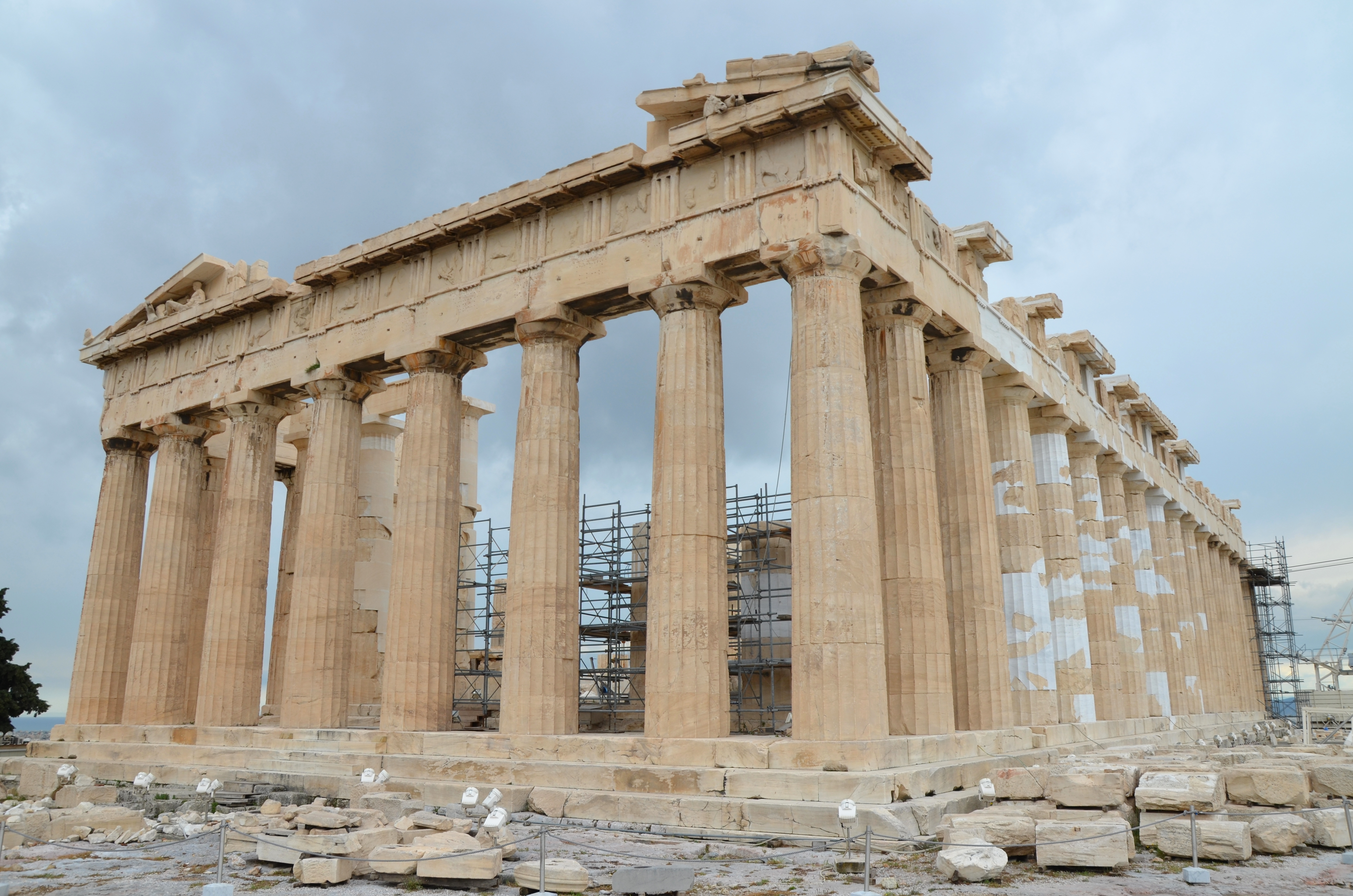
雅典衛城上的帕德嫩神廟是最具標誌性的多立克柱式希臘神廟，建於西元前460-406年左右，由大理石和石灰石建造，供奉著女神雅典娜
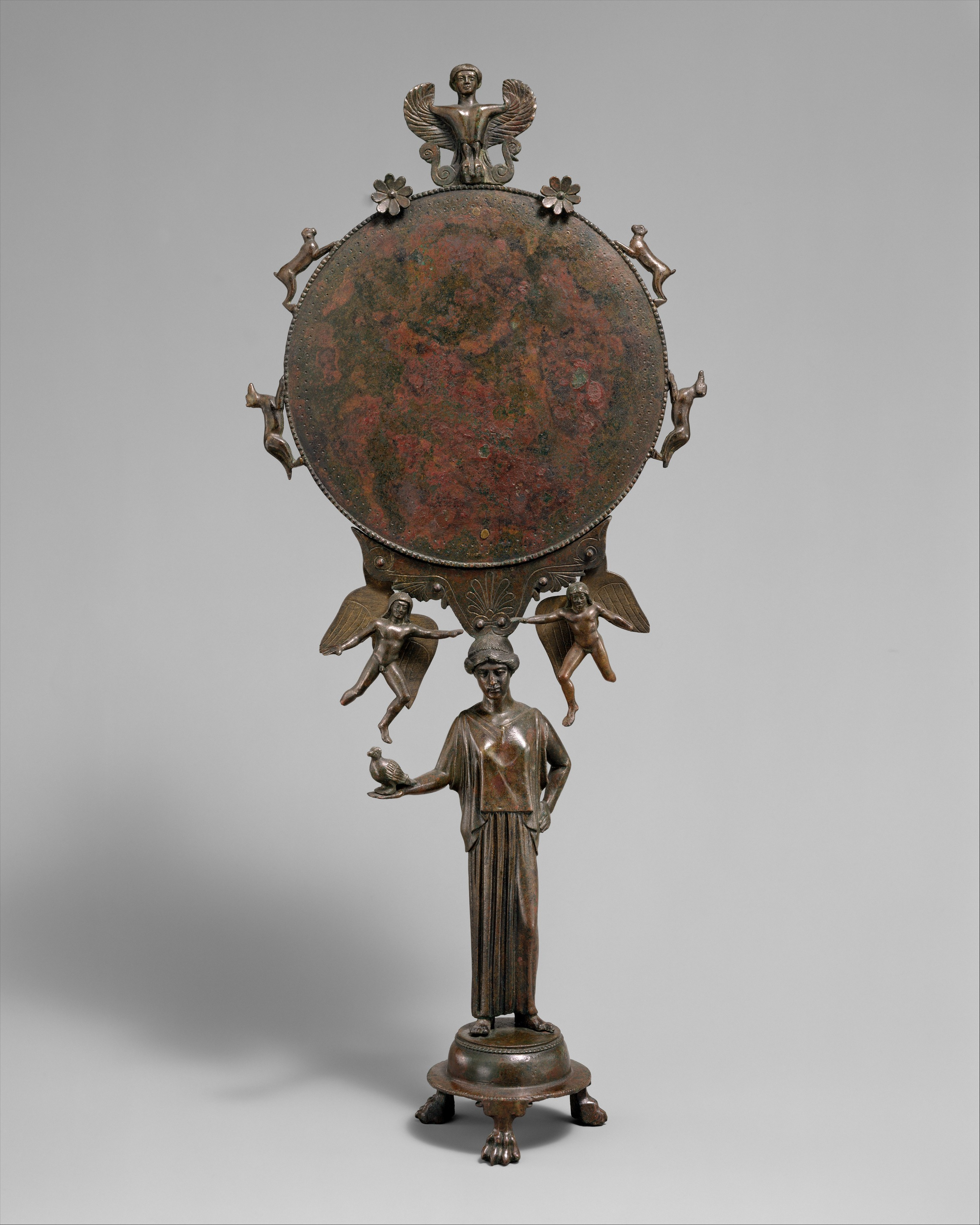
由披衣女子的形式支撐的鏡子；西元前5世紀中葉；青銅；高：40.41公分；大都會藝術博物館
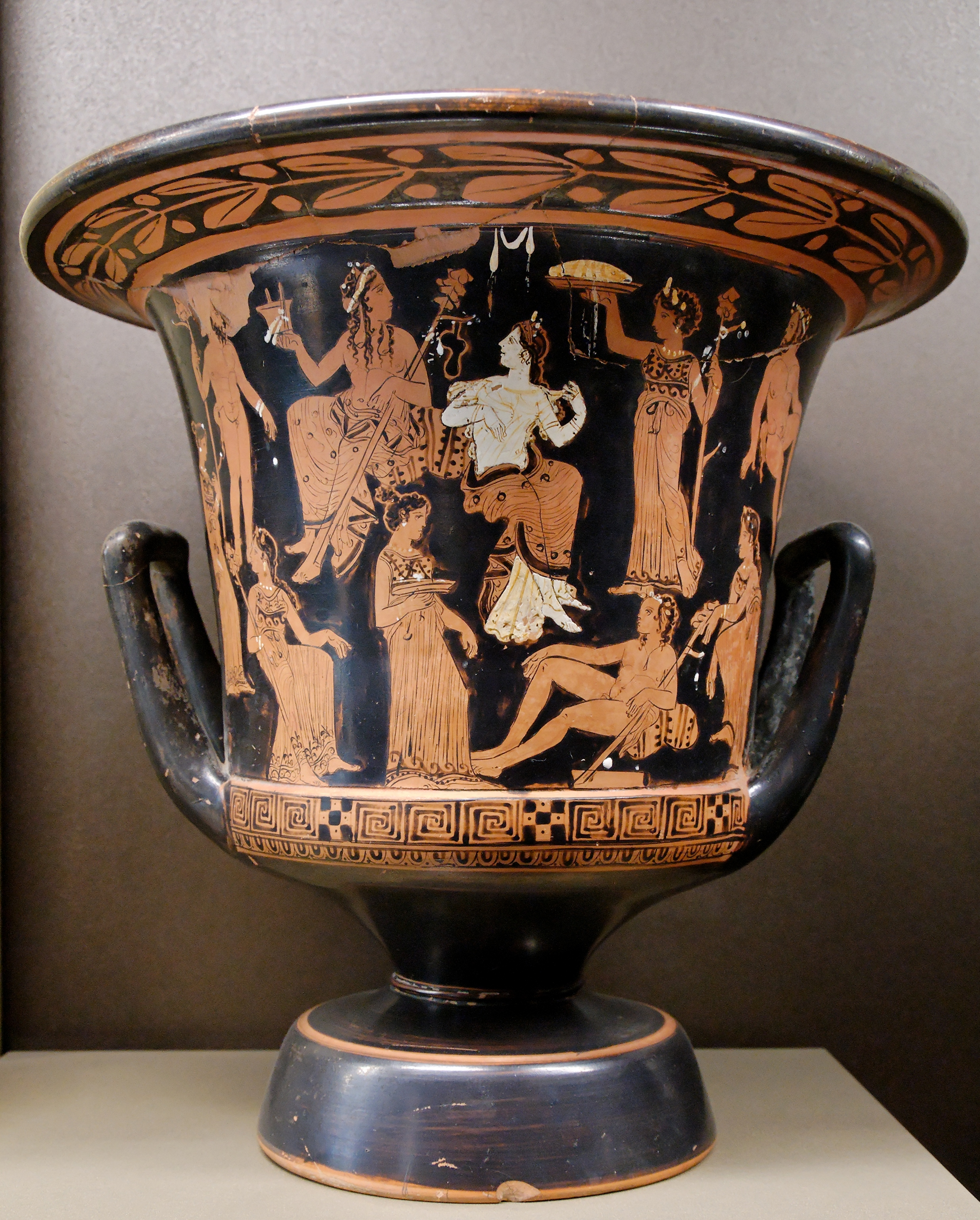
萼身雙耳噴口酒壺（Calyx-krater）；西元前400-375年； 陶瓷；高27.9公分，直徑28.6公分； 來自底比斯；羅浮宮
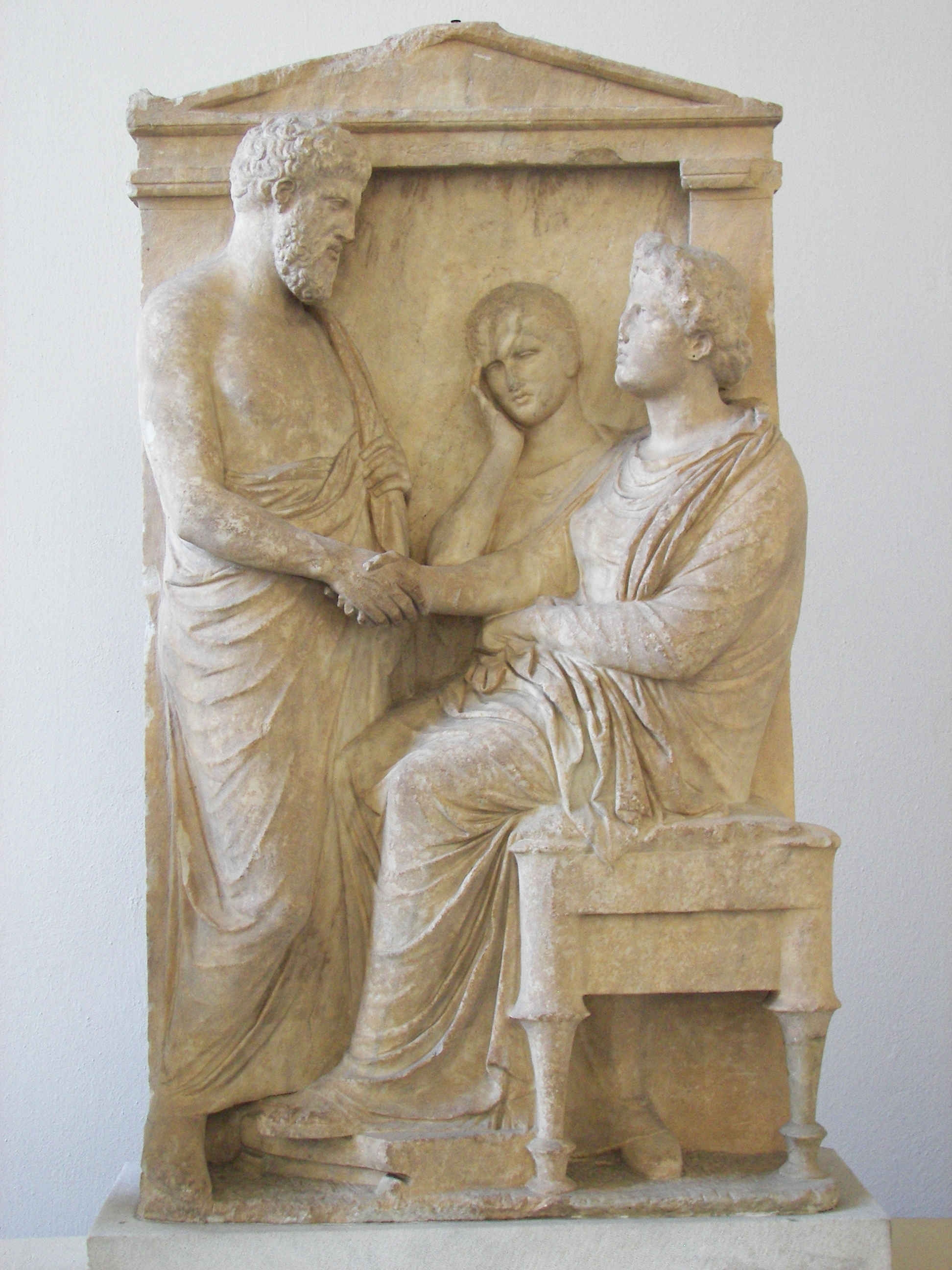
色雷斯和尤安德里亞的墳墓浮雕（Grave relief of Thraseas and Euandria）；西元前375-350年；彭代利大理石； 高：160公分，寬：91公分； 佩加蒙博物館（柏林）
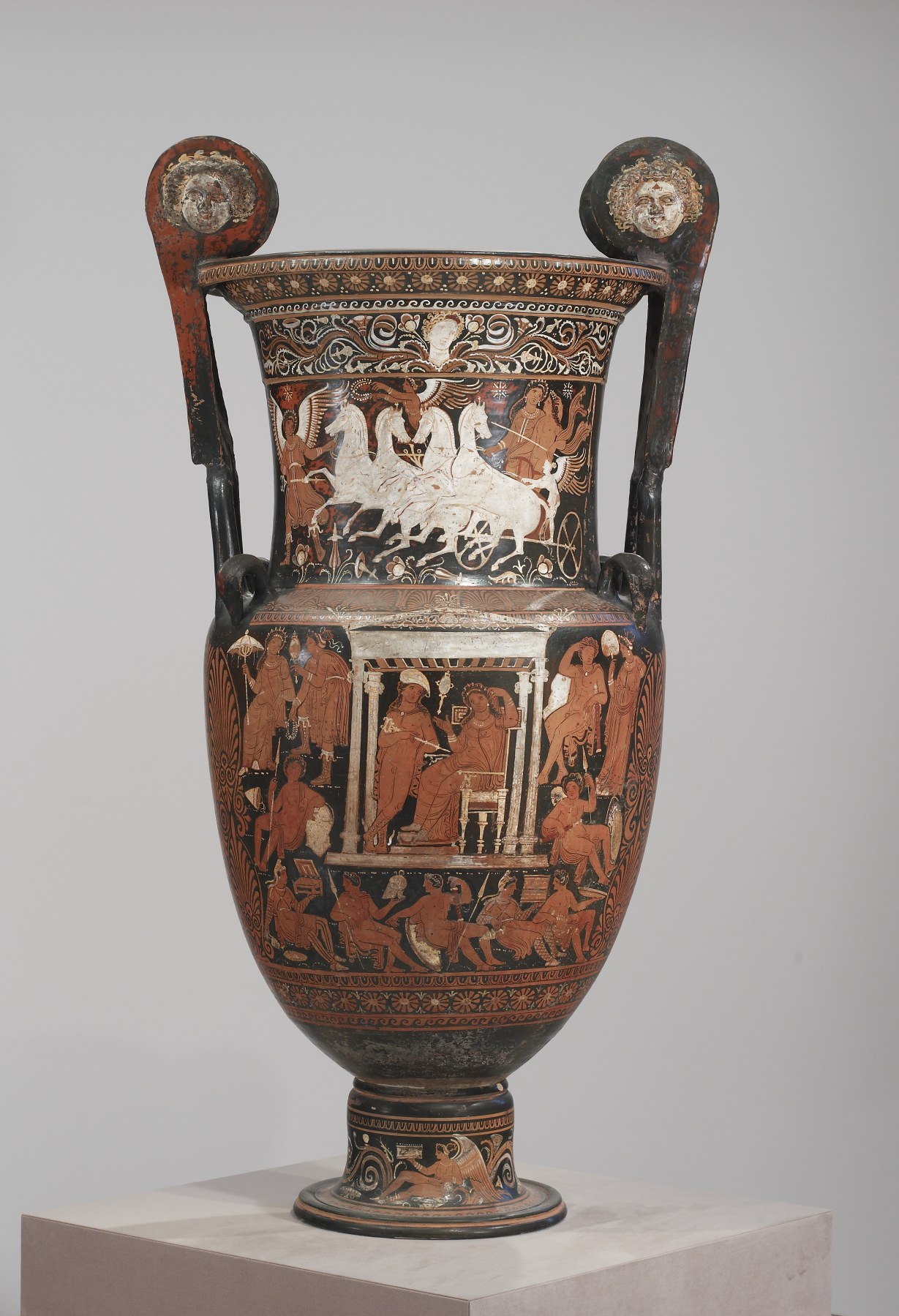
渦形雙耳噴口酒壺（Volute krater）;西元前320-310年；陶瓷；高：1.1公尺；沃爾特藝術博物館（英语：Walters Art Museum）（美國巴爾的摩）
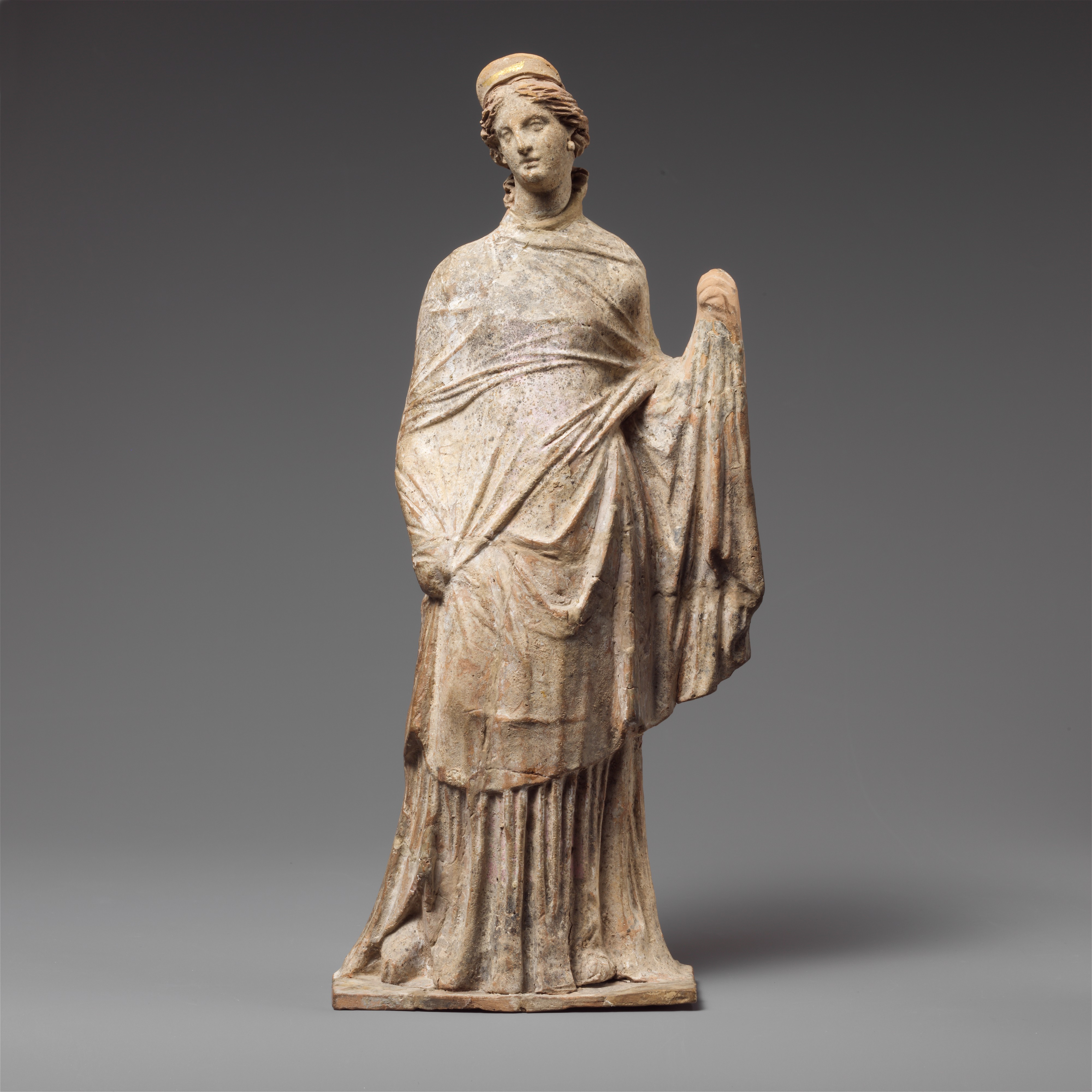
披肩女子的小型雕像；西元前2世紀；陶土；高：29.2公分；大都會藝術博物館
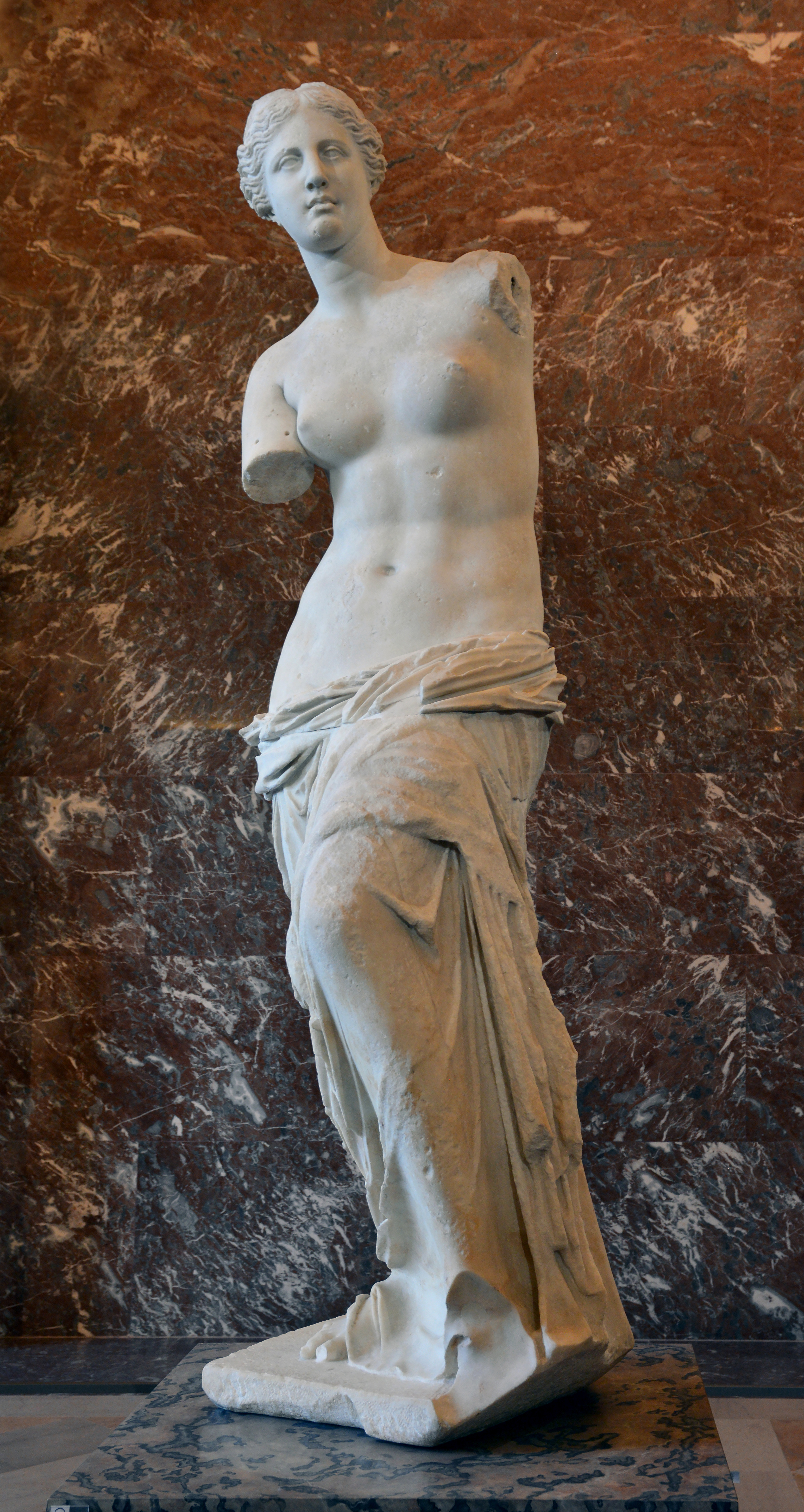
米洛的維納斯；西元前130-100年；大理石；高：203公分；羅浮宮
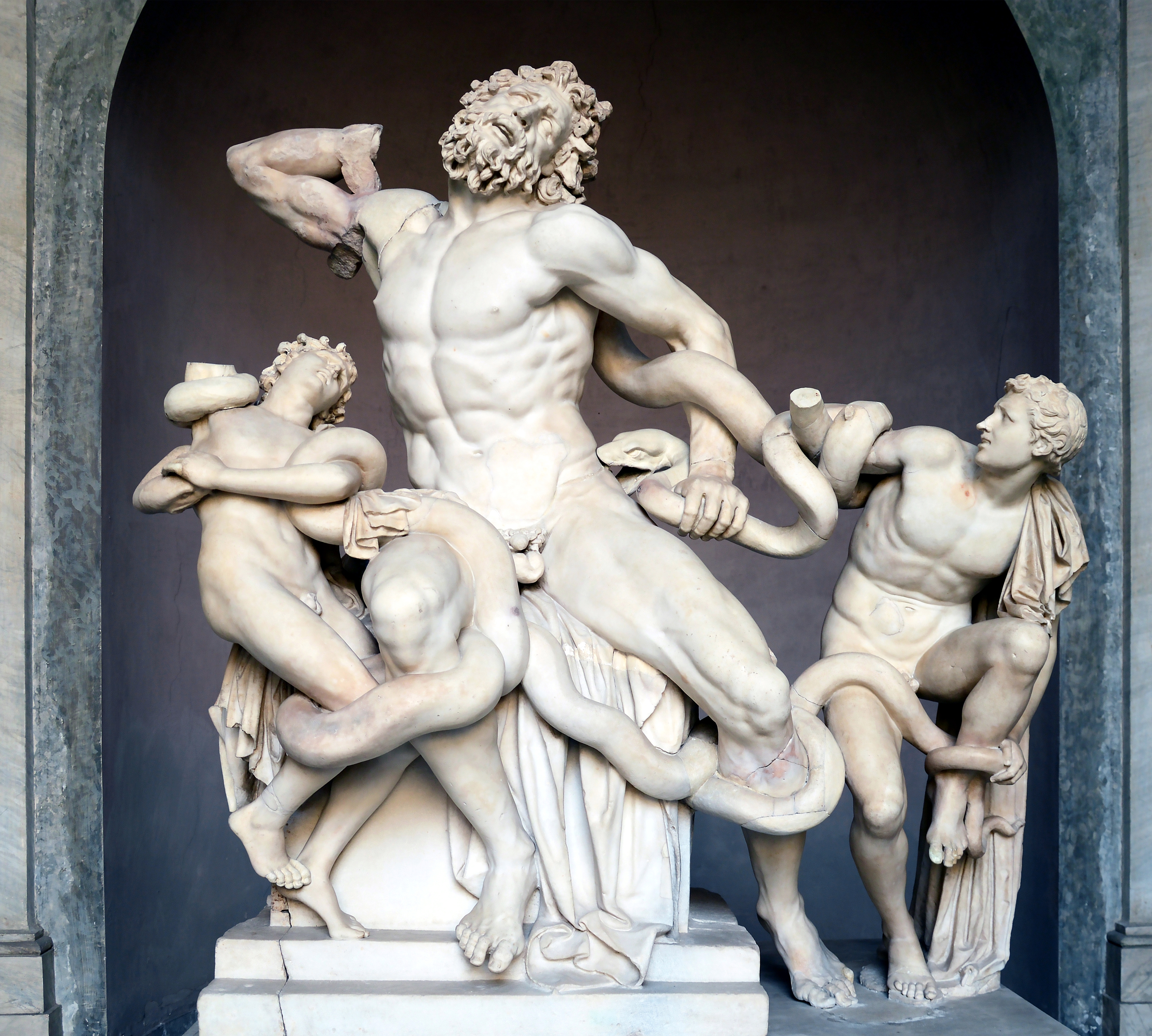
勞孔群像； 西元前一世紀初； 大理石； 高度：2.4米； 梵蒂岡博物館
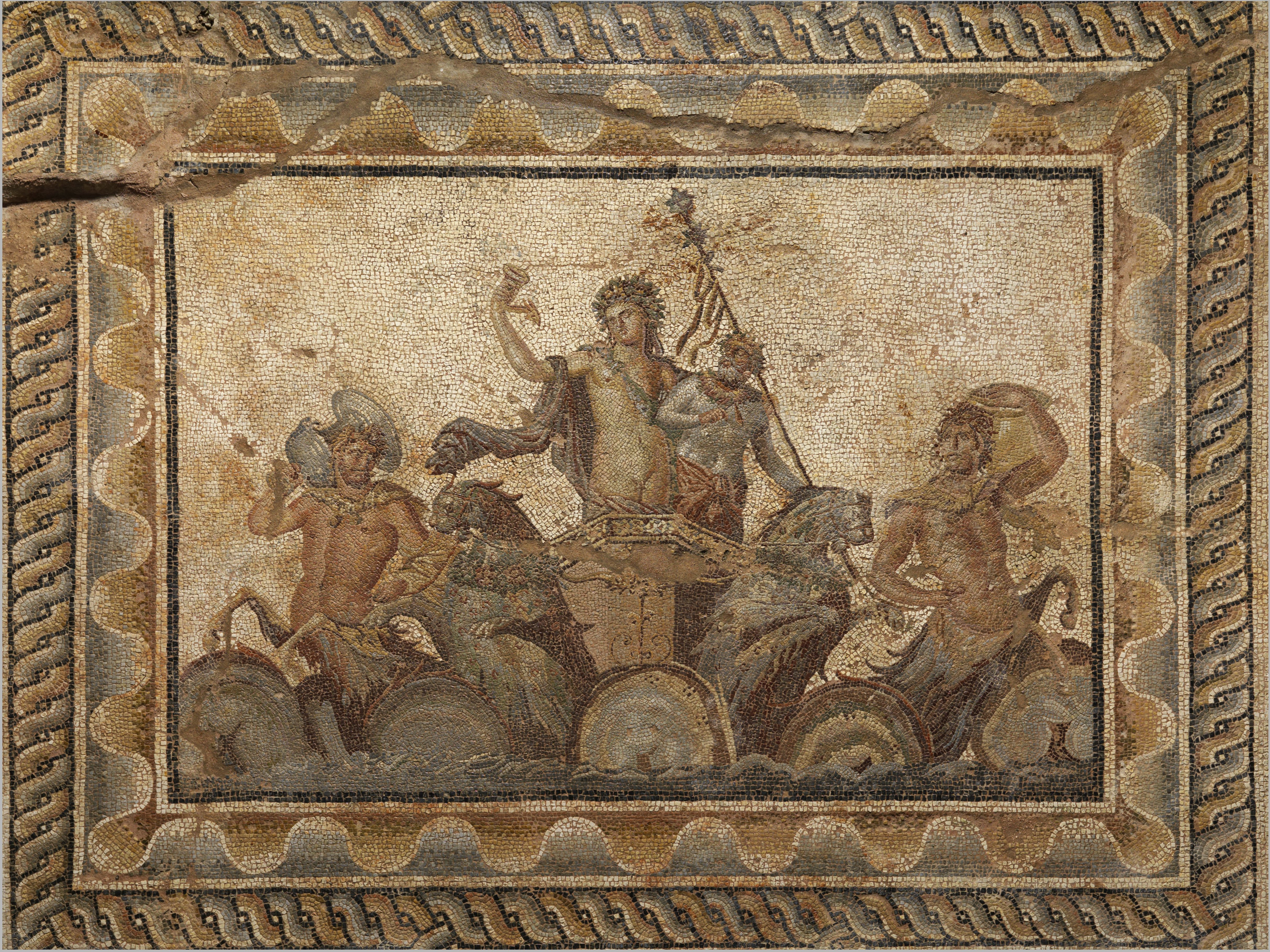
表示酒神戴歐尼修斯顯現的馬賽克；西元2世紀； 來自戴歐尼修斯別墅（希臘的迪翁）；迪翁考古博物館（英语：Archeological Museum of Dion）
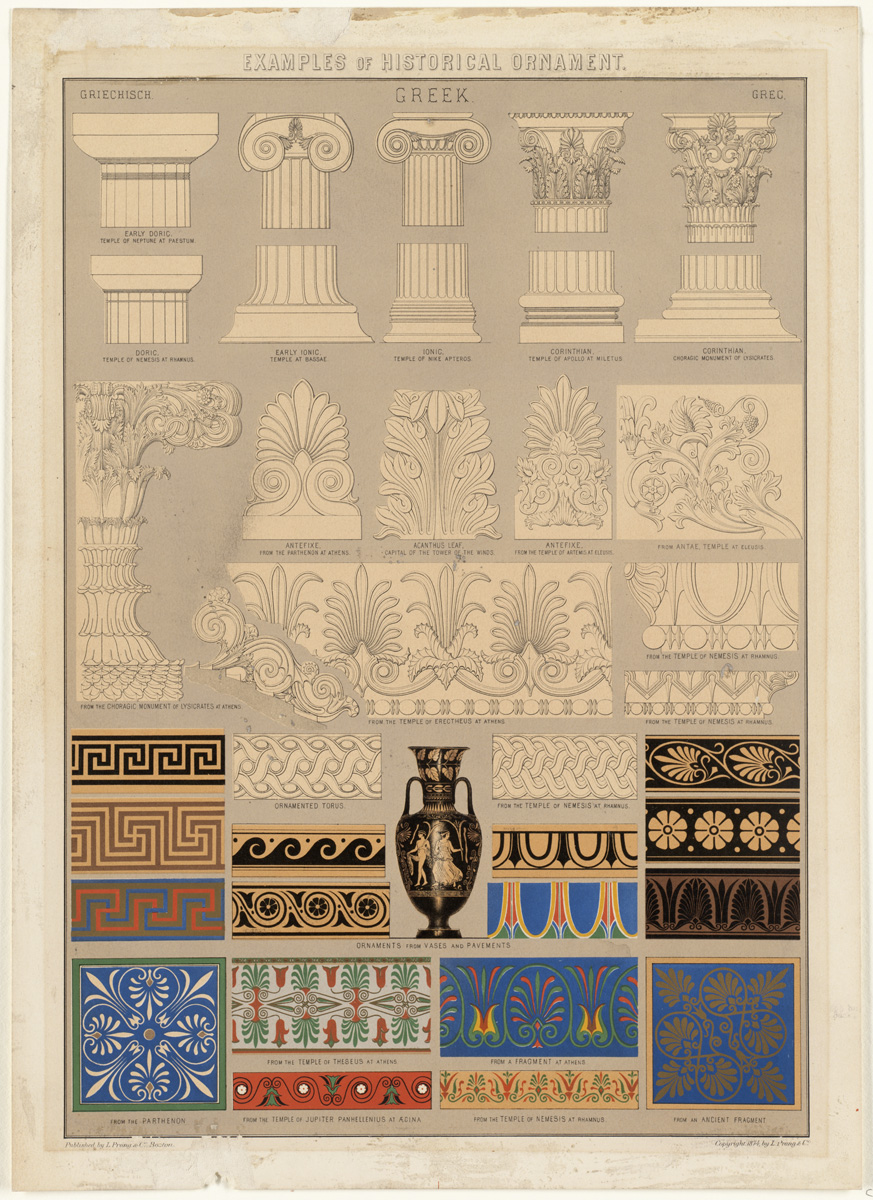
1874年繪製的古希臘裝飾品和圖騰的示例插圖

### 羅馬王政與帝國藝術
參見：古羅馬藝術
古羅馬美術承繼着古希臘的傳統，但羅馬人的美術更倾向於實用主義。規模巨大的罗马斗兽场和萬神廟是古羅馬建築的傑出代表。而曾被维蘇威火山灰掩埋達1700多年的龐貝壁畫，則给我們展示了古羅馬繪畫的獨特面貌。
羅馬藝術受到希臘的影響，某種程度上可視為繼承了古希臘繪畫和雕塑，但也受到義大利當地伊特魯里亞藝術的強烈影響。羅馬的雕塑主要是來自社會上流社會肖像以及對神的描繪。
在現存的羅馬繪畫中有壁畫，許多來自義大利南部坎帕尼亞大區的別墅，尤其是在龐貝城和赫庫蘭紐姆。 這類繪畫可分為四種主要的「龐貝風格」或時期，可能是第一個包含視覺陷阱、偽透視和純風景的例子。
幾乎所有現存的古代肖像畫都是在法尤姆的晚期古墓中發現的大量半身的「棺材肖像」。 這些畫使我們得以了解古代佳作所具備的水準。 另外也有少量來自古典時代晚期插畫書的微型畫以及為數眾多的中世紀早期摹本保存了下來。 早期的基督教藝術起源於羅馬的流行藝術以及後來的帝國藝術，並從這些來源對肖像繪製手法進行改造。

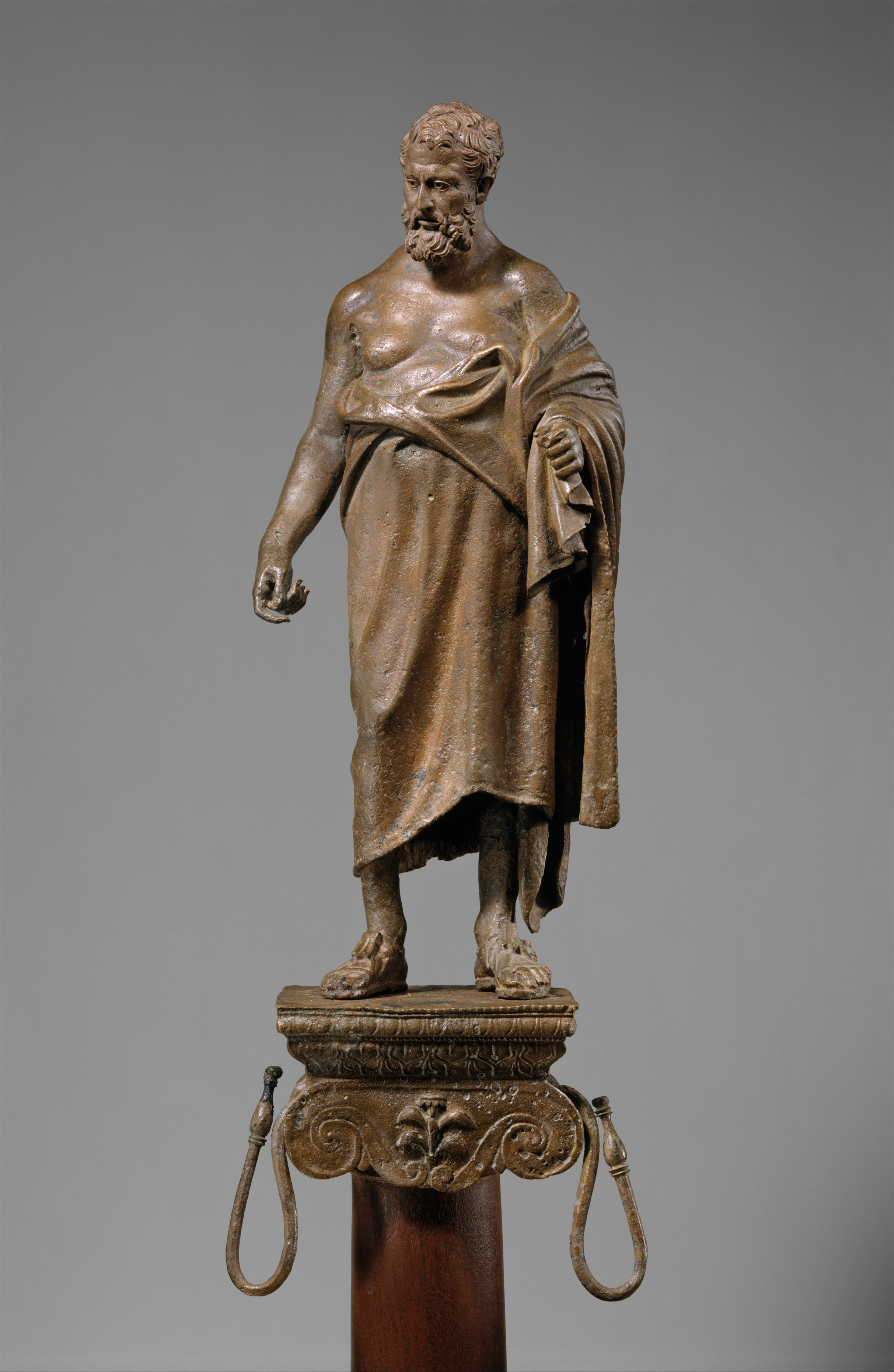
燈座上的哲學家銅像； 西元前1世紀晚期； 青銅； 全長27.3公分；重量：2.9公斤；紐約大都會藝術博物館
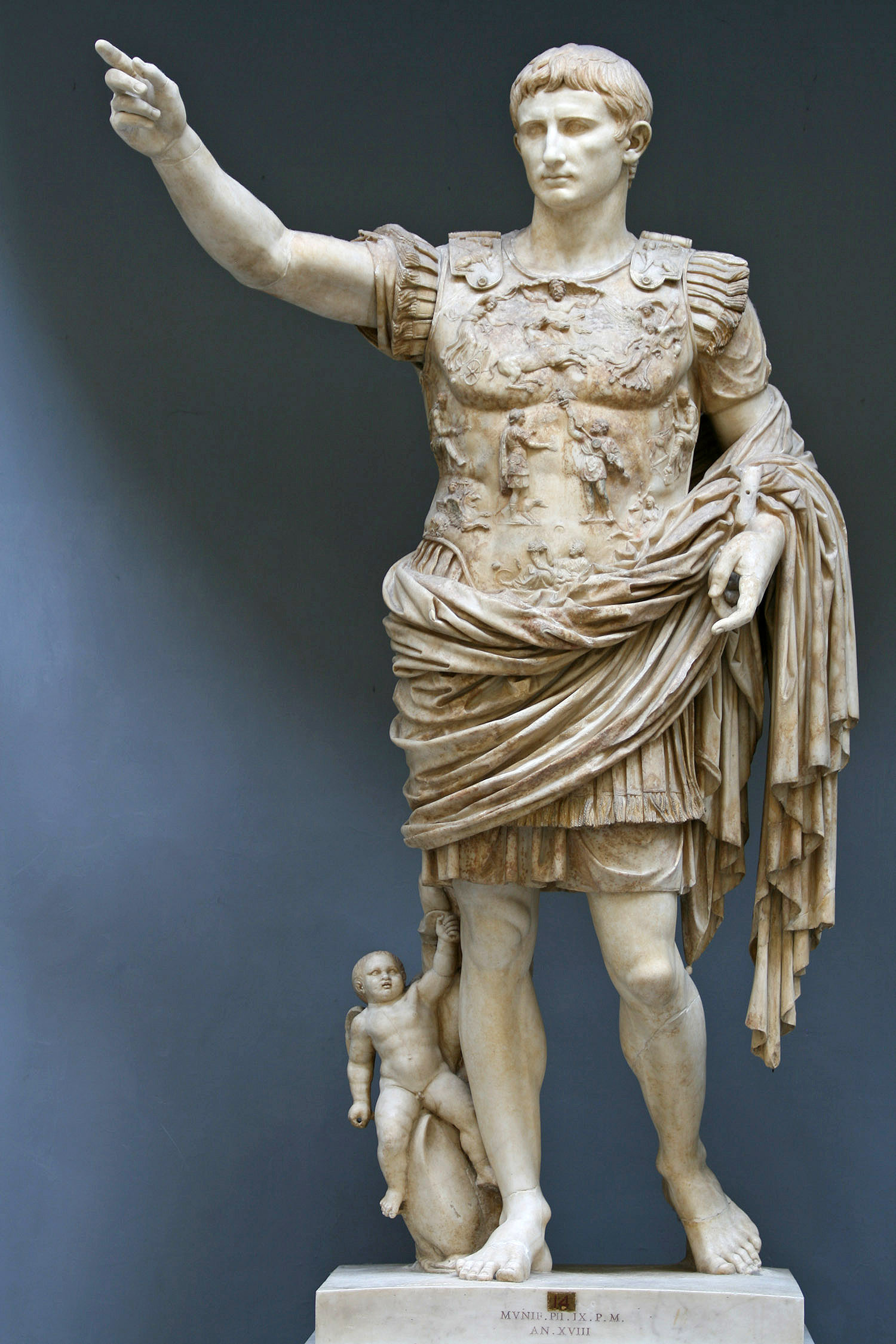
第一門的奧古斯都像；約西元前20年；白色大理石；高：2.06米；梵蒂岡博物館
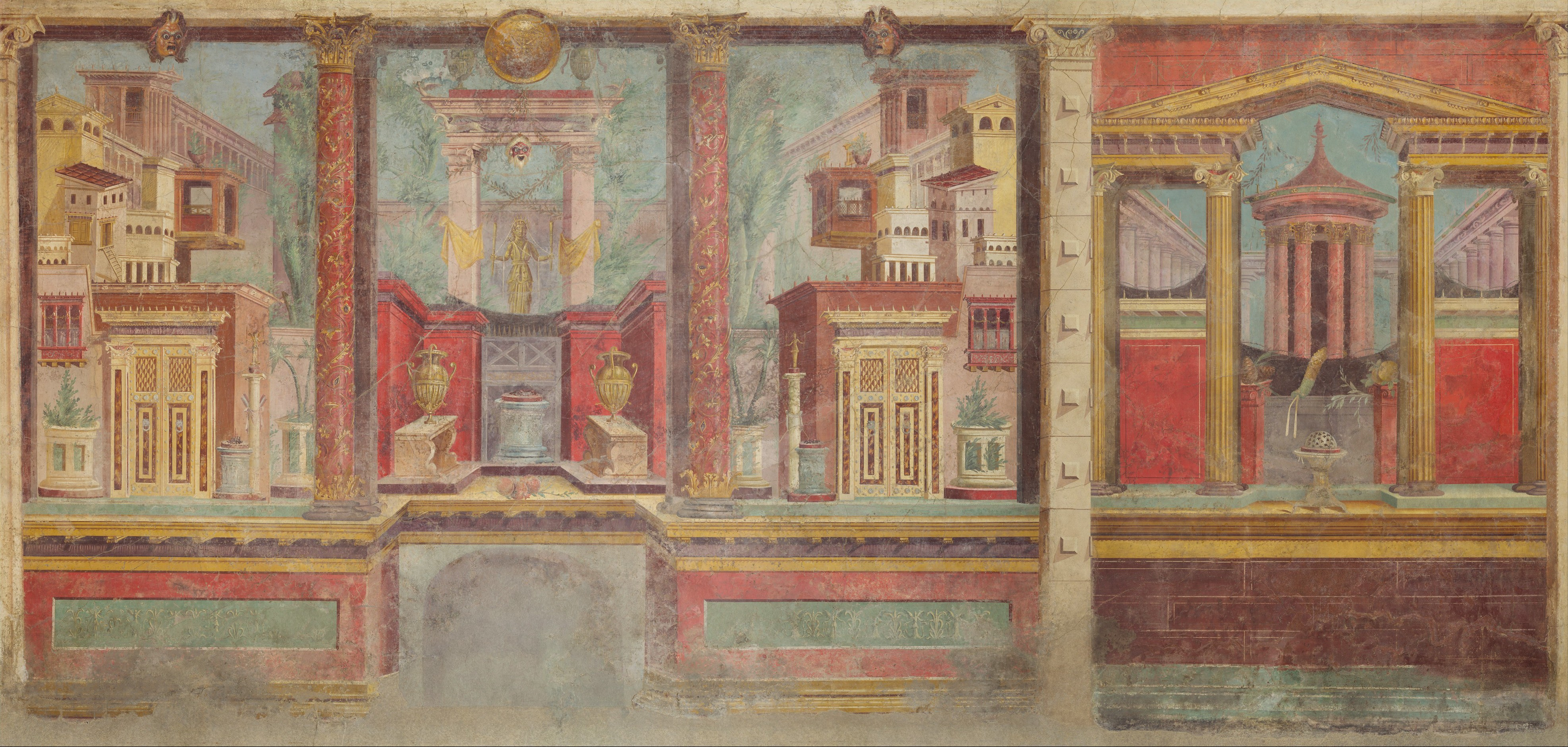
古代伯斯科阿萊別墅臥室的修復壁畫；公元前50-40年；房間尺寸：265.4 x 334 x 583.9公分；大都會藝術博物館
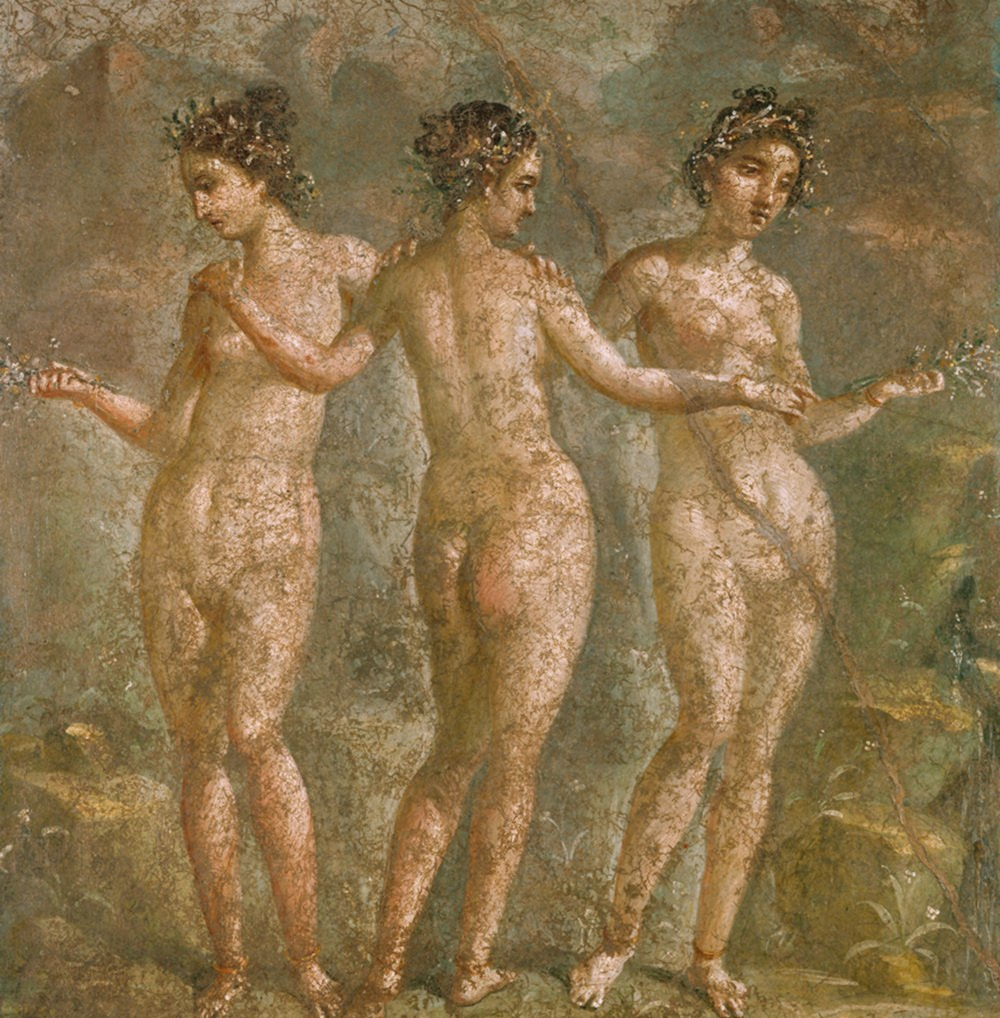
卡里忒斯，庞贝壁画，1世纪
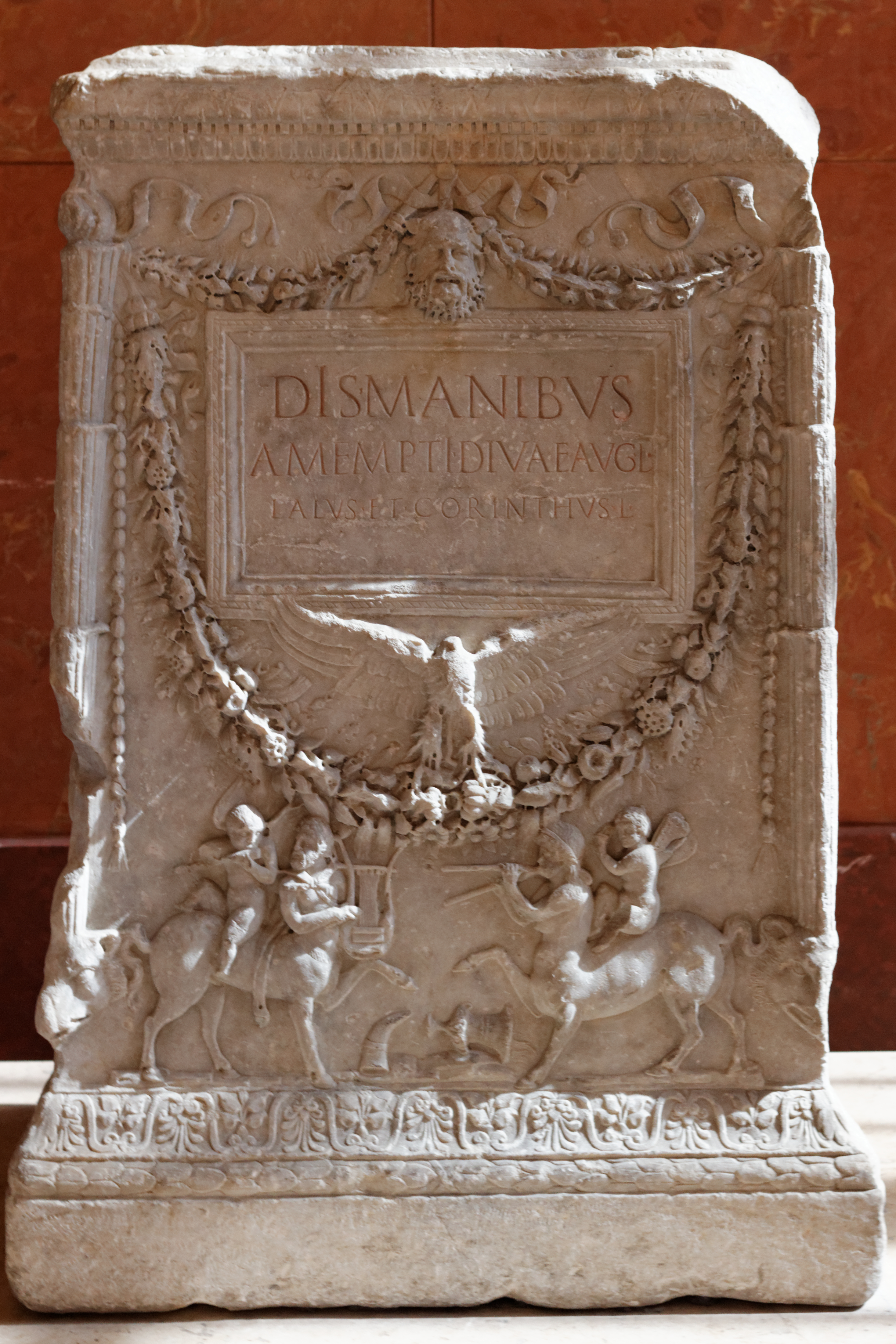
帶花綵的祭壇；約西元50 年；大理石，高：99.5公分，寬：61.5公分，深度：47公分；羅浮宮
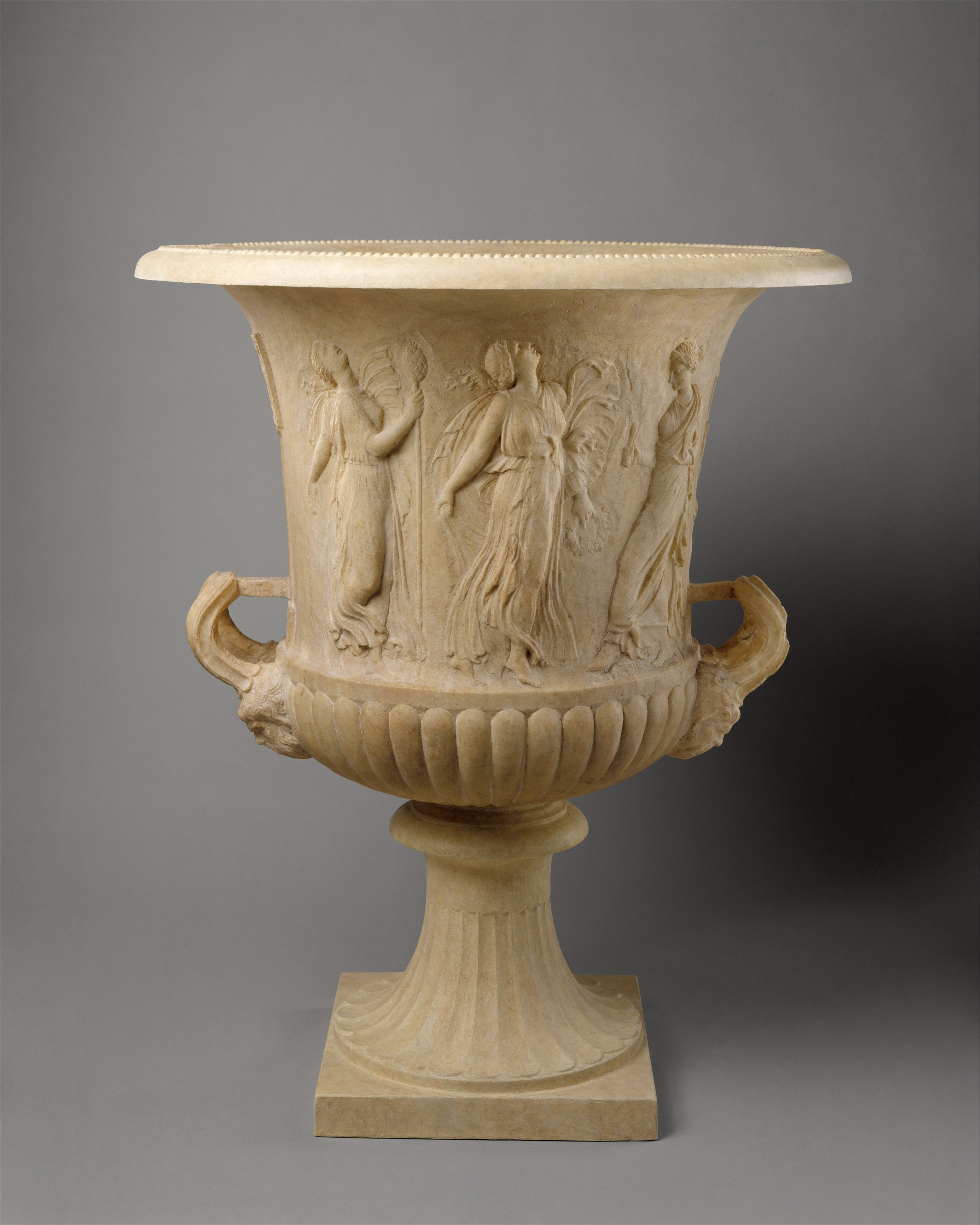
萼身雙耳噴口酒壺（Calyx-krater），帶有少女和舞女的浮雕；西元一世紀；彭代利大理石製，全長：80.7公分；大都會藝術博物館
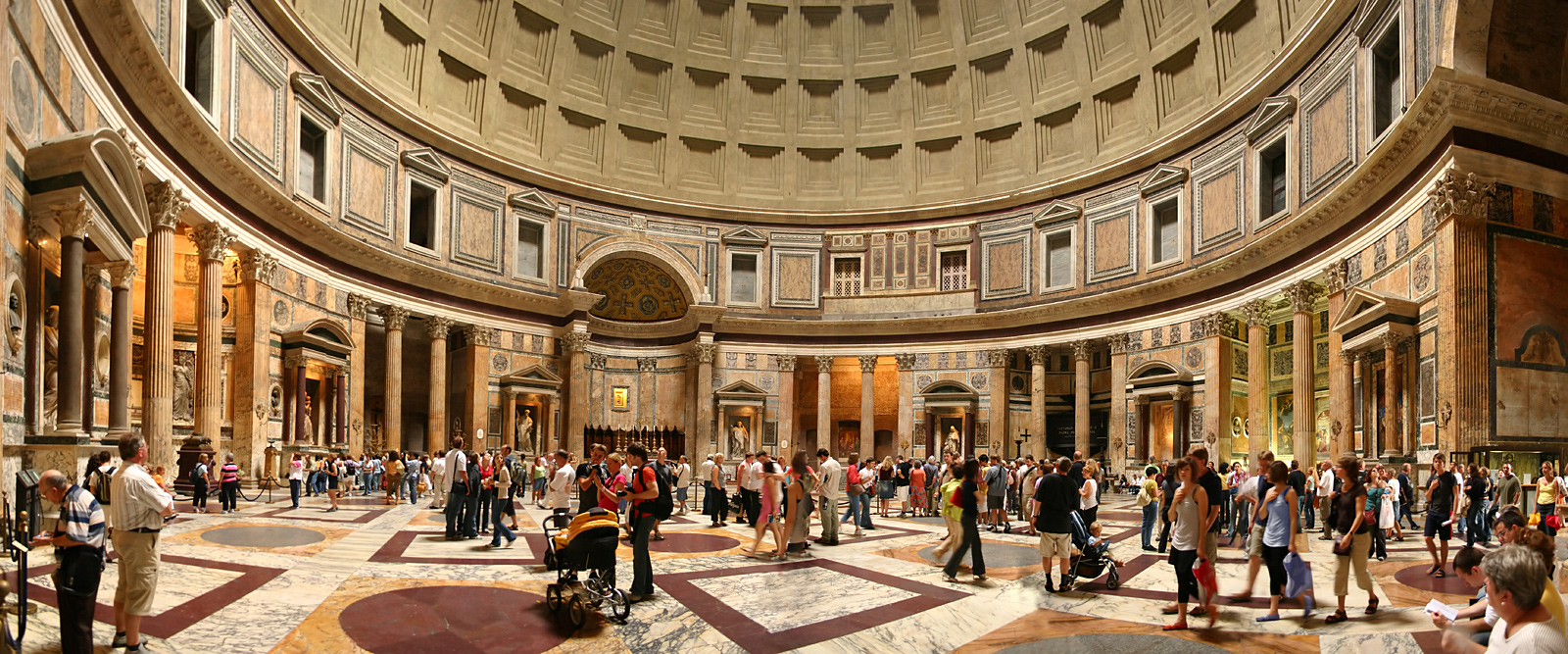
萬神殿（羅馬）全景，建於西元113和125年之間
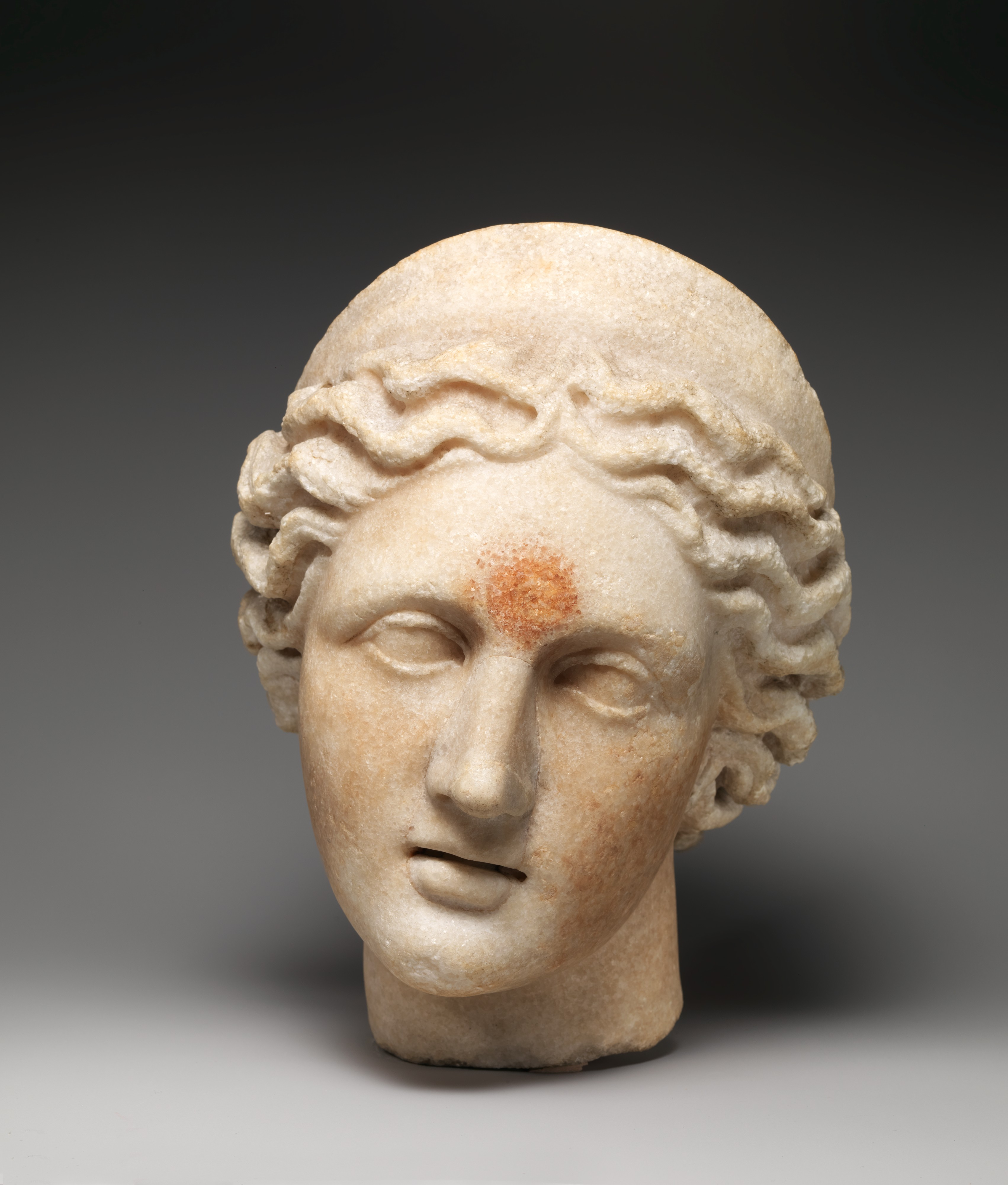
戴著王冠的女神頭像，西元1-2世紀；大理石，高：23公分；大都會藝術博物館
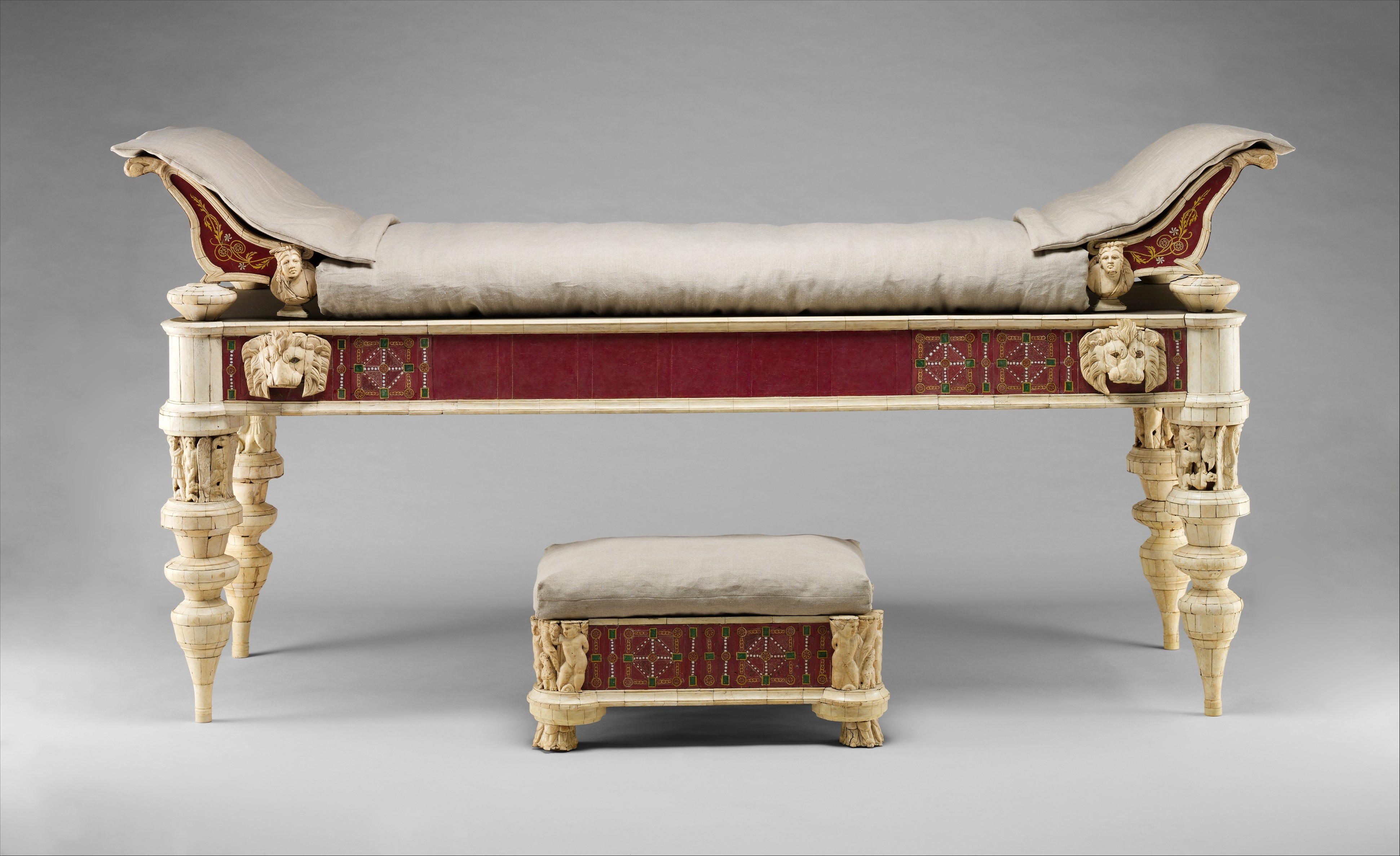
沙發和腳凳； 西元1-2世紀； 木頭、骨頭和玻璃材質； 沙發尺寸為105.4×76.2×214.6公分； 大都會藝術博物館
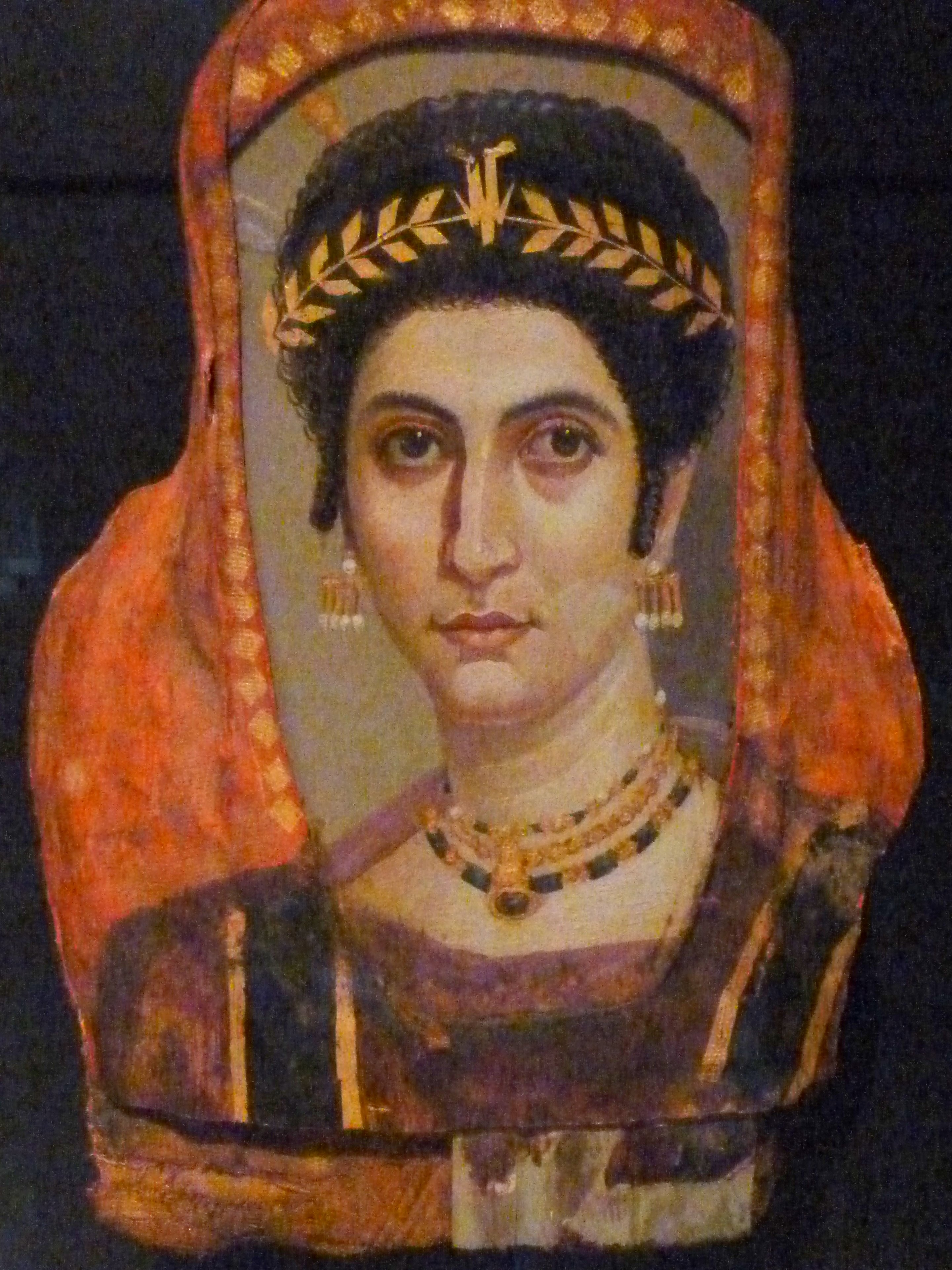
法尤姆肖像畫，描繪安居戎波利斯的女子Isidora，公元100-110年，盖蒂别墅
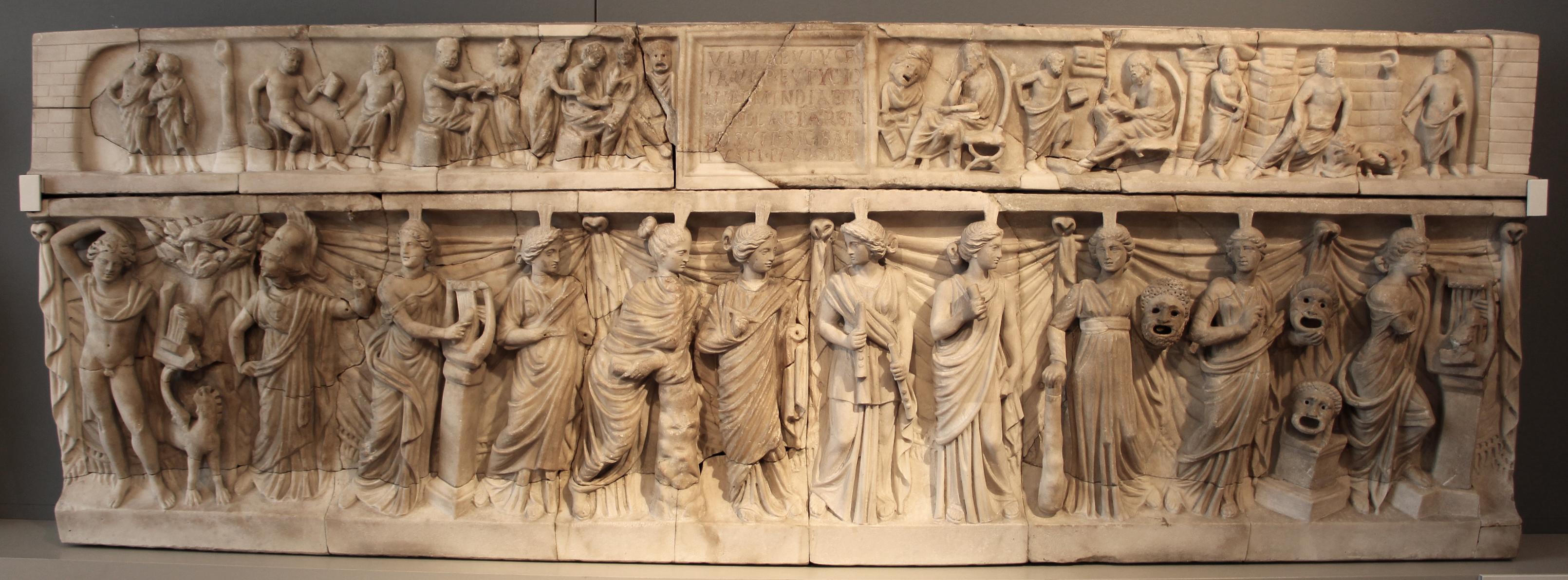
飾有有阿波羅、密涅瓦和繆斯女神的石棺；約於西元200年；來自亞壁古道； 柏林古典藏品館（Antikensammlung Berlin）
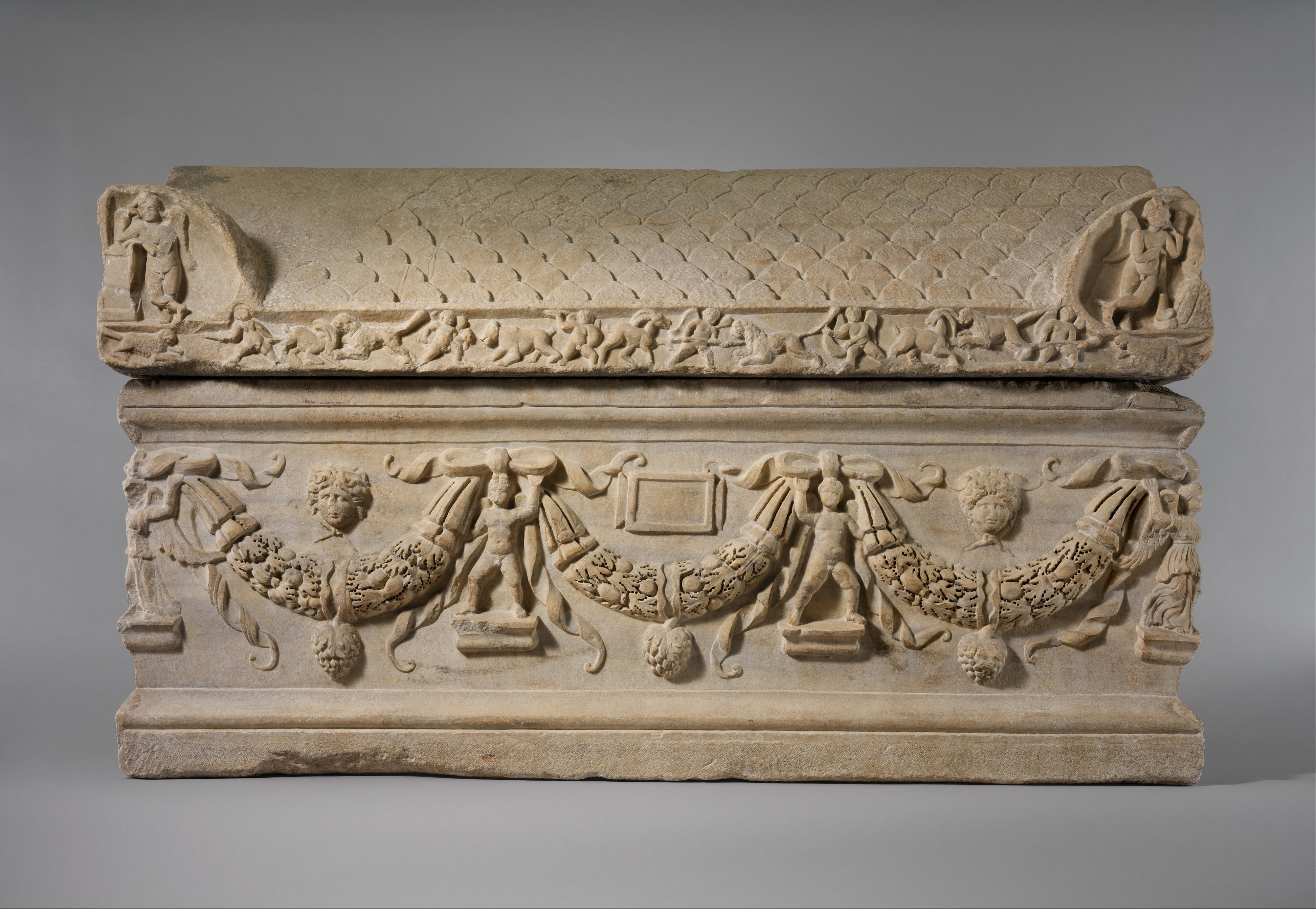
帶花綵的石棺；西元200年–225年；大理石，134.6 x 223.5公分；大都會藝術博物館
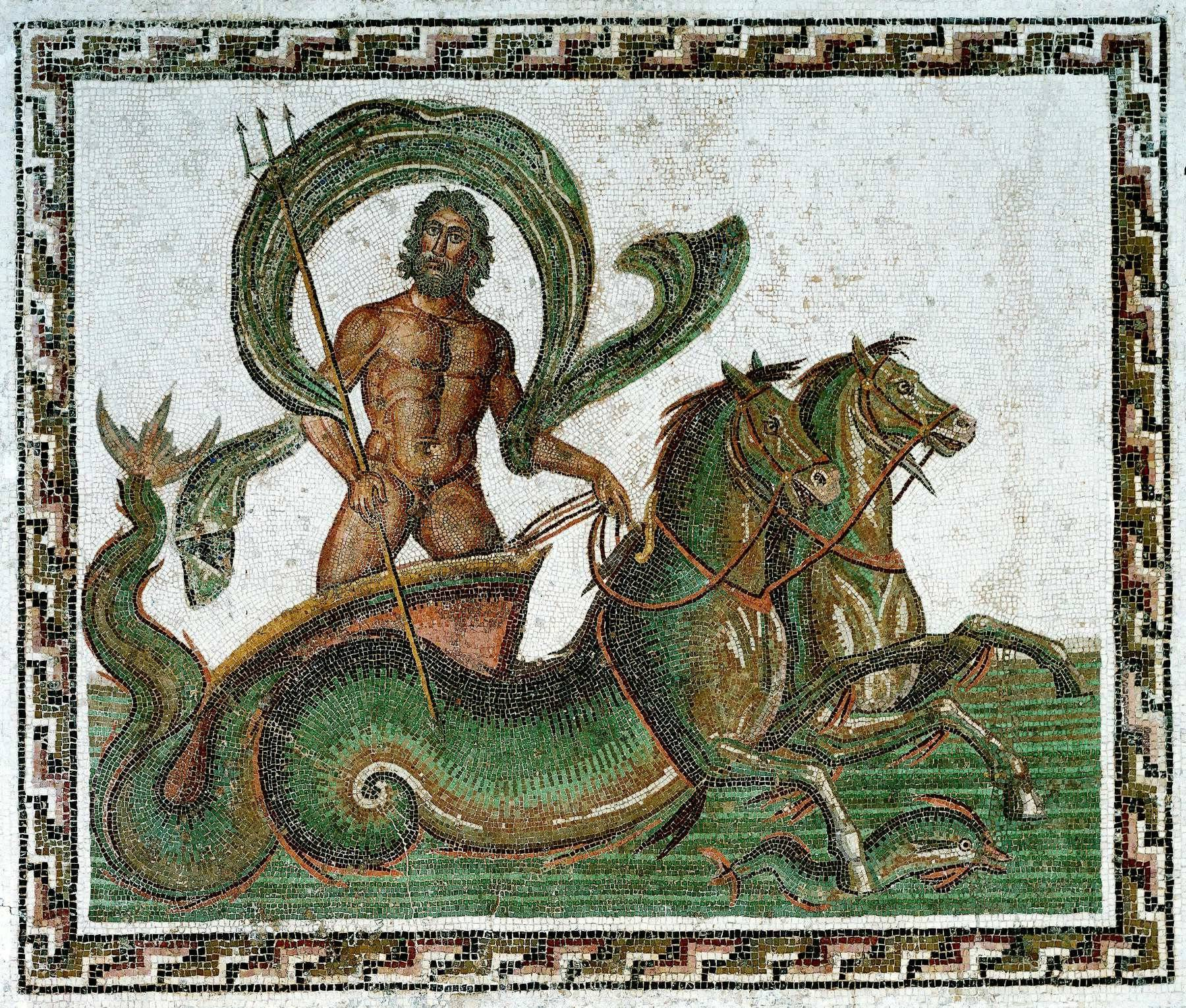
海神涅普頓站在兩匹海馬拉著的戰車上凱旋而歸，3世紀中葉，蘇塞考古博物館（英语：Sousse Archaeological Museum）（突尼西亞）
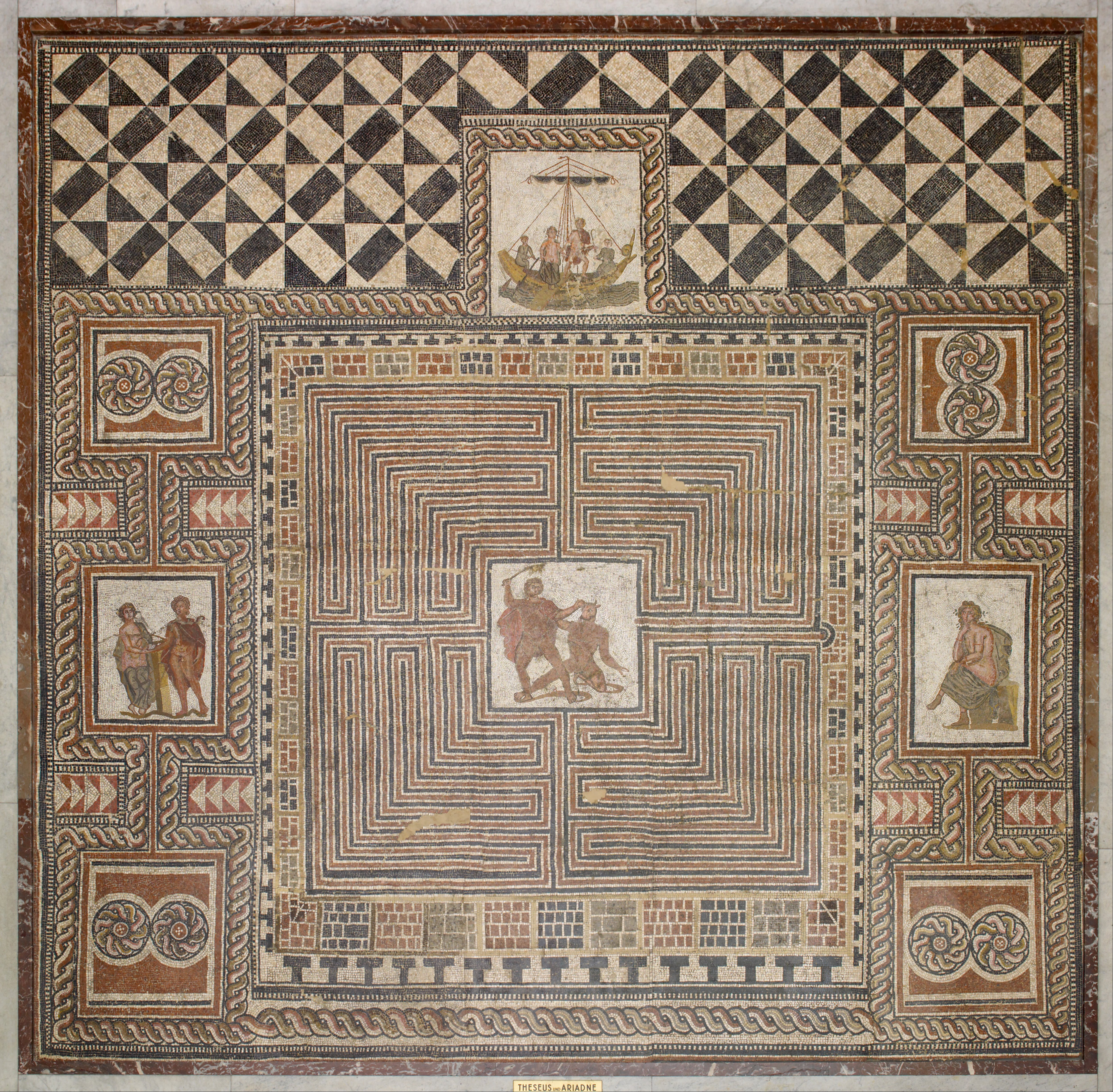
忒修斯馬賽克：西元300-400年，大理石和石灰石鵝卵石；尺寸4.1 x 4.2公尺，藝術史博物館（奧地利維也納）

## 歐洲中世纪美术
參見：歐洲中世紀美術
中世纪是指公元5世纪（以公元476年西罗马帝国崩溃作为标志）到15世纪（意大利文艺复兴的黎明），它标志着西方进入了基督教时代。受基督教制约，中世纪美术不注重客观世界的真实描写，而强调所谓精神世界的表现。建筑的高度发展是中世纪美术最伟大的成就。拜占庭式教堂、奧圖羅馬式教堂和法蘭克歌德式教堂，各具艺术上的创造性，並与宗教建筑相结合，雕刻、镶嵌画和壁画也取得了一定成就。

### 基督教初期教會藝術
參見：早期基督教艺术

### 拜占庭藝術
參見：拜占庭藝術
拜占庭藝術與我們所說的早期基督教藝術有所重疊或發生融合，但是到730年至843年的聖像破壞運動時期，絕大多數帶有人物的藝術品遭到摧毀，剩下的作品所剩無幾，以至於今日的任何新發現都會帶來全新的理解。在這之後，從843年到1453年則帶有明顯的拜占庭藝術傳統。 就用料和手藝而言通常是中世紀最優秀的藝術，集中在君士坦丁堡製作。 拜占庭藝術的最高成就是圓頂教堂內的巨型壁畫和馬賽克，不過受到自然災害以及教堂被清真寺佔用的影響，這些壁畫和馬賽克大多未能保存下來。
拜占庭最輝煌成就之一為聖索菲亞大教堂。此一時期馬賽克及聖像畫也取得很大成就，馬賽克與古希臘、羅馬馬賽克多採大理石製作不同，拜占庭主要以彩色玻璃為材料。拜占庭繪畫在聖像破壞運動後變得制式化。

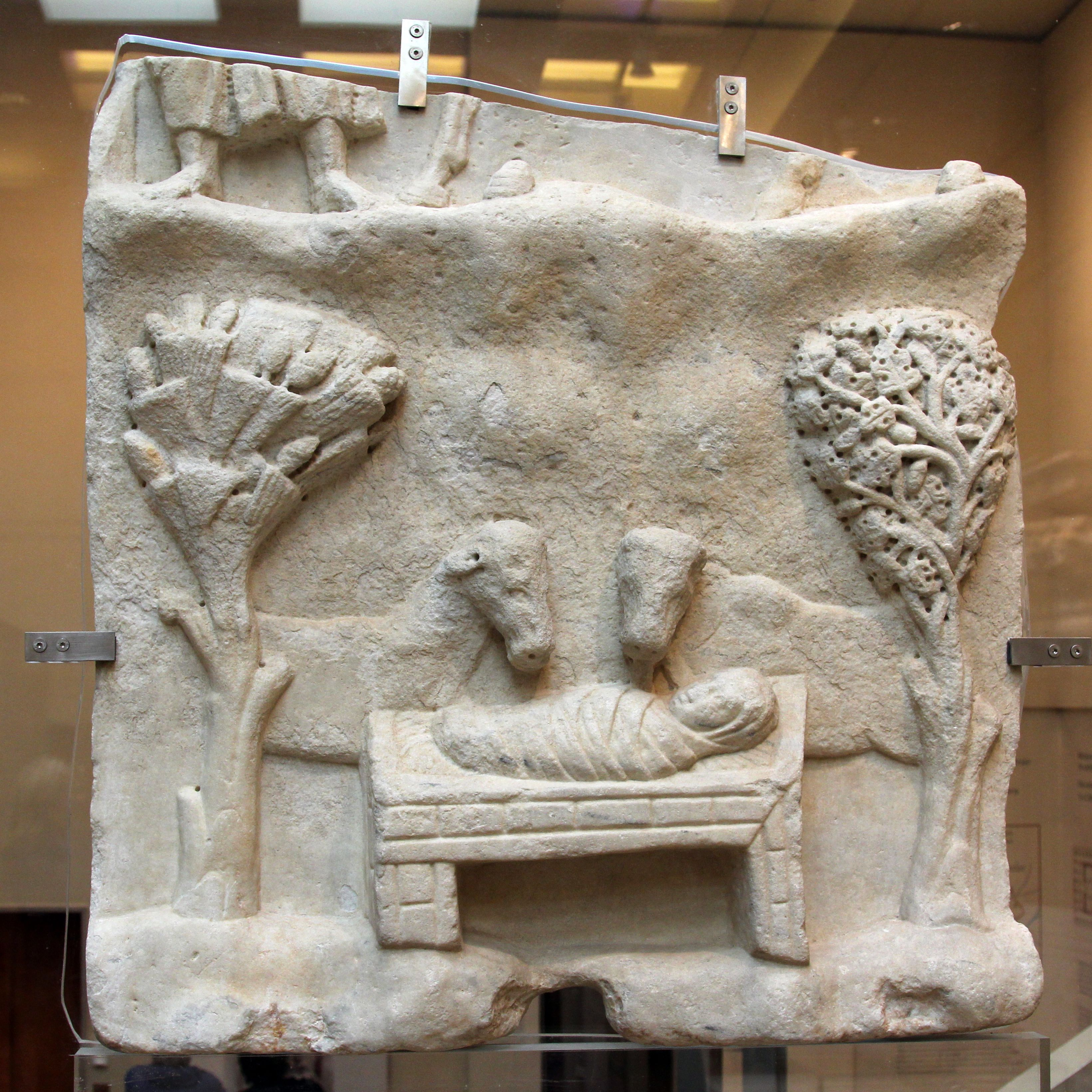
石板上的浮雕表示耶穌誕生；4世紀5世紀初； 大理石；拜占庭和基督教博物館（雅典）
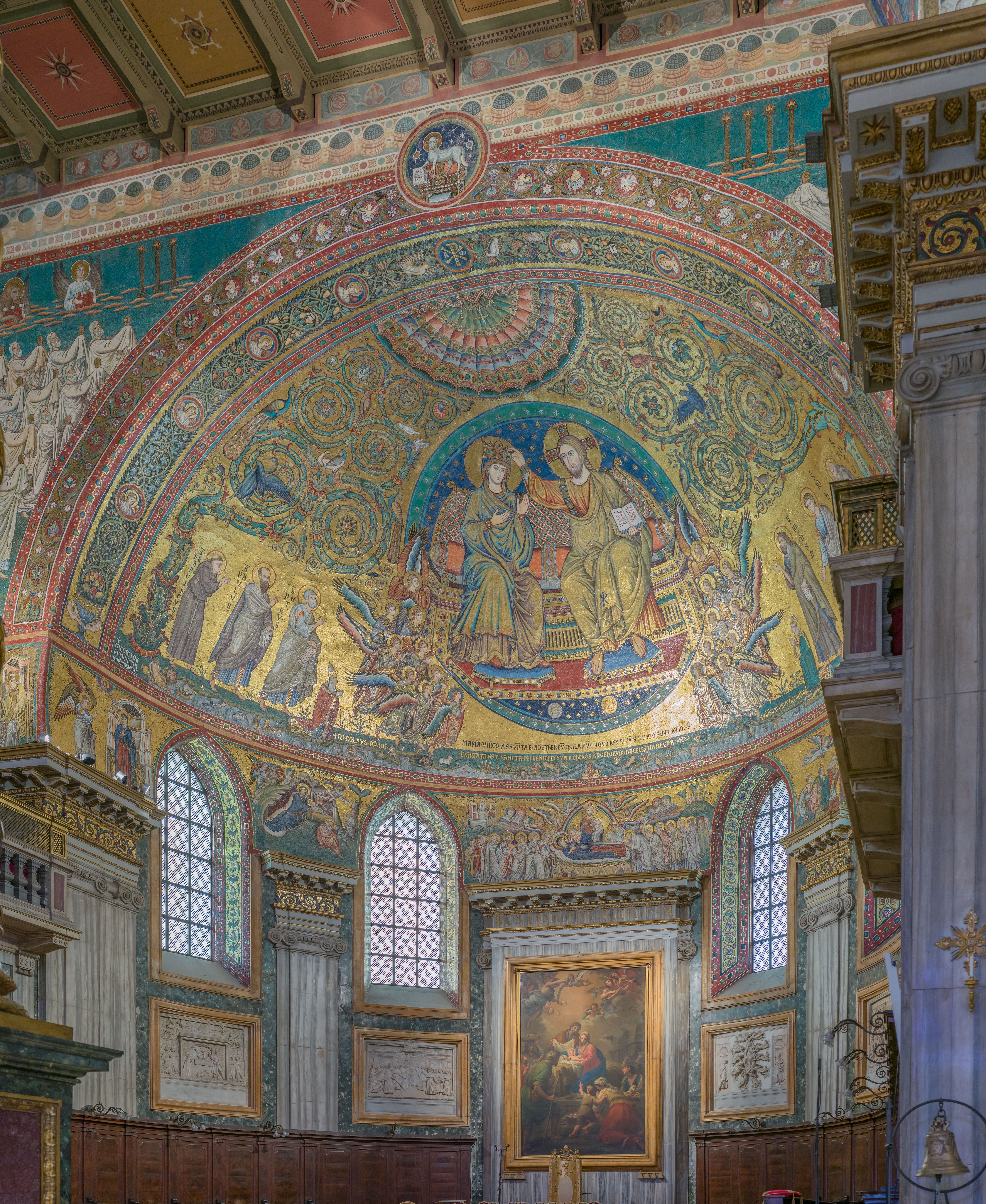
羅馬聖母大殿的半圓形後殿，以這種迷人的馬賽克裝飾而成，飾於西元5世紀
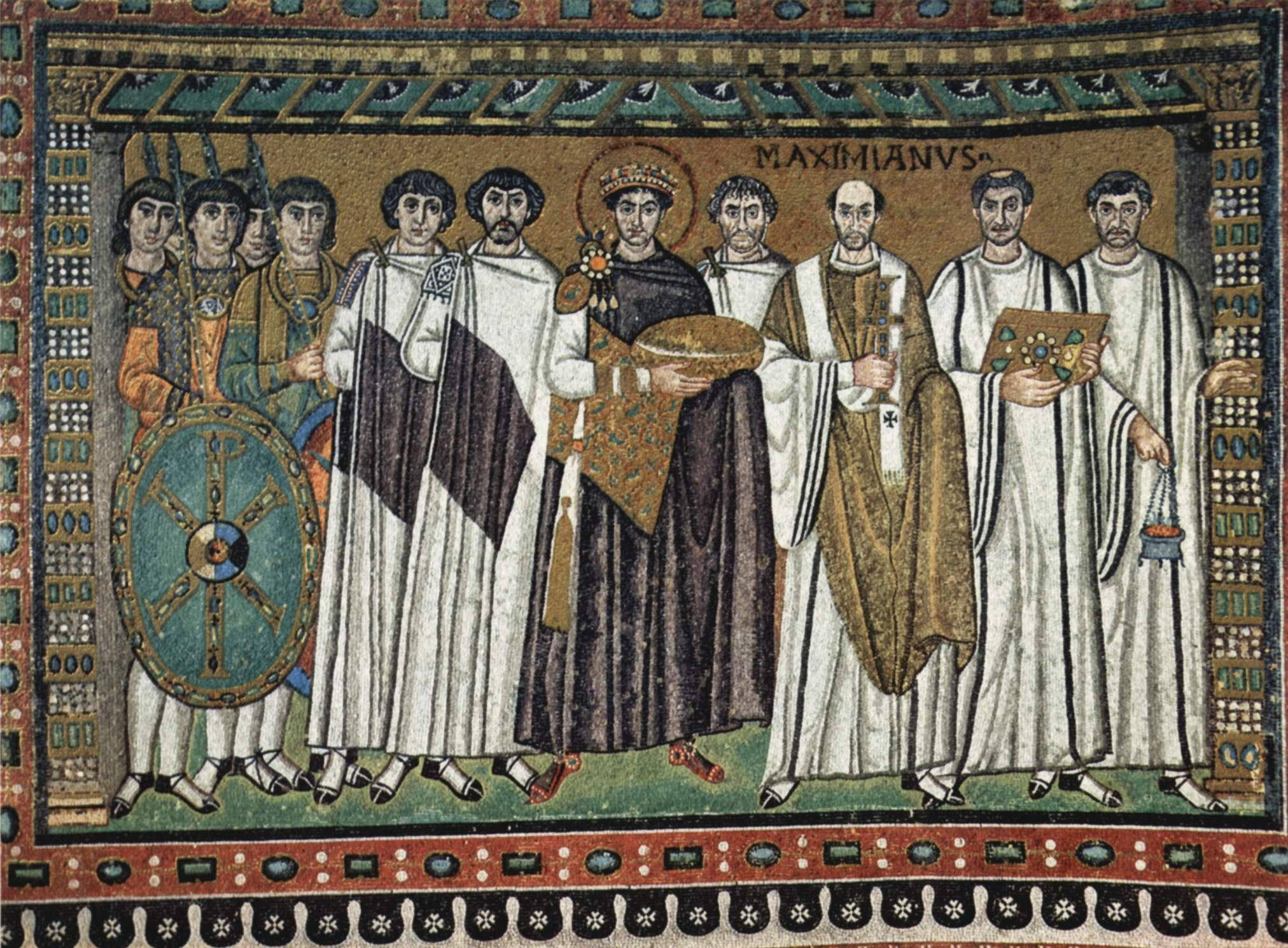
查士丁尼一世及其随从，约6世纪
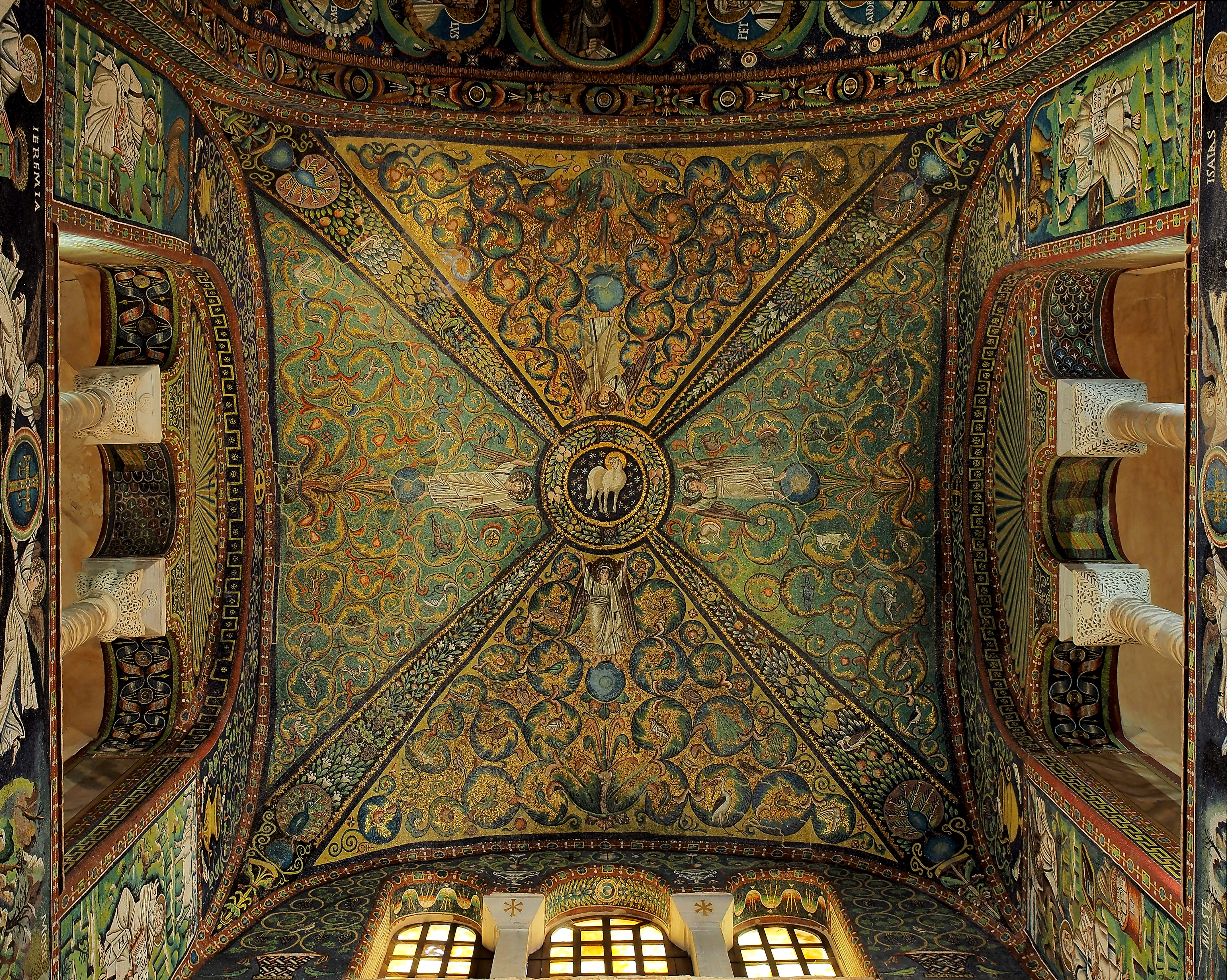
拉溫那（義大利）聖維塔教堂的天花板和部分牆壁上的馬賽克，約西元547年
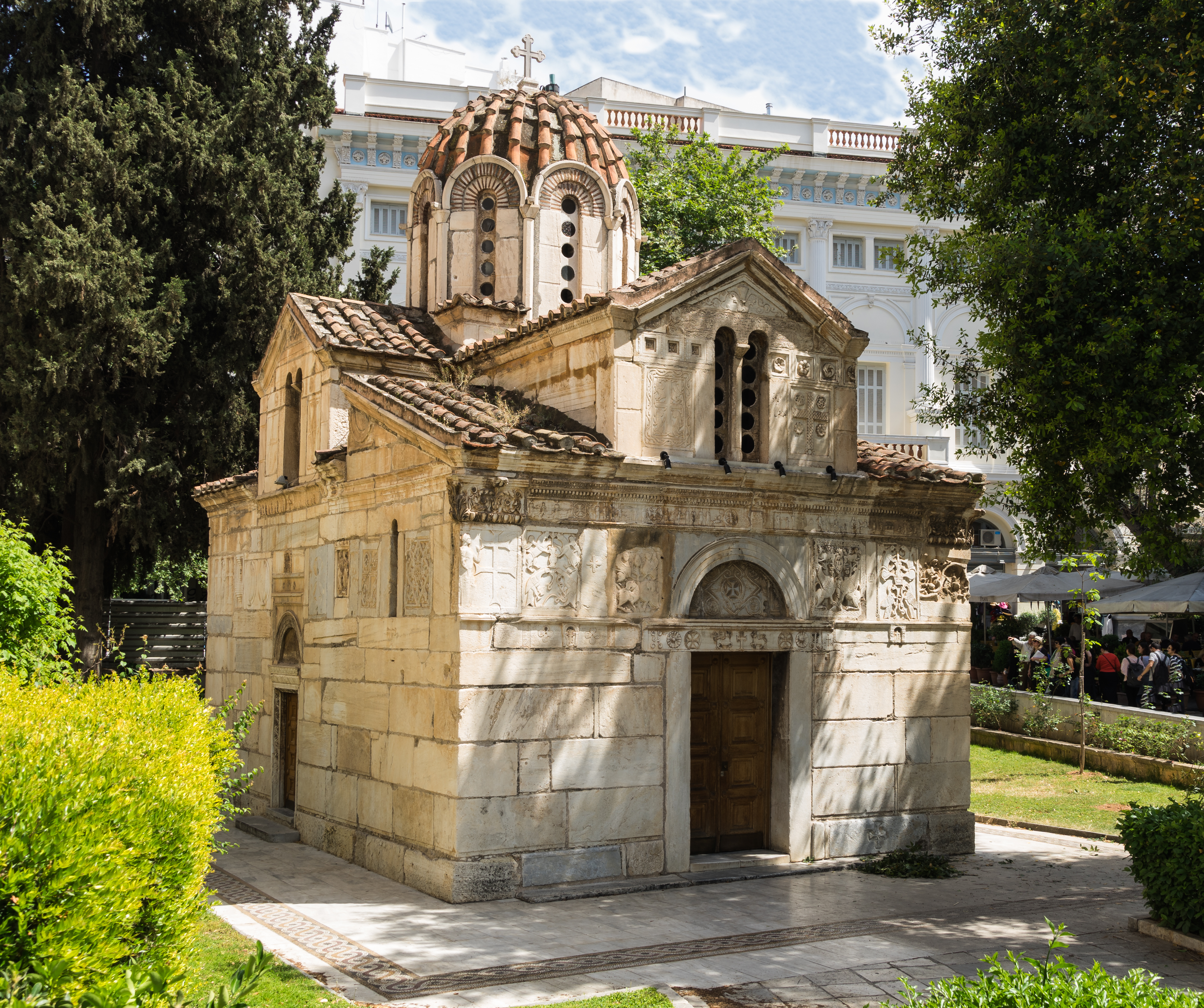
雅典的阿基歐斯·埃萊夫塞里奧斯教堂，建於9世紀至13世紀，建造日期不詳
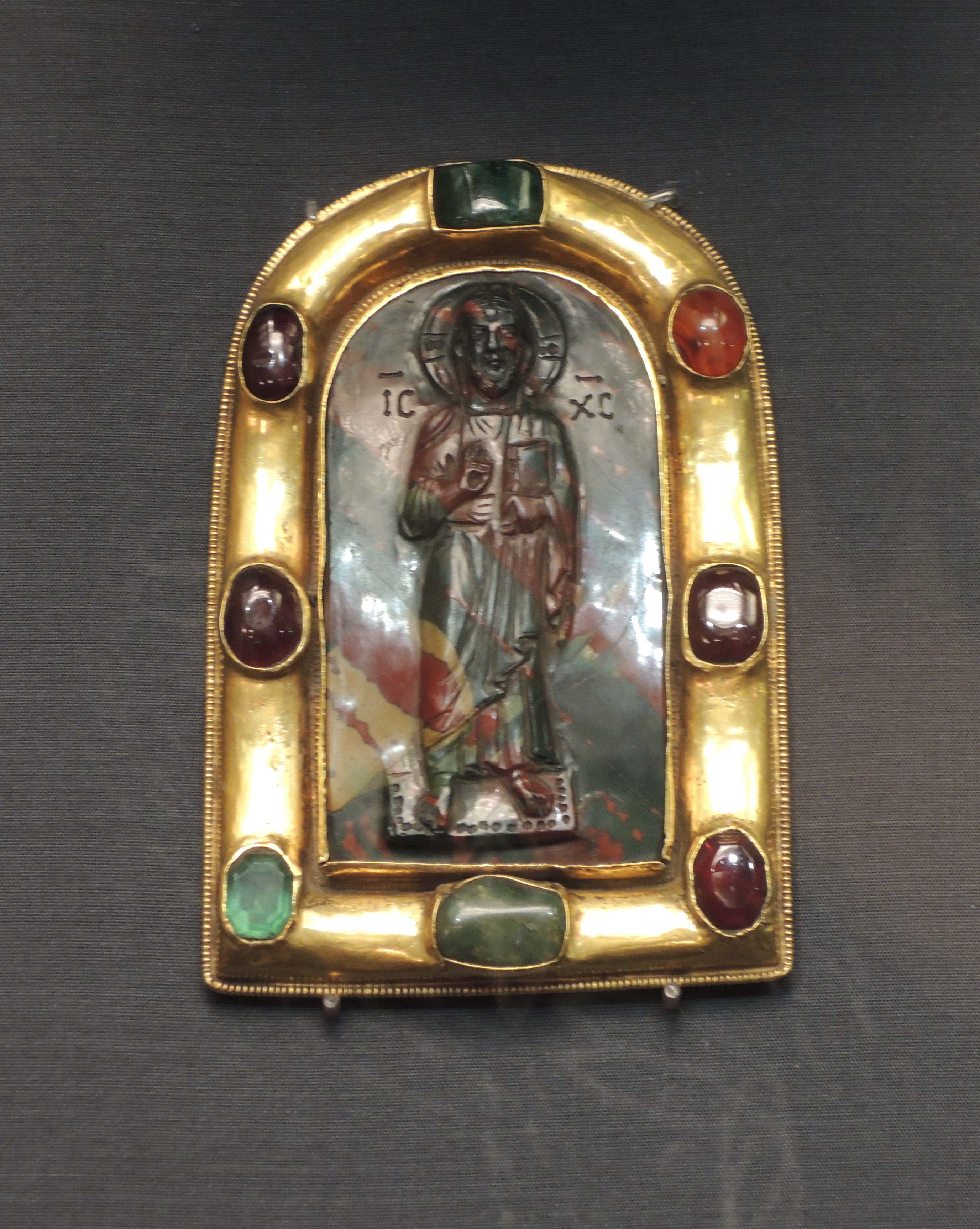
浮雕寶石；10-11世紀； 碧玉，鐵鋁榴石，祖母綠和綠玉髓；來自君士坦丁堡；莫斯科克里姆林博物館（英语：Moscow Kremlin Museums）（俄羅斯）
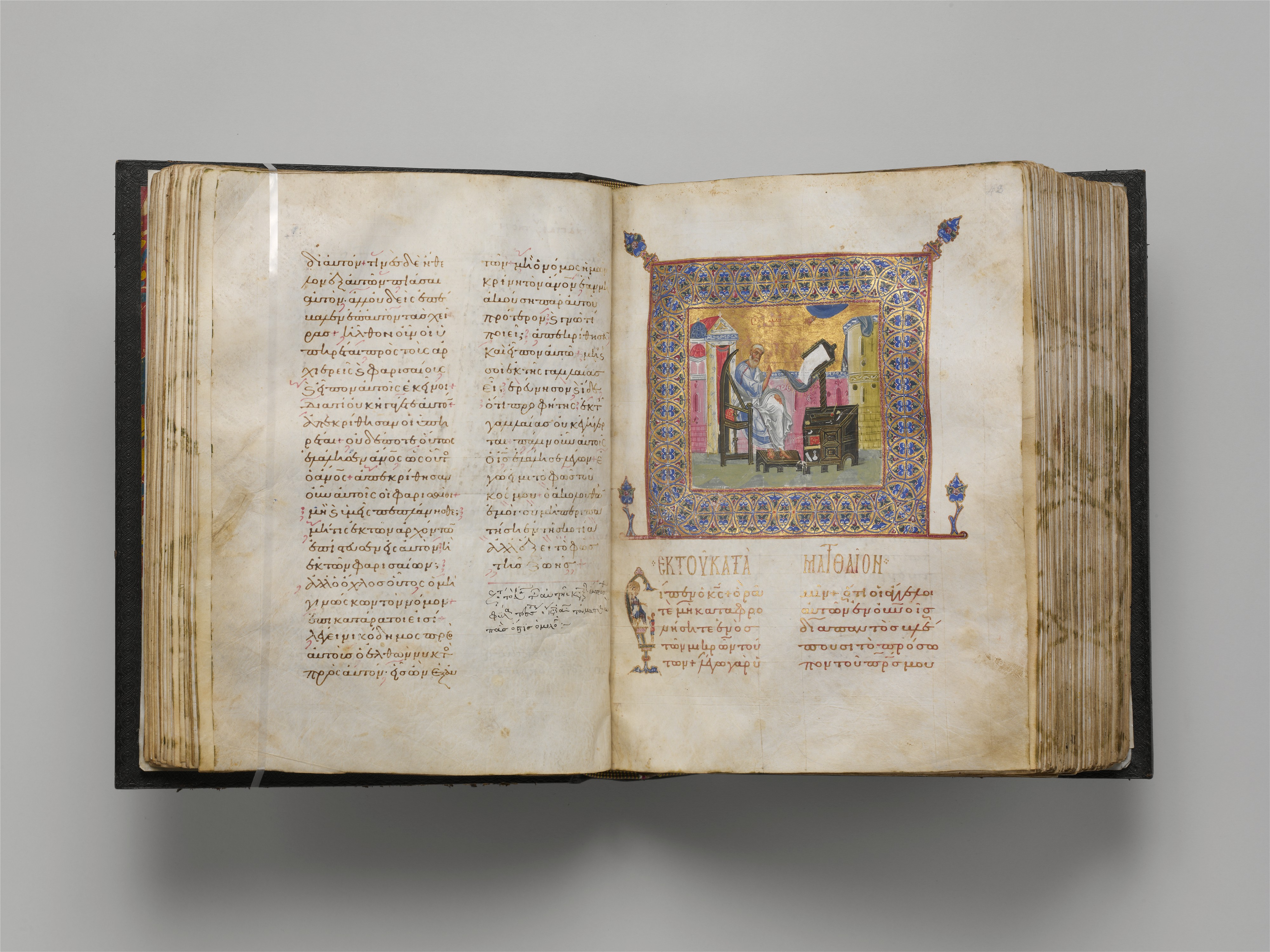
福音經文；約1100年；羊皮紙上的蛋彩畫、黃金和墨水，以及皮革裝訂；尺寸：36.8 x 29.6 x 12.4公分，對開本：35 x 26.2公分； 大都會藝術博物館（紐約市）
新約三位一體的聖像畫；約1450年；木板（白楊木）上的蛋彩畫和金色； 克利夫蘭藝術博物館（美國俄亥俄州克利夫蘭）
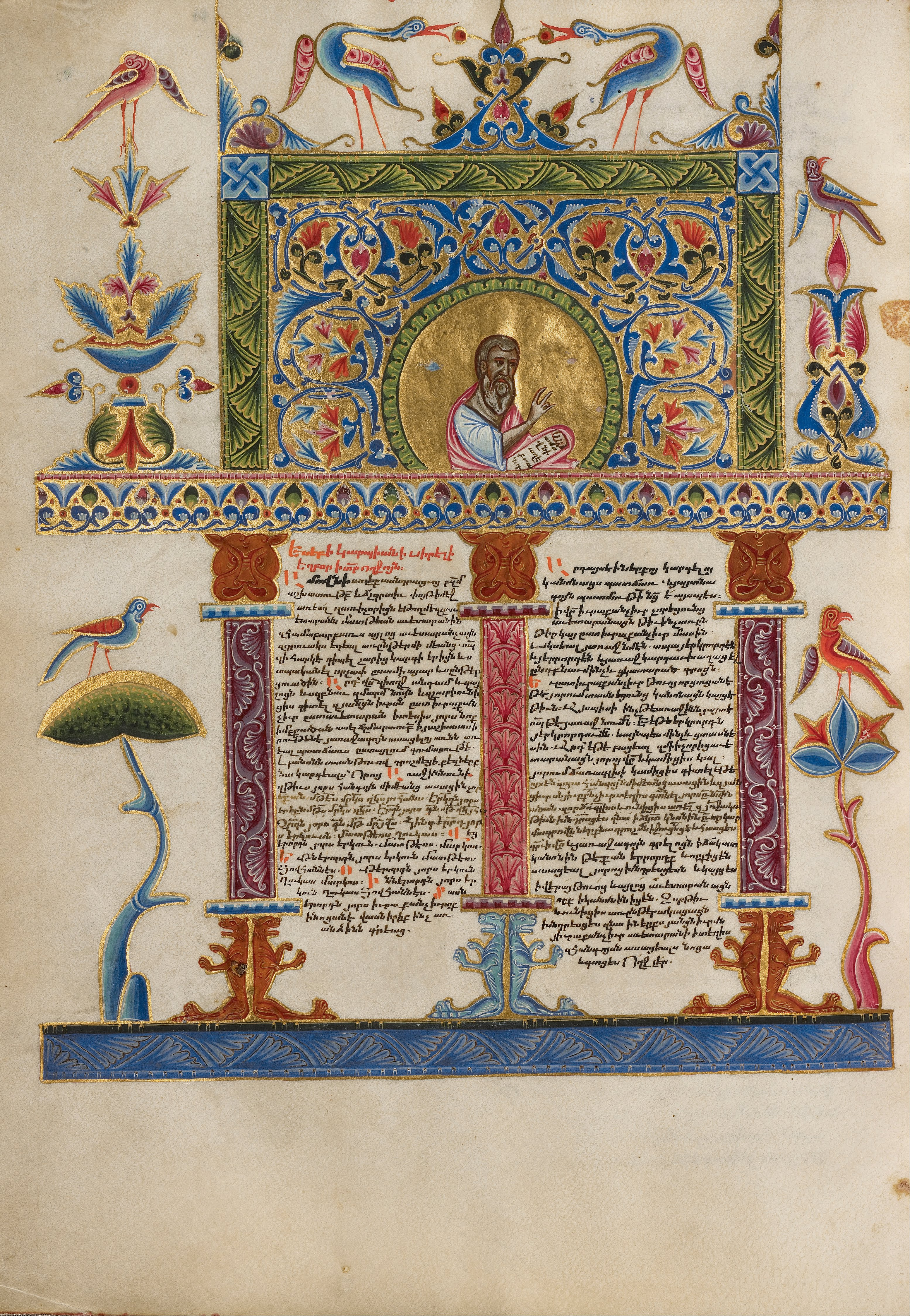
亞美尼亞泥金裝飾手抄本的一頁；1637–1638年製； 蛋彩畫、金漆和羊皮紙上的金葉；高：25.2公分；蓋蒂中心（洛杉磯）

### 羅馬式藝術
參見：羅馬式藝術
羅馬式藝術是指從1000年左右到12世紀哥德式藝術興起前的時期。這是一個日益繁榮的時期，也是一種首次在歐洲各地（從斯堪的納維亞到西西里）使用的一致風格。羅馬式藝術充滿活力和直接性，最初色彩鮮豔且大多極為精緻。彩色玻璃和金屬製品上的琺瑯成為重要的媒介，大型的立體雕塑也得到發展，不過高浮雕是主要的技術。它的建築以厚牆、圓頭窗和拱門為主，有很多雕刻裝飾。不同於拜占庭藝術，羅馬式教堂主要為壁畫、玻璃畫，減少了馬賽克的使用，人物多為正面律。人物造型皆小頭長驅缺乏創造性。

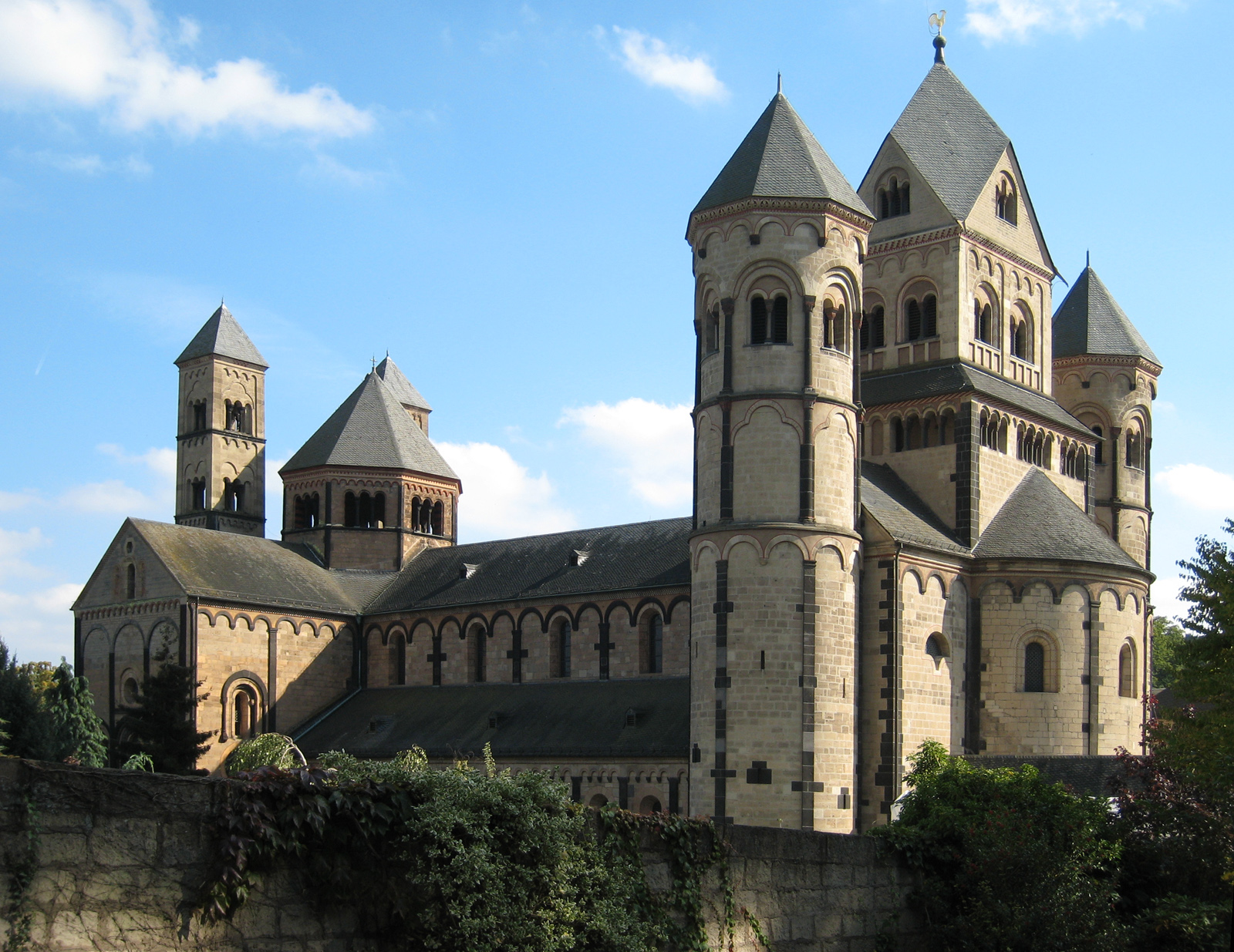
瑪麗亞拉赫修道院（德國安德納附近），最具標誌性的羅馬式教堂之一
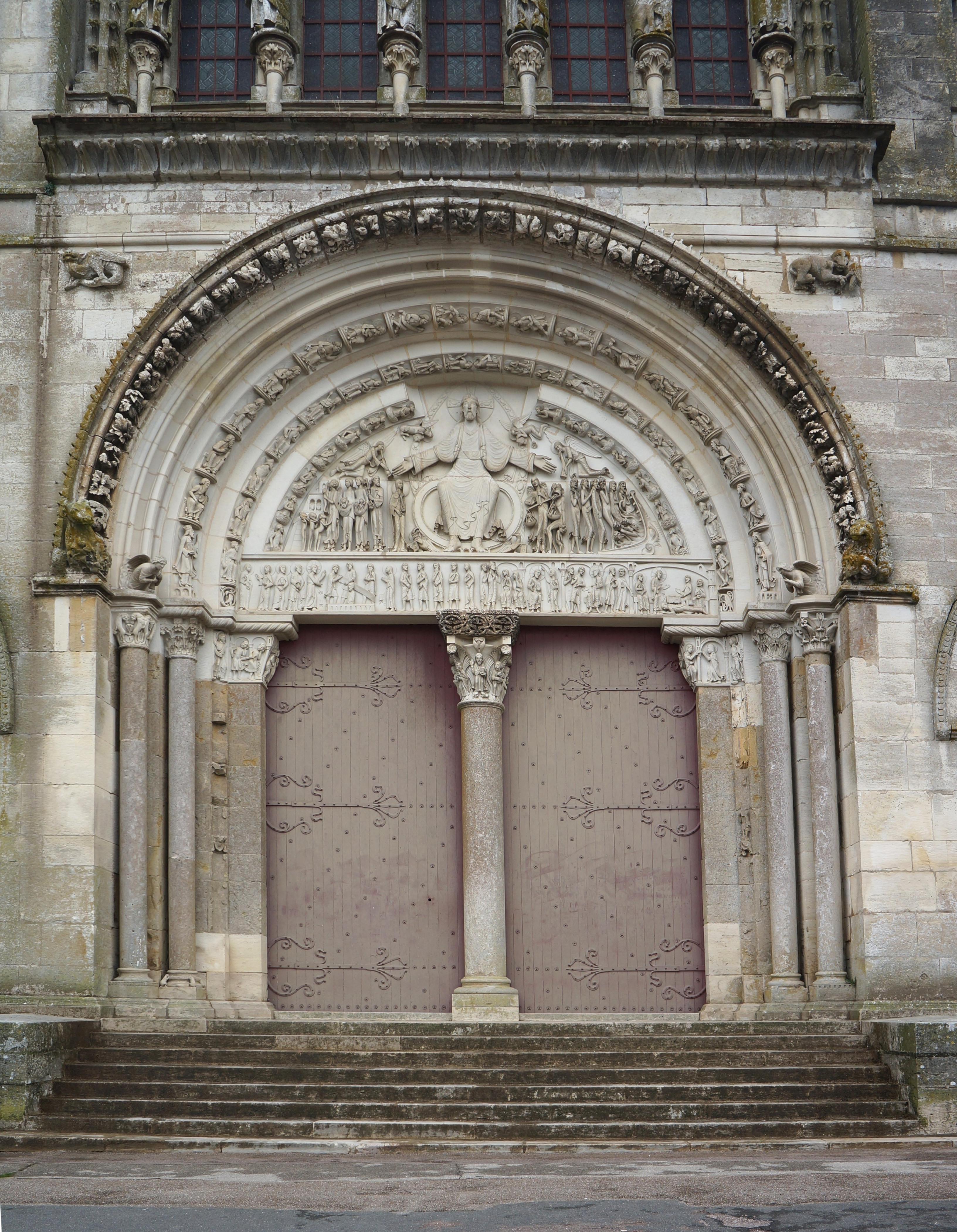
韋茲萊隱修院（法國勃艮第）的耶穌石製淺浮雕
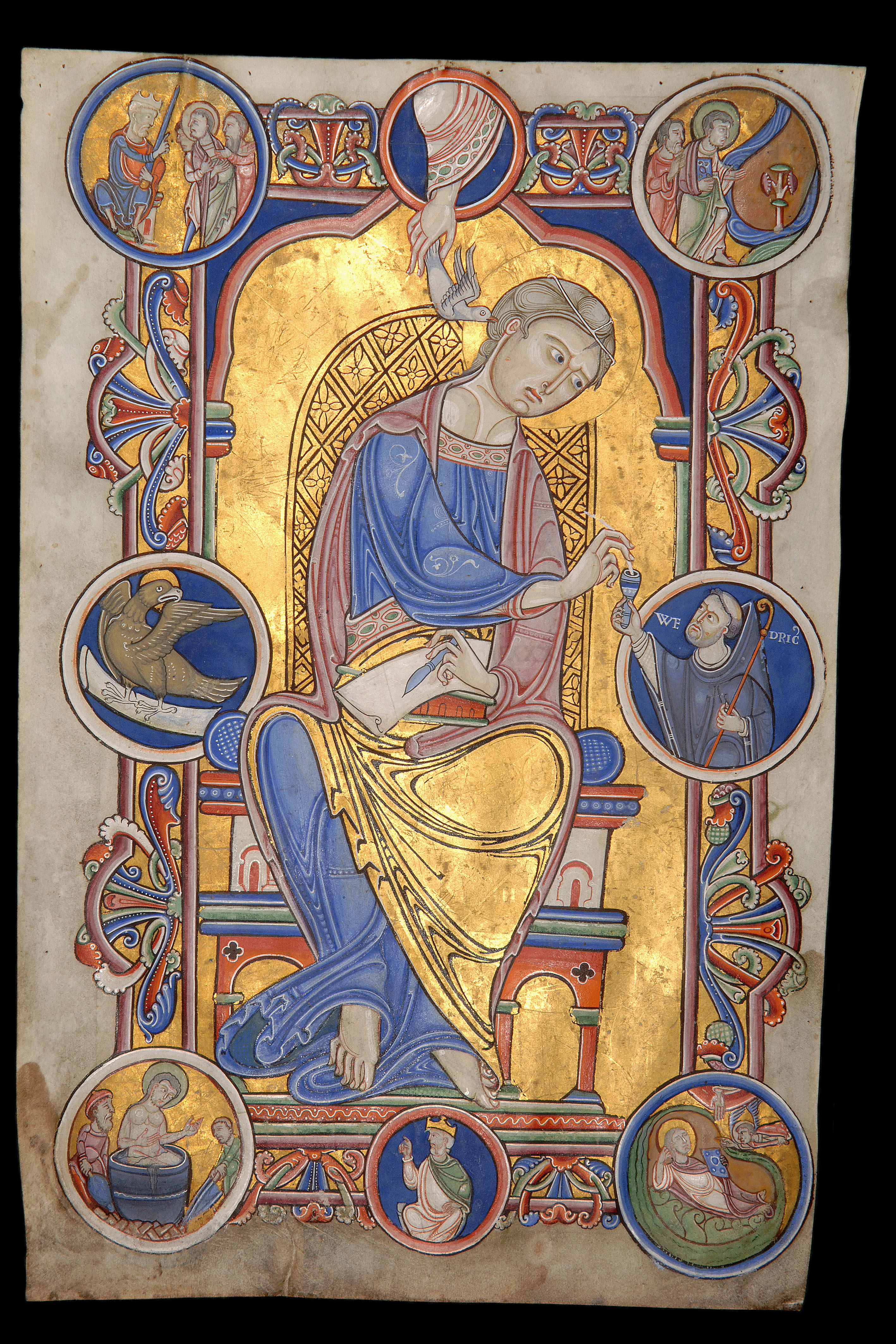
於1147年以前繪製傳道者聖約翰的微型畫；羊皮紙上的彩圖； 35.5公分；埃爾普河畔阿凡斯內（法國）
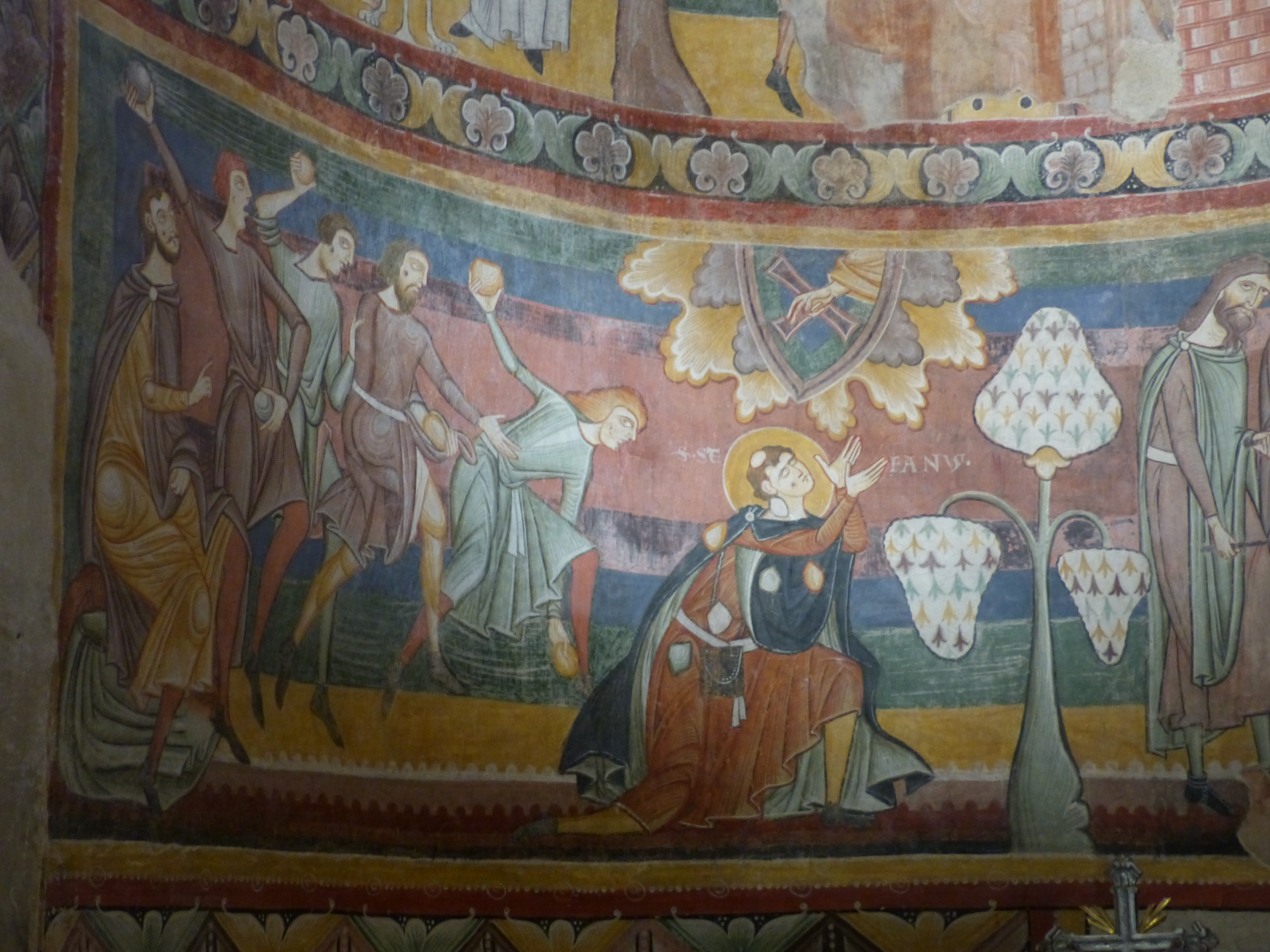
聖斯蒂芬遭石頭砸死；1160年代；壁畫；高度：1.3米；聖約翰修道院（英语：Saint John Abbey, Müstair）（瑞士格勞賓登州瓦爾米施泰爾）

### 法蘭克哥德式藝術
參見：哥德式藝術
哥德式藝術是個不定的術語，其涵義取決於手藝、地點和時間。此一詞彙起源於1140年的哥德式建築，但哥德式繪畫是到西元1200年左右才出現（這個日期有很多限制條件），當時它與羅馬式風格分道揚鑣。玻璃鑲嵌畫取代壁畫成為主要繪畫形式，壁畫僅於義大利持續發展。哥德式雕塑於1144年隨著聖但尼聖殿的翻修而在法國誕生，並傳播到整個歐洲，到13世紀已成為國際風格，取代了羅馬式風格。國際哥德式藝術（International Gothic）則描述了從1360年到1430年左右的哥德式藝術，之後，哥德式藝術在不同地方及不同時間點與文藝復興藝術融合。在這一時期，壁畫和板畫等形式成為新的重點，而在這一時期結束時，包括了版畫等新媒介。

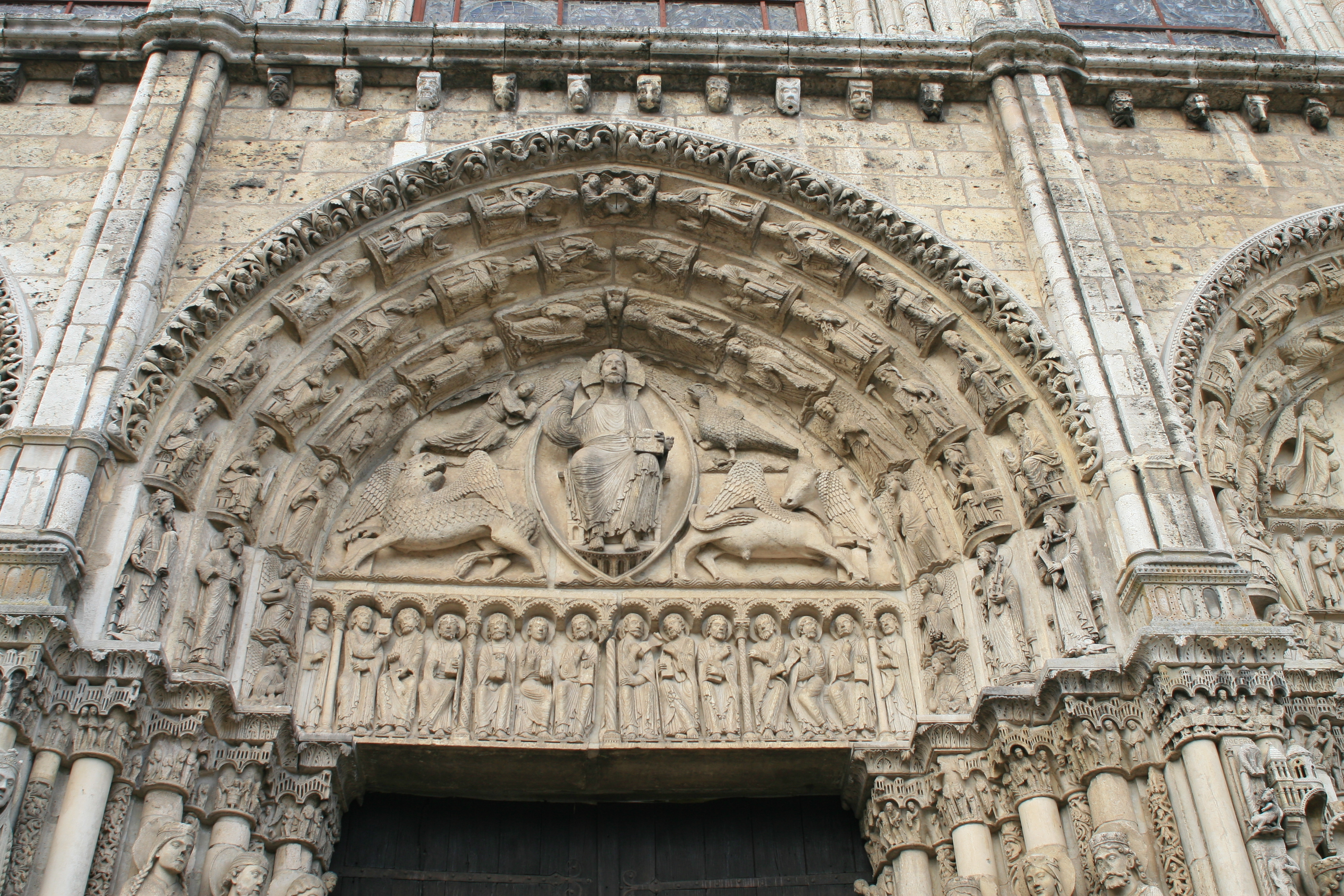
皇室大門的一部分；1145年–1155年； 石灰石； 沙特爾主教座堂（法國沙特爾）
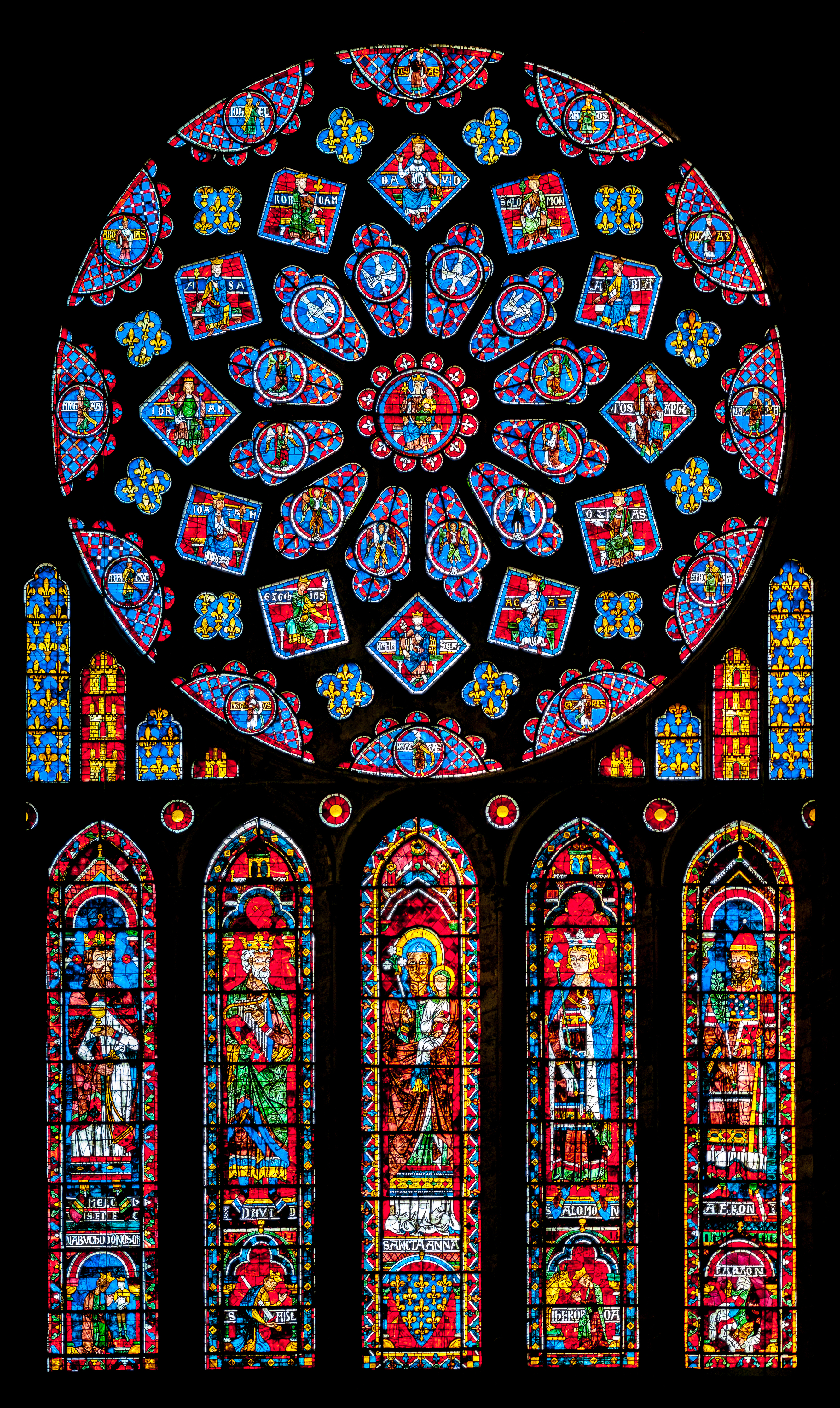
北耳堂窗戶； 約1230-1235年； 彩色玻璃； 直徑（玫瑰窗）：10.2米； 沙特爾大教堂
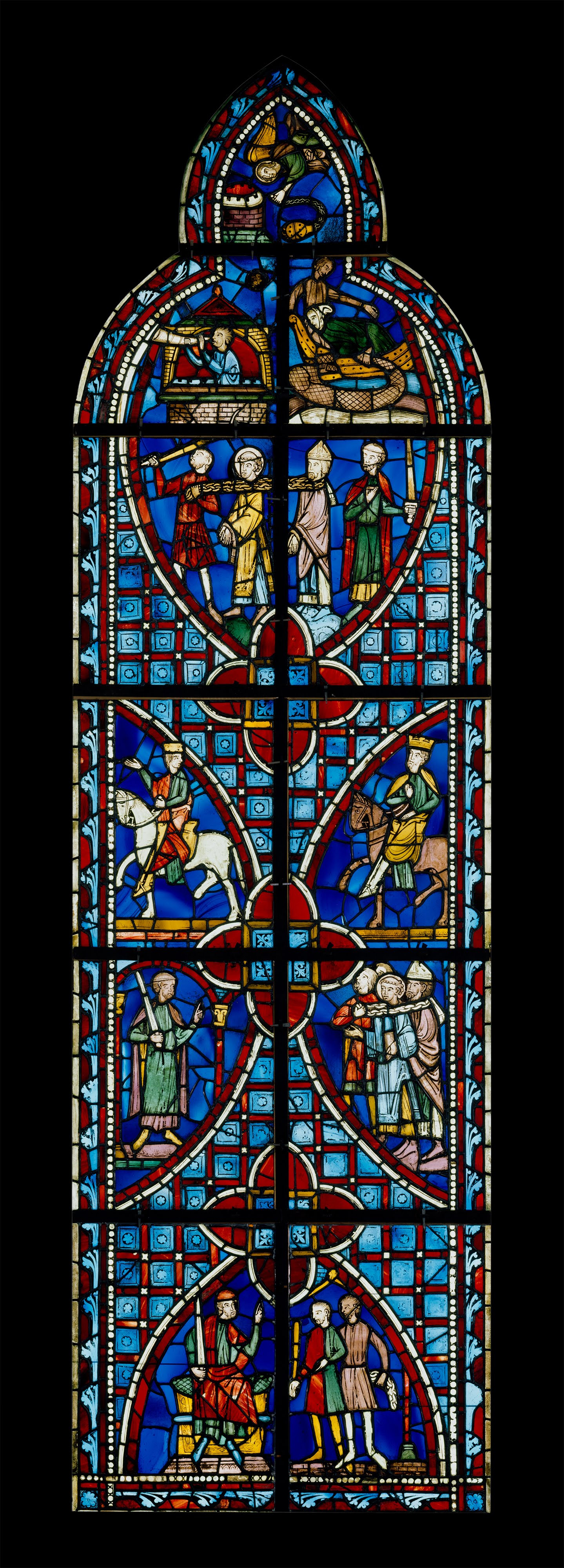
聖味增爵傳說中的場景；1245–1247； 有色玻璃（pot-metal）、玻璃漆和鉛；尺寸：373.4 x 110.5公分； 大都會藝術博物館
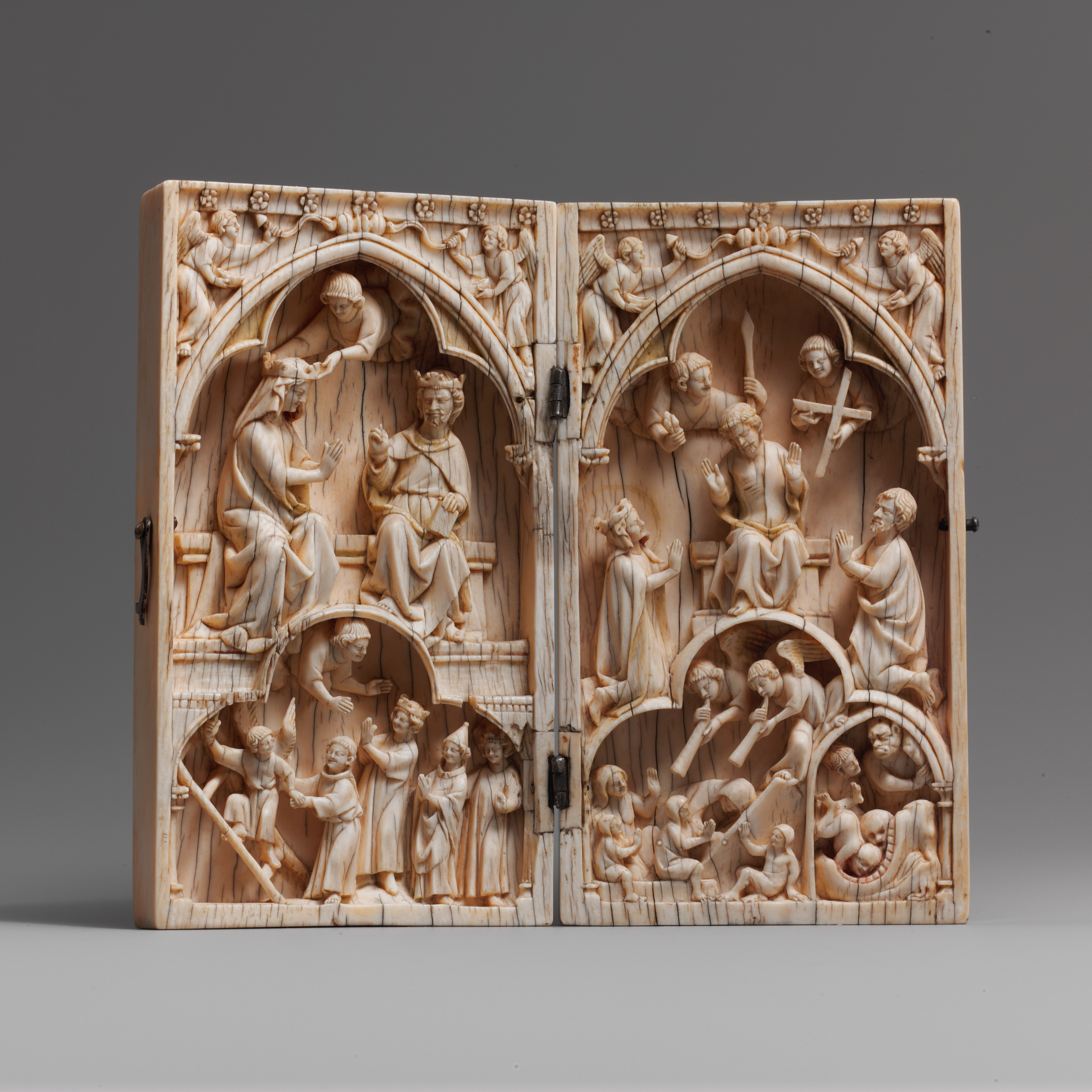
以聖母加冕和最後審判為主題的法國雙聯畫； 1260–1270年； 帶有金屬底座的象牙；尺寸：12.7 x 13 x 1.9公分； 大都會藝術博物館
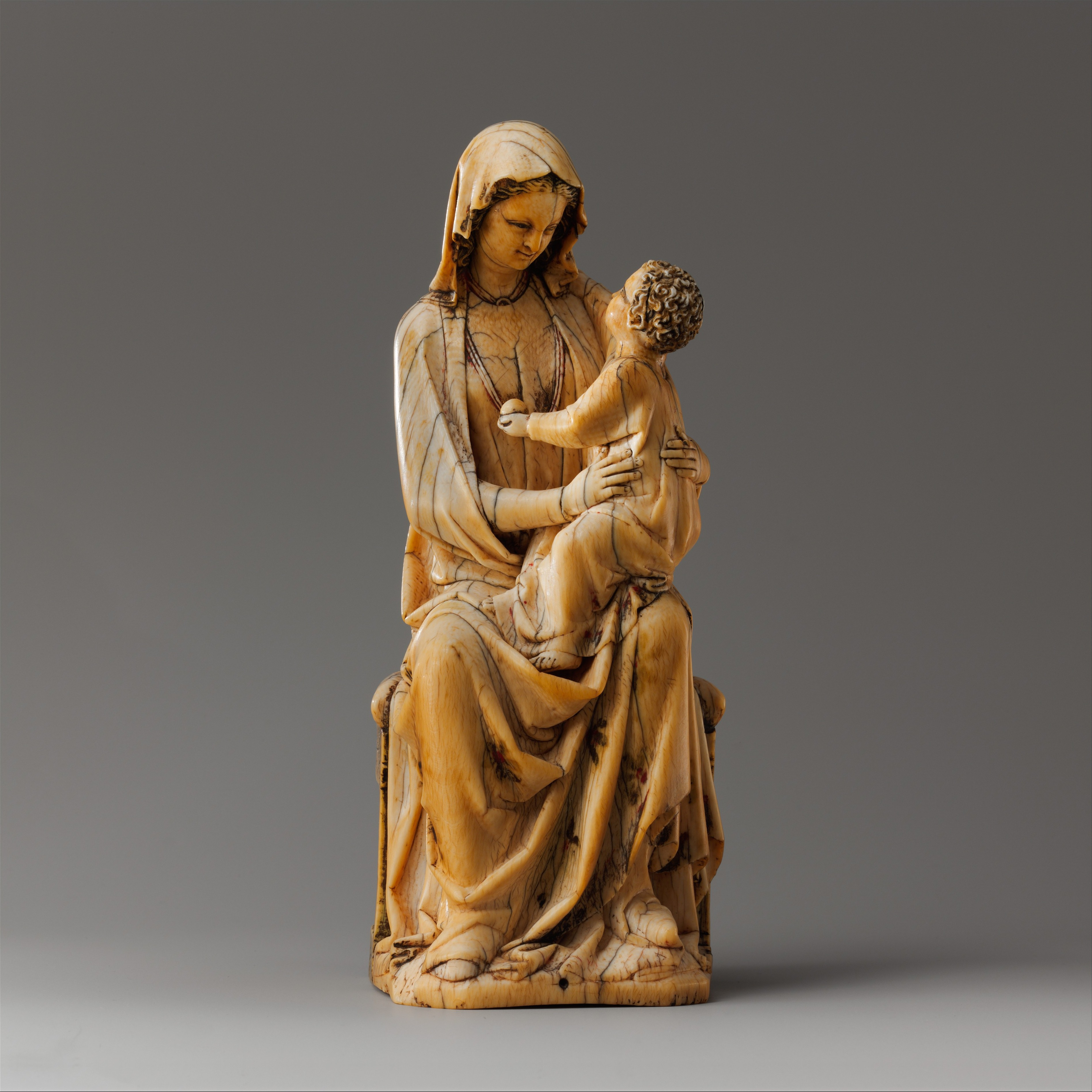
聖母與聖子升座；1260–1280年； 象牙上有油漆和鍍金的痕迹；尺寸：18.4 x 7.6 x 7.3公分； 大都會藝術博物館
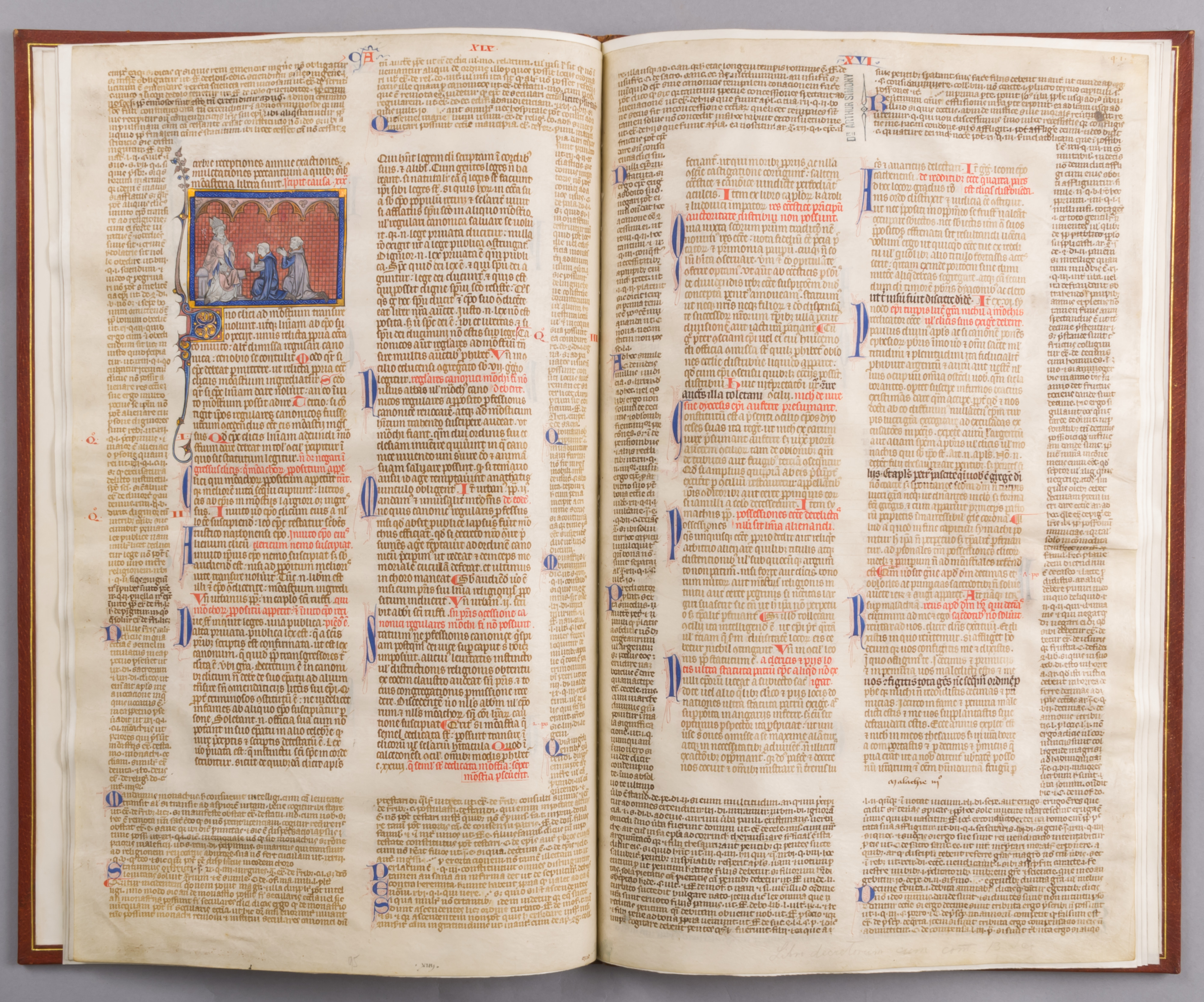
有格拉提安教令的對葉（bifolium）；約1290年；羊皮紙上有黃金和蛋彩畫，棕色墨水和以現代皮革裝訂； 尺寸：48.3 x 29.2 x 1.3公分，不含書皮：47.2公分；大都會藝術博物館
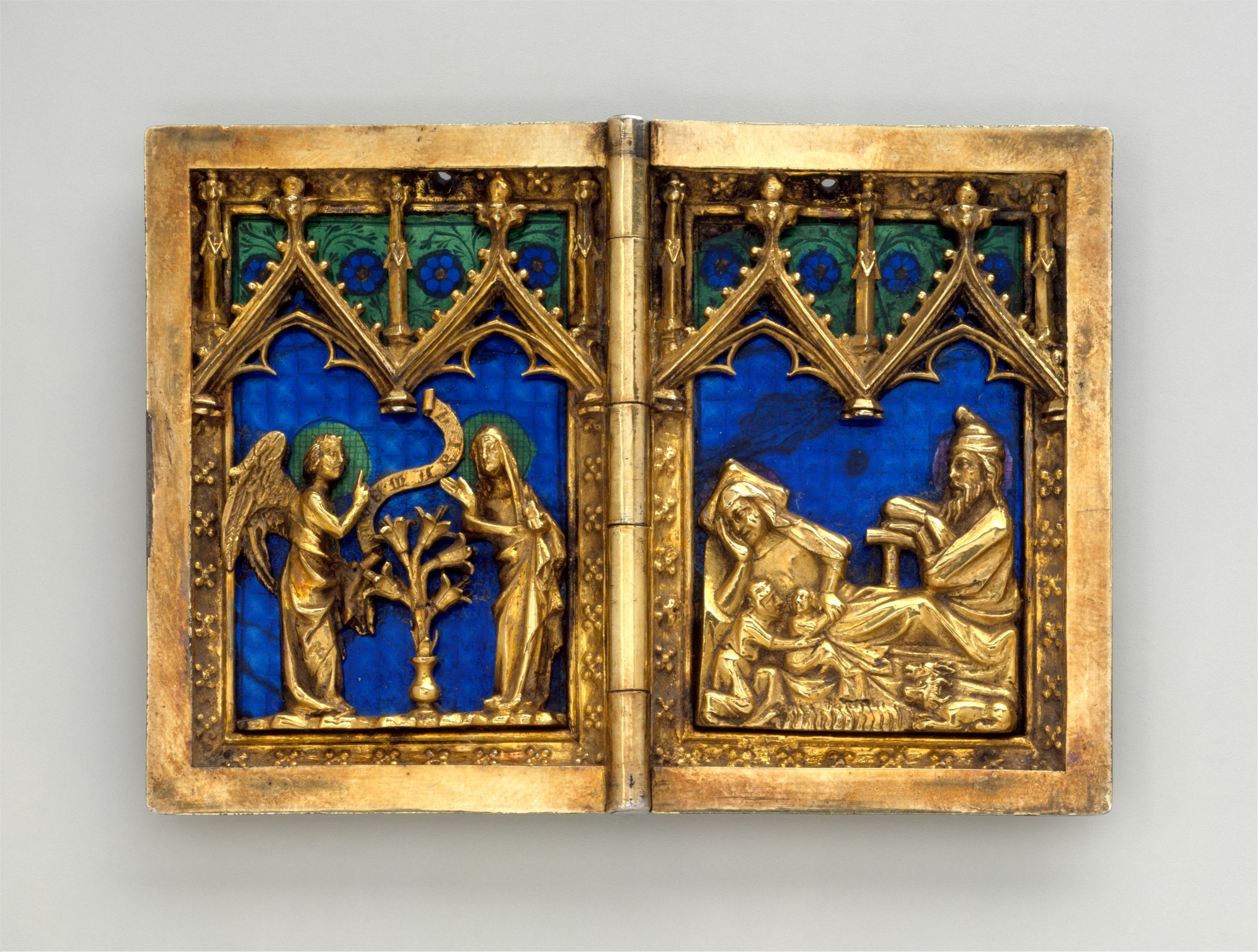
繪有宗教場景的德國雙聯畫； 1300–1325年； 鍍銀，帶有半透明和不透明的珐琅；尺寸：6.1 x 8.6 x 0. 8公分； 大都會藝術博物館
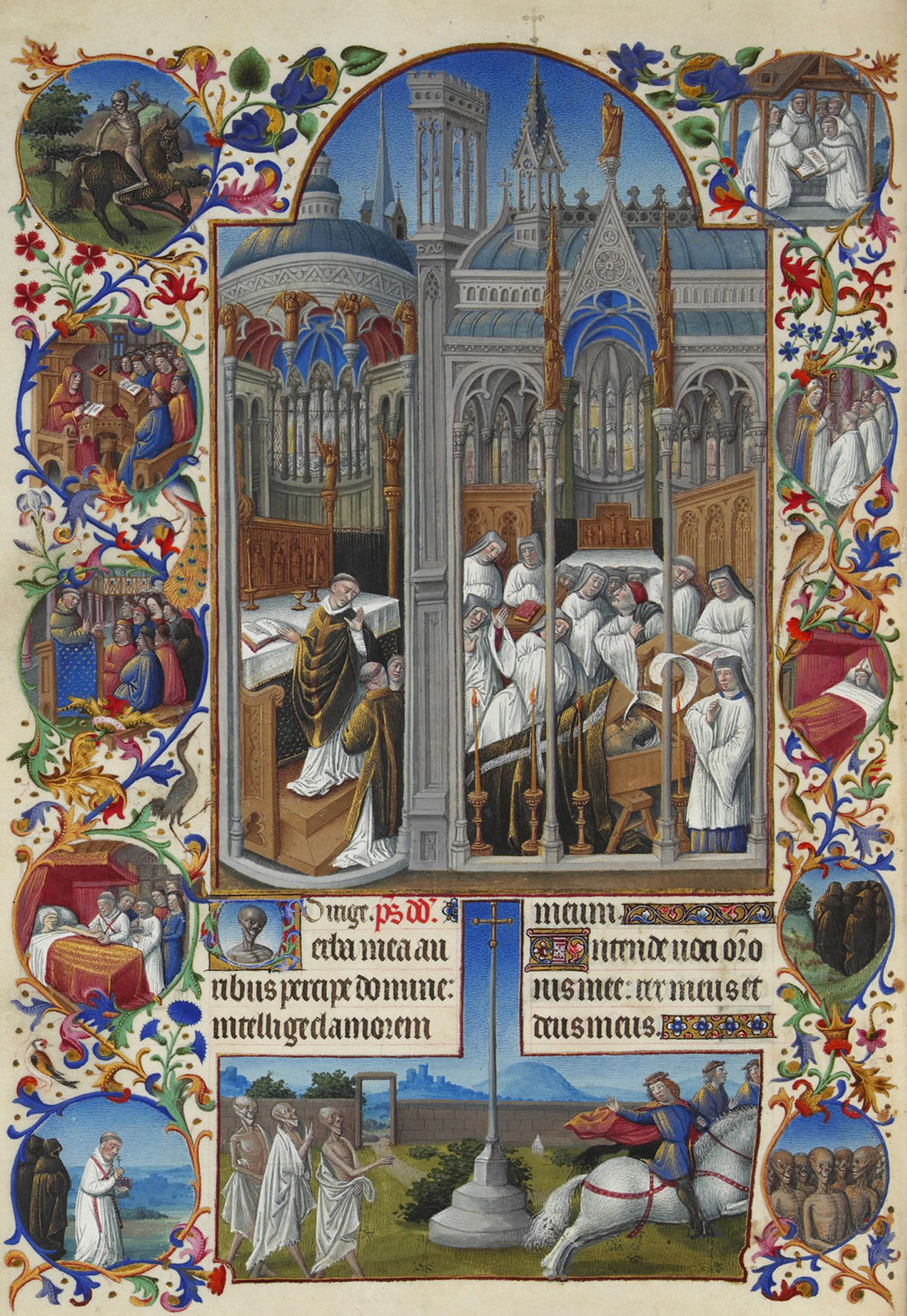
貝里公爵的豪華時禱書一頁描繪了雷蒙德·迪奧克雷斯（Raymond Diocrès）的葬禮； 1411-1416年和1485-1486年； 牛犢皮紙上的蛋彩畫； 高29公分，寬21公分；康得博物館（Condé Museum）（尚蒂伊，法國）
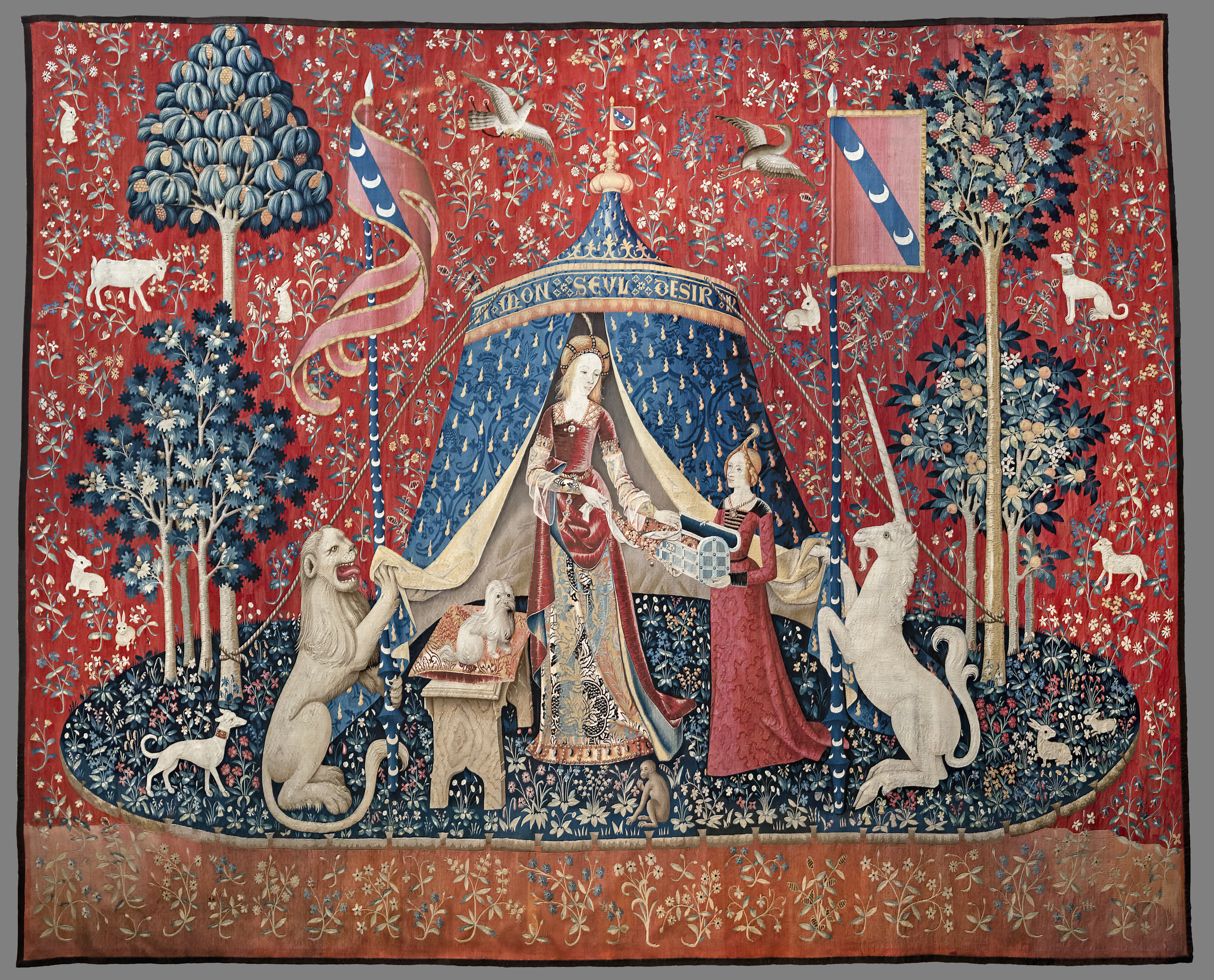
《女士與獨角獸》（The Lady and the Unicorn）是在法蘭德斯編織的一系列六幅緙織壁毯的名稱，這幅掛毯被稱為「A Mon Seul Desir」（我唯一的欲望）；15世紀末；羊毛和絲綢； 377x473公分；國立中世紀博物館（巴黎）
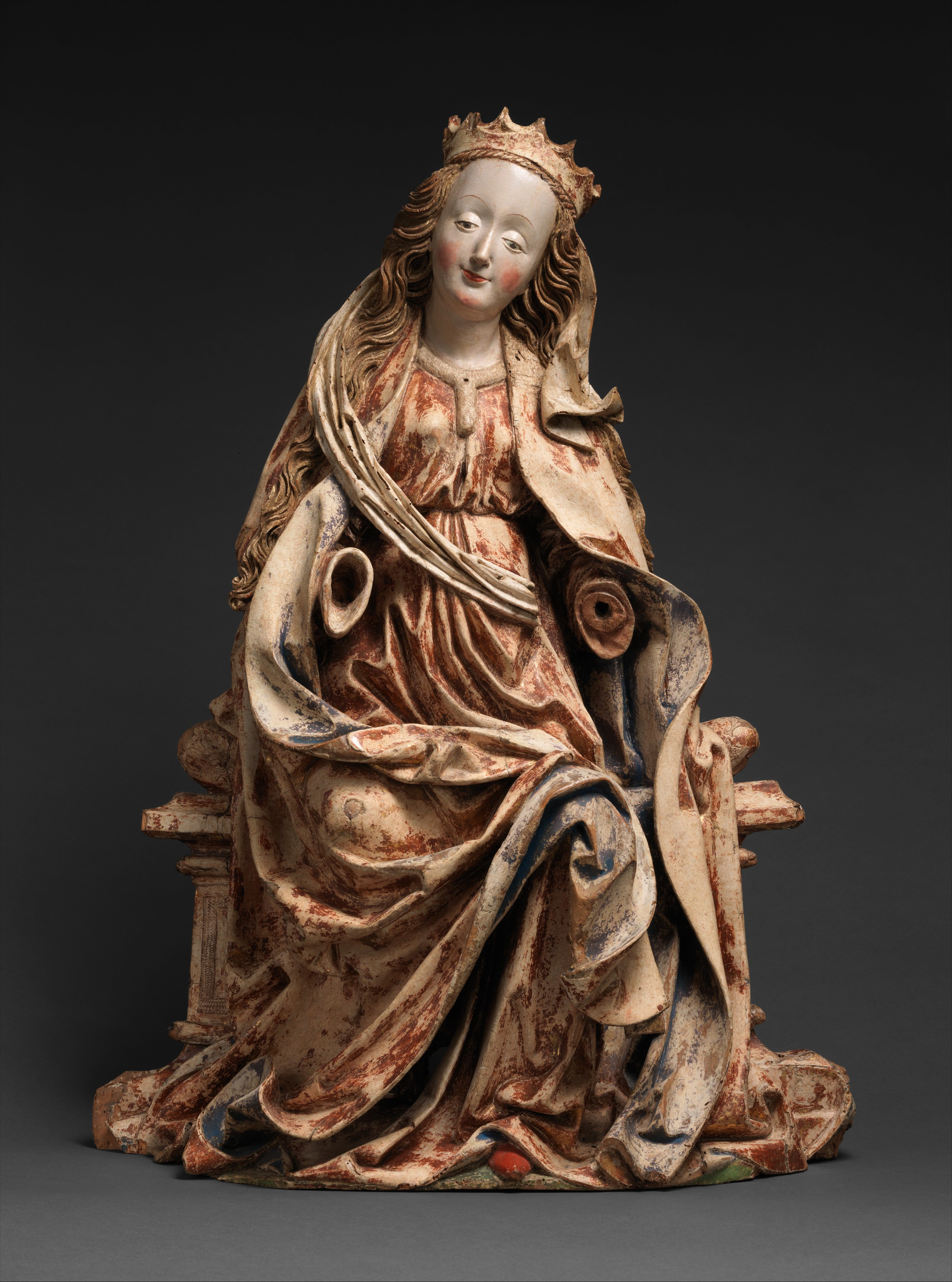
奧地利的升座聖母雕像；1490-1500年； 石灰石塗色並鍍金； 80.3 x 59.1 x 23.5公分； 大都會藝術博物館
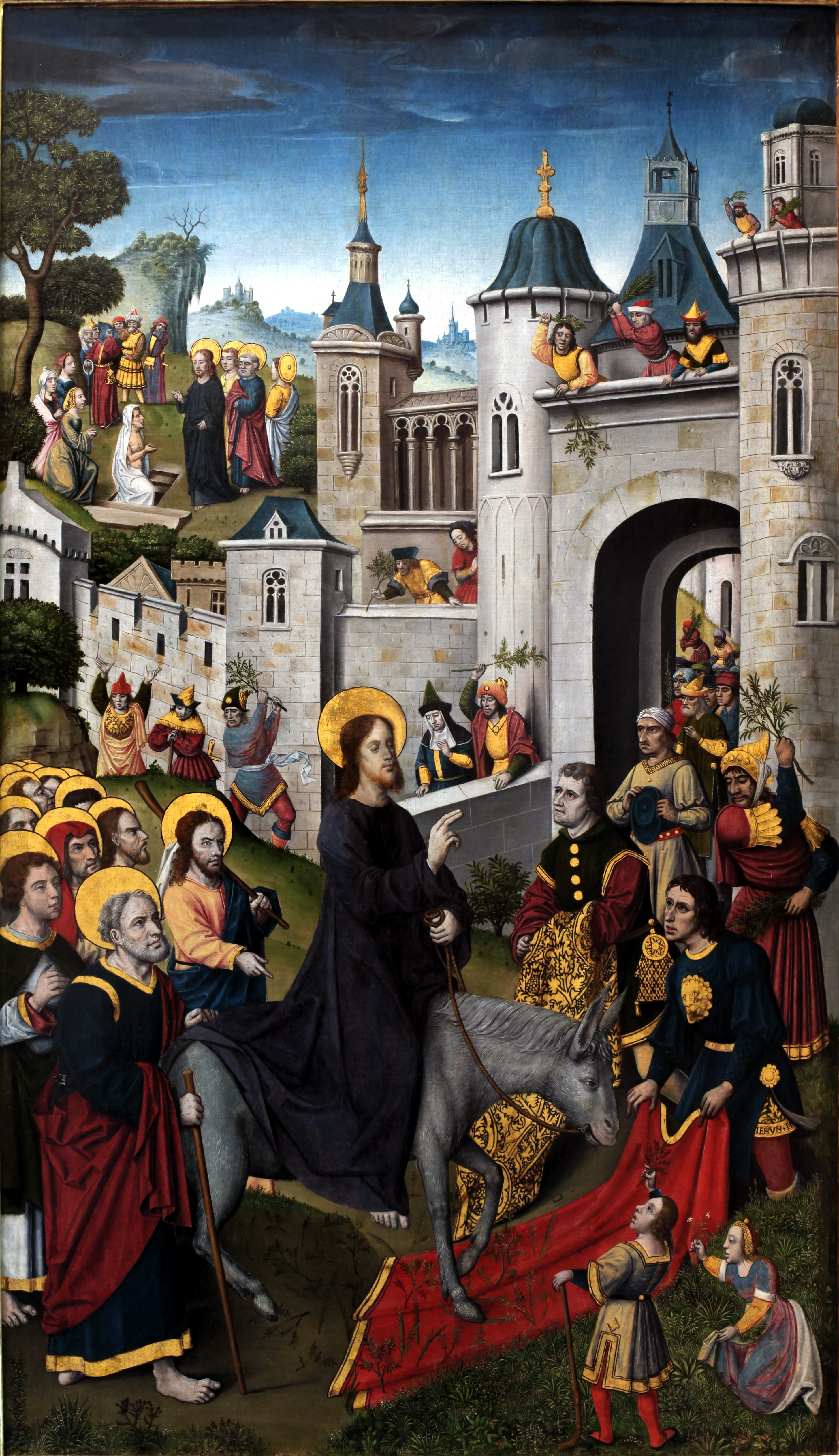
《進入耶路撒冷》；約1500年；里昂美術館（法國里昂）
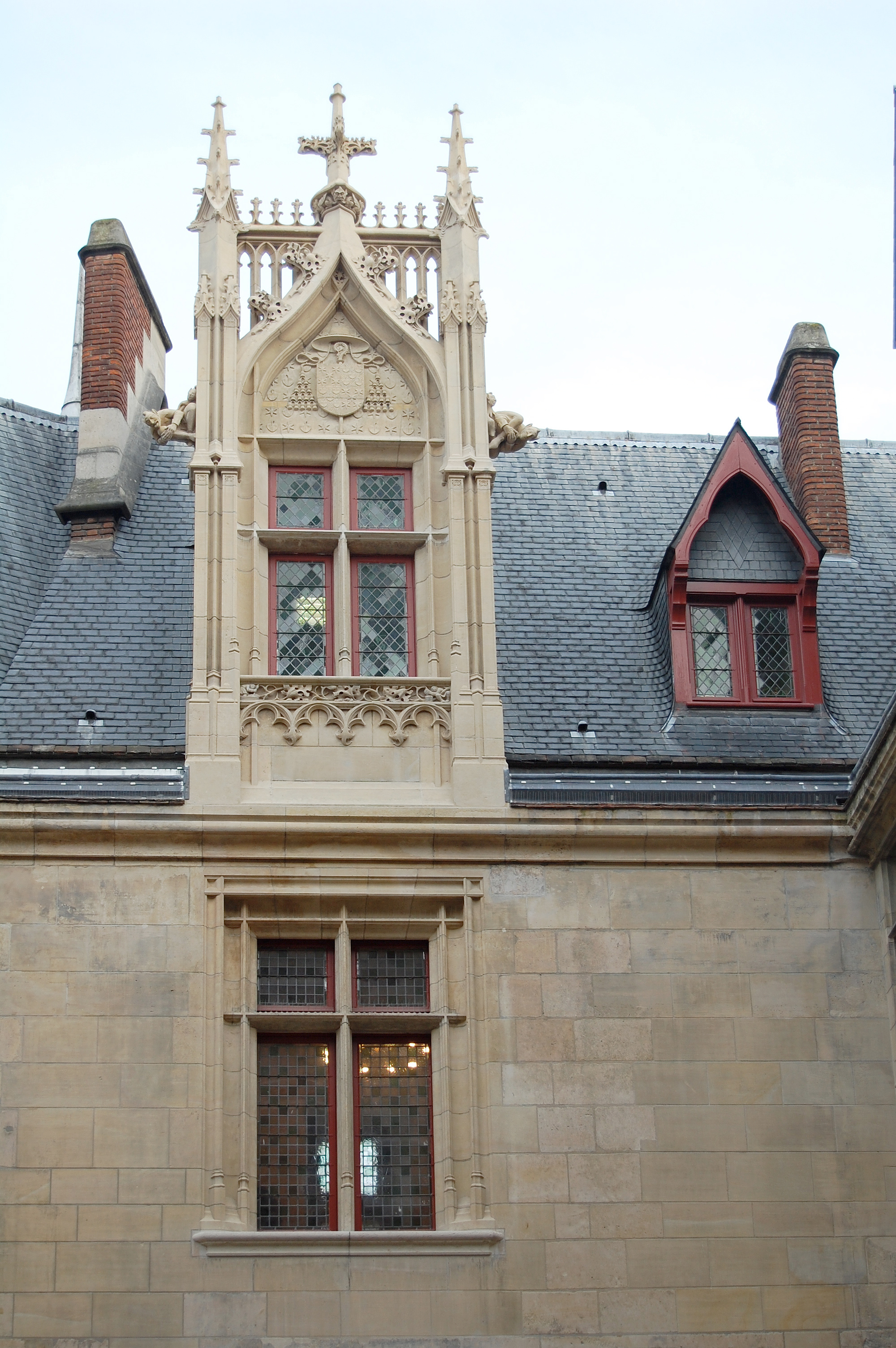
巴黎桑斯府邸的火焰式哥德式十字窗

## 文艺复兴美术
參見：文藝復興藝術
14-16世纪的欧洲文艺复兴美术以坚持现实主义方法和体现人文主义思想为宗旨，在追溯古希腊古罗马艺术精神的旗帜下，创造了最符合现实人性的崭新艺术。
意大利的达·芬奇、米开朗基罗和拉斐尔是文艺复兴美术的三位代表。达·芬奇既是艺术家又是科学家，其杰作《最后的晚餐》、《蒙娜丽莎》等皆被誉为世界名画之首。米开朗基罗则在雕刻、绘画和建筑各方面都留下了最能代表鼎盛期文艺复兴艺术水平的典范之作。他塑造的人物形象雄伟健壮，气魄浑宏。拉斐尔则以其塑造的秀美典雅的圣母形象最为成功。他的圣母像寓崇高于平凡，被誉为美和善的化身，最充分地体现了人文主义的理想。

### 文藝復興早期
繪畫組
錫耶納畫派：13世紀，重視線條及色彩。
- 杜喬，作品有《基督進入耶路撒冷》
- 羅倫澤蒂兄弟

佛羅倫斯畫派：麥第奇家族為佛羅倫斯的藝術家讚助者。
- 喬托：佛羅倫斯畫派創始者，受契馬布埃影響。他將富有體積感的人物放置於次序分明的構圖，在平面展示人物和背景的層次結構及立體感。作品有《逃亡埃及》、《猶大之吻》、《哀悼耶穌》、《卸下聖體》。

- 馬薩其奧：將解剖、透視運用於繪畫。畫中的光源不再使用從前均勻布光的方式，而是集中光源，增進畫面空間深度及明暗對比。作品有《逐出伊甸園》、《納稅錢》、《聖三位一體》。
- 波堤且利：《春》、《維納斯的誕生》。
- 烏切羅：《聖羅馬諾之戰》，被認為是透視學運用之典範。
- 安基利訶：《聖告圖》

翁布里亞畫派：追求柔和與明媚色調。 
- 法蘭契斯卡：代表作為《示巴女王覲見所羅門王》
- 佩魯吉諾：善描繪聖母，代表作為《基督授鑰匙於聖彼德》

帕都亞畫派：義大利北部形成於15世紀之地方畫派，重視形式結構及人物真實形體之刻畫。
- 曼帖那，其作品有《哀悼基督》、《安息的基督》

彫刻組
- 多那太羅：《大衛像》
- 吉貝爾蒂：佛羅倫斯洗禮堂兩大門青銅浮雕
- 韋羅基奧：《大衛像》

建築組
- 菲利波·布魯內萊斯基：《聖母百花聖殿》

### 意大利文藝復興盛期
15世紀末，佛羅倫斯因戰亂已非義大利的經濟及文化中心，義大利北部的羅馬城和威尼斯取而代之。教皇朱利阿斯二世即羅馬城的藝術家贊助者。
文藝復興三傑：皆來自佛羅倫斯
米蘭學派：
- 達文西：《蒙娜麗莎》《最後的晚餐》

羅馬學派：
- 米開朗基羅：《創造亞當》《最後的審判》
- 拉斐爾：《雅典學院》《椅子上的聖母子》

威尼斯畫派：
- 貝里尼：威尼斯畫派的創始者，是第一個在以油畫在帆布上作畫的義大利畫家，繪有《草地上的聖母》 《聖母子像》

- 乔尔乔内：繪有《沉睡的維納斯》、《田園合奏》，以及最早的「氣氛式風景畫」（landscape of mood）《暴風雨》
- 提香：《烏爾比諾的維納斯》《鄉間音樂會》《聖母升天圖》《基督戴荊冠》《酒神祭》
- 維洛內些：
- 丁多列托：

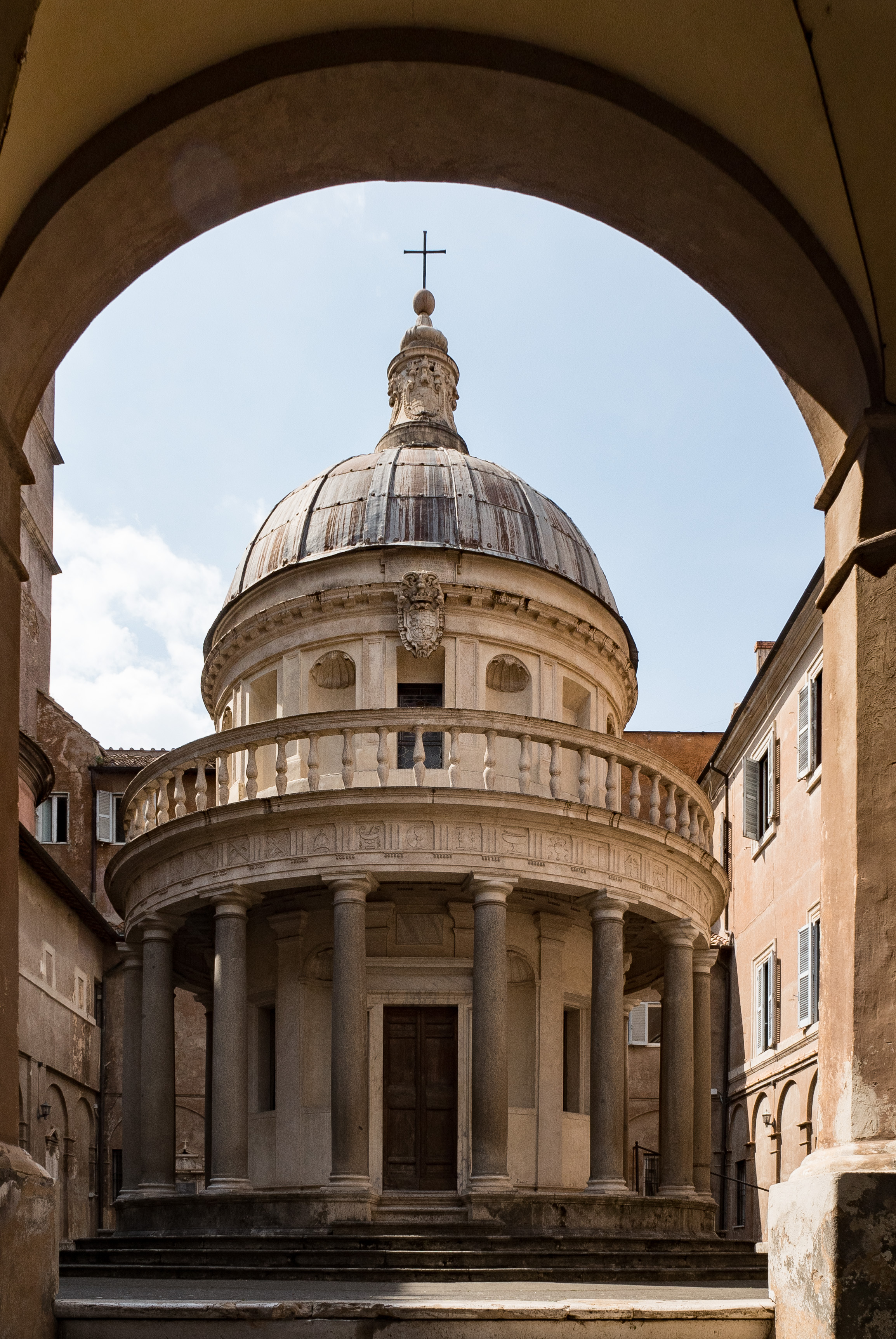
坦比哀多小堂（The Tempietto） (towards 1502–1510) （1502-1510年）在羅馬金山聖伯多祿堂的一個狹窄庭院內
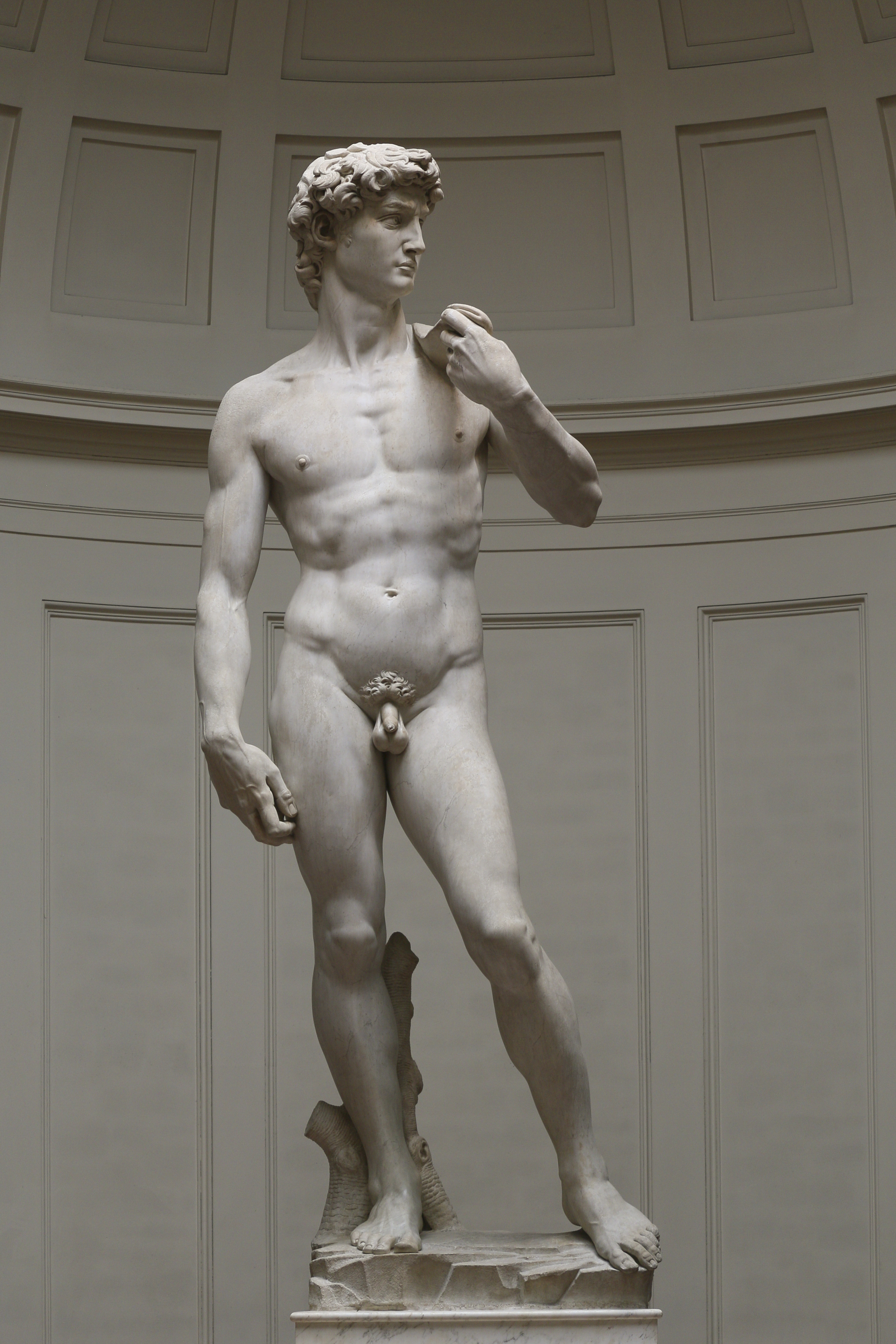
大衛像；米開朗基羅; 1501-1504年；大理石；517 公分 ×199 公分；佛羅倫薩學院美術館
蒙娜麗莎；達文西； 1503-1506年，可能一直持續到1517年； 白楊木板油畫； 77公分×53公分；羅浮宮
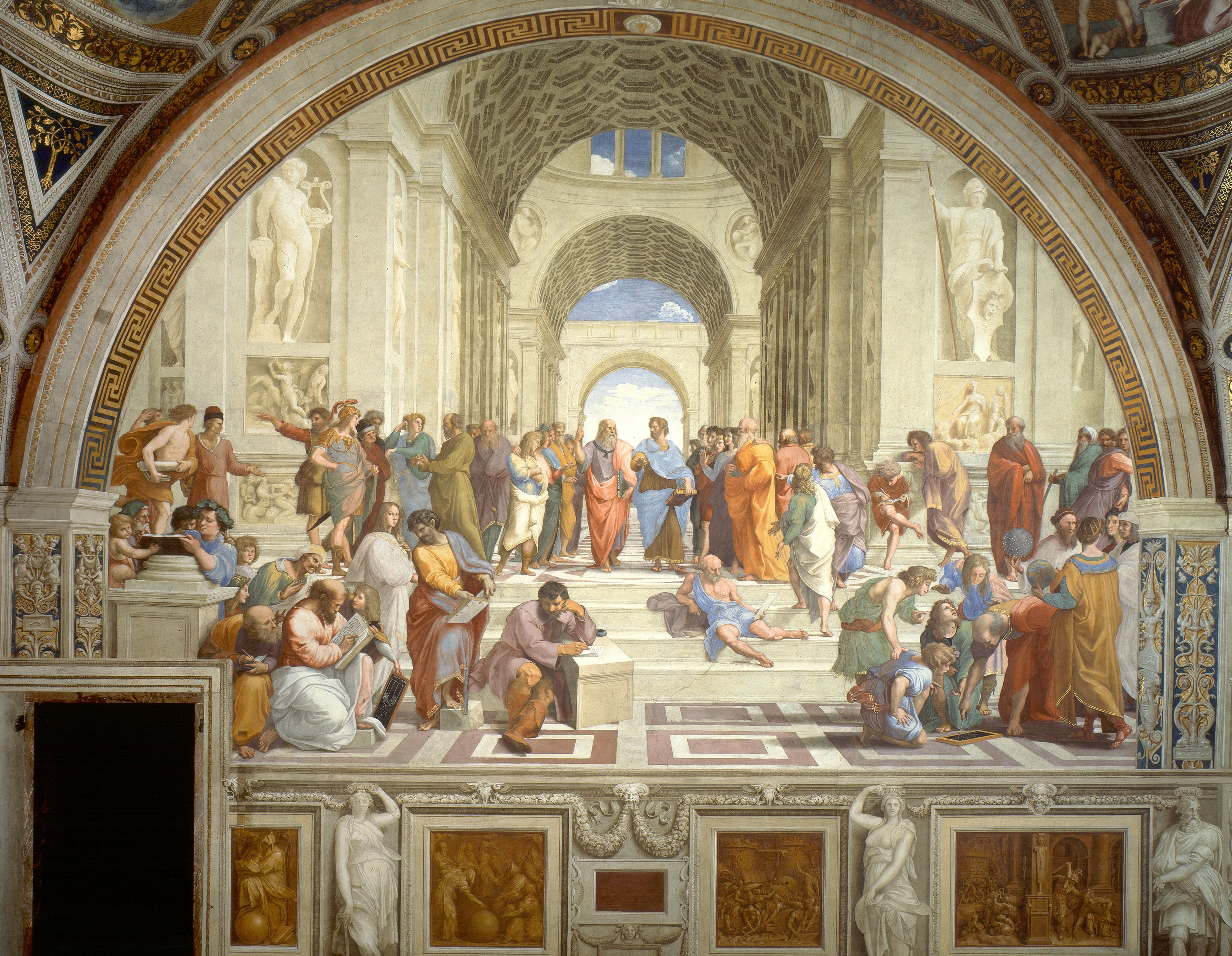
雅典學院；拉斐爾； 1509–1510年；壁畫；5.8 x 8.2公尺；梵蒂岡宗座宮

### 法德地區的北地文藝復興
北地文藝復興主要在法蘭德斯（弗朗德倫）的法國與德國交界地區。主要畫派為尼德蘭畫派。北地文藝復興保有中世紀哥德式藝術力求呈現角落細節的傳統。
早期的荷蘭繪畫發展了油畫技術（但並沒有嚴格地發明），使人們得以更容易掌握現實主義繪畫的細節。揚·范艾克（1366-1441）是從泥金裝飾手抄本到木板畫的一個人物。
荷蘭畫家耶羅尼米斯·波希（1450？–1516）是北方文藝復興時期的另一重要人物。 他在繪畫中使用了宗教主題，但將其與怪誕的幻想、豐富多彩的意象和農民民間傳說結合起來。他的畫作經常反映出中世紀末期的困惑和痛苦。
阿爾布雷希特·杜勒在15世紀末將義大利文藝復興風格引入德國，並主導了德國文藝復興藝術。
時間段：
義大利文藝復興：14世紀末至16世紀初
北方文藝復興：16世紀
初期：
- 揚·范艾克：《根特祭壇畫》《阿诺菲尼的婚礼》
- 耶羅尼米斯·波希：《人間樂園》、《聖安東尼的誘惑》、《背負十字架的基督》、《愚人船》、《乾草車》

盛期：
- 阿爾布雷希特·杜勒：《四使徒》
- 小漢斯·霍爾拜因：《亨利八世》
- 老彼得·布勒哲爾：《農民婚禮》
- 老盧卡斯·克拉納赫：《帕里斯的評判》

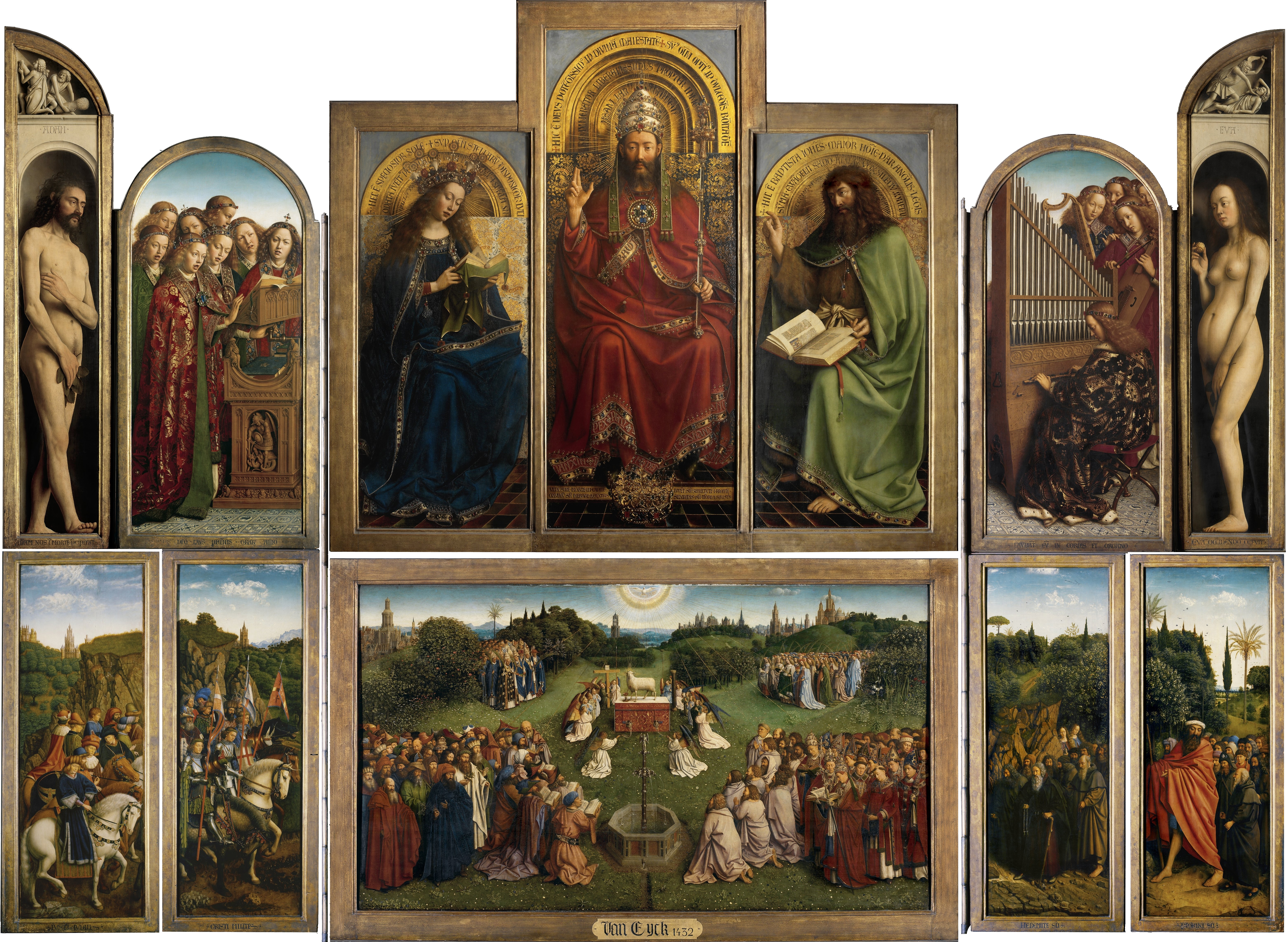
《根特祭壇畫》，揚·范艾克與許貝特·范艾克，1432年； 橡木油畫； 3.4公尺 × 4.6公尺； 聖巴夫主教座堂（比利時根特）
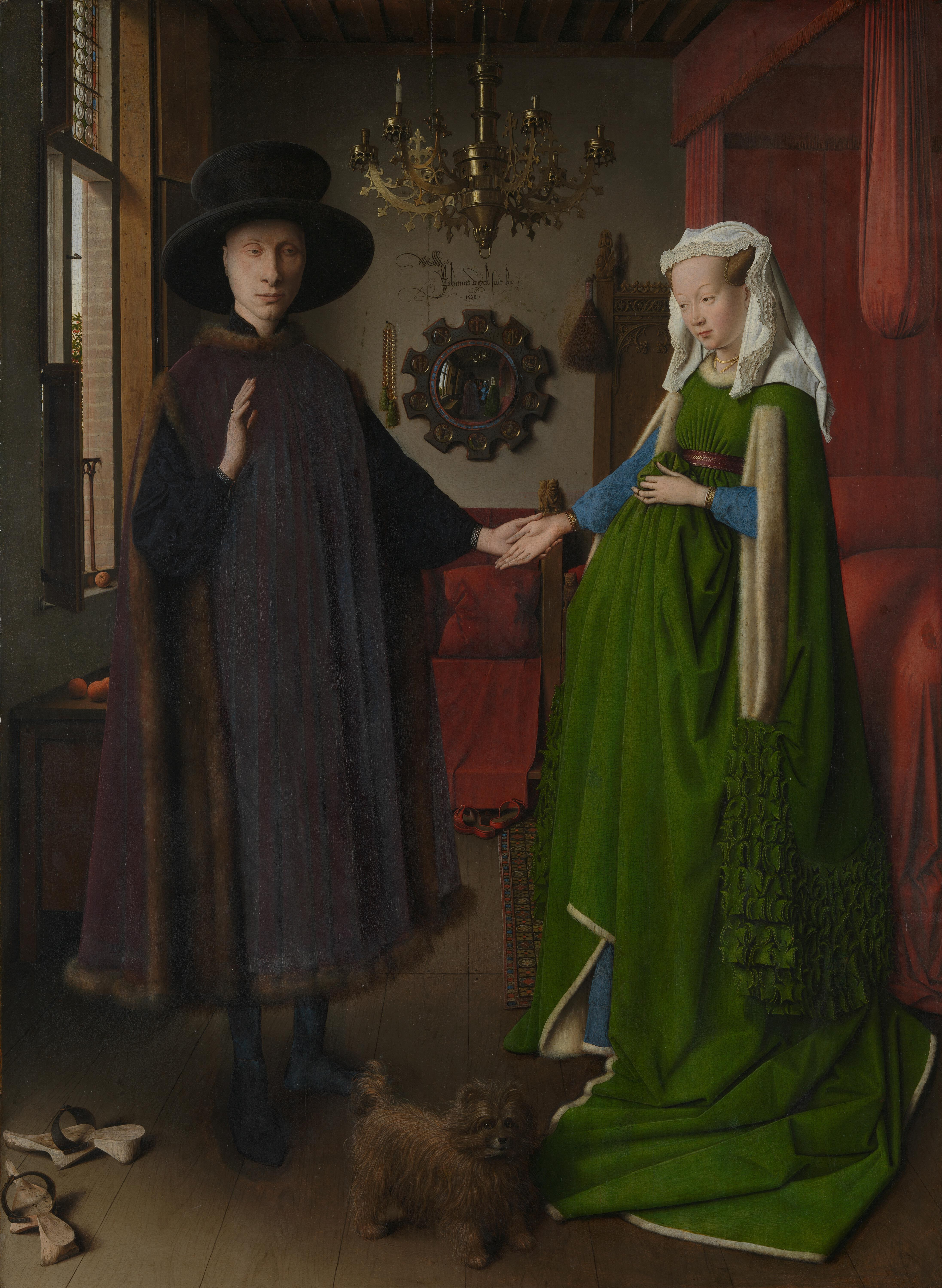
《阿诺菲尼的婚礼》，揚·范艾克；1434年；木板油畫； 82.2×60公分；國家美術館（倫敦）
《降下十字架（英语：The Descent from the Cross (van der Weyden)）》，羅希爾·范德魏登； 1442年；橡木板油畫；220 × 262 cm；普拉多博物館
《人間樂園》（The Garden of Earthly Delights）；耶羅尼米斯·波希；1504年；木板油畫；中央部分2.2 × 1.95公尺；普拉多博物館
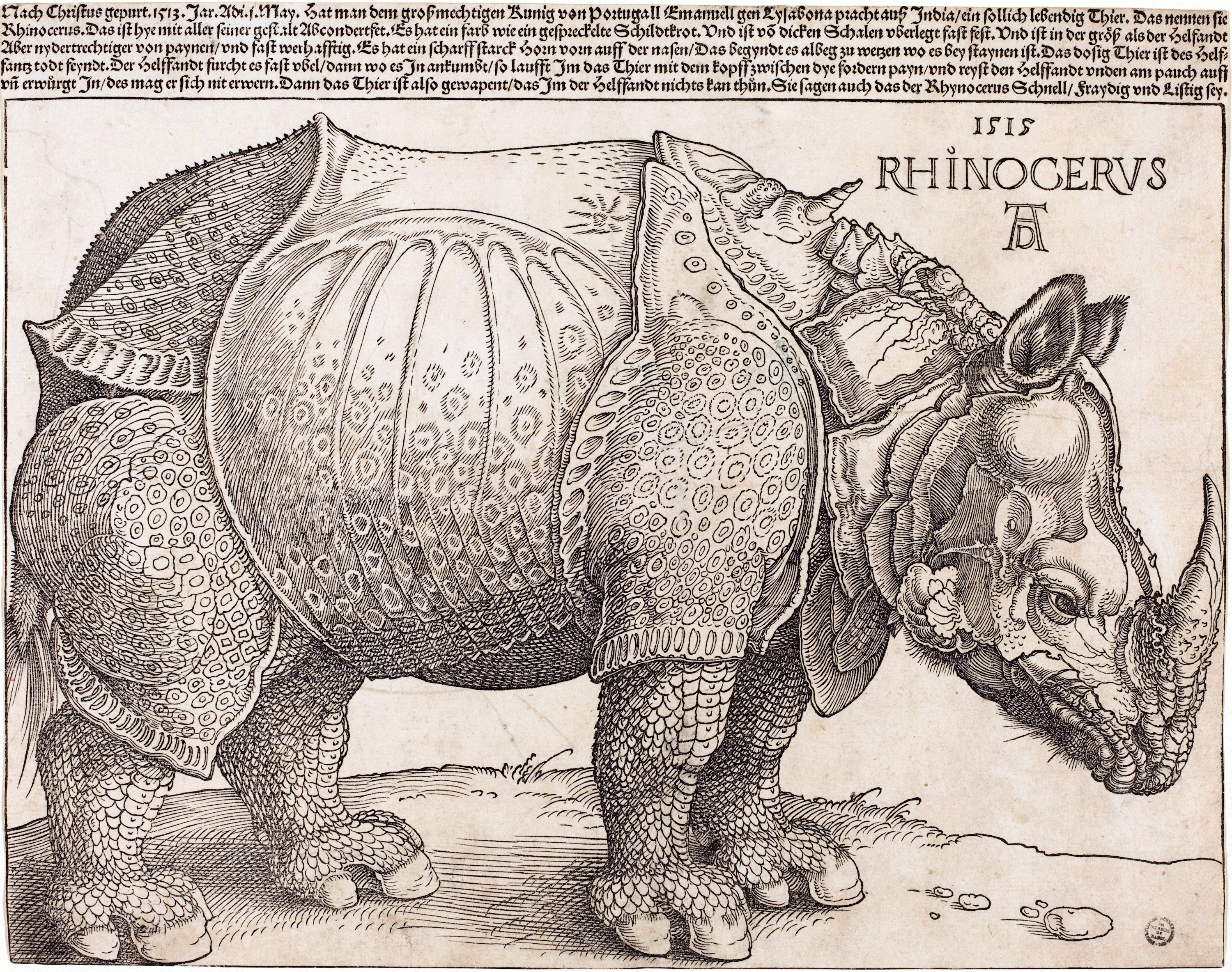
《杜勒的犀牛》；阿爾布雷希特·杜勒；1515； 木刻；23.5公分×29.8公分；國家藝廊
《出訪英國宮廷的法國大使》；小漢斯·霍爾拜因；1533年； 油畫；國家美術館
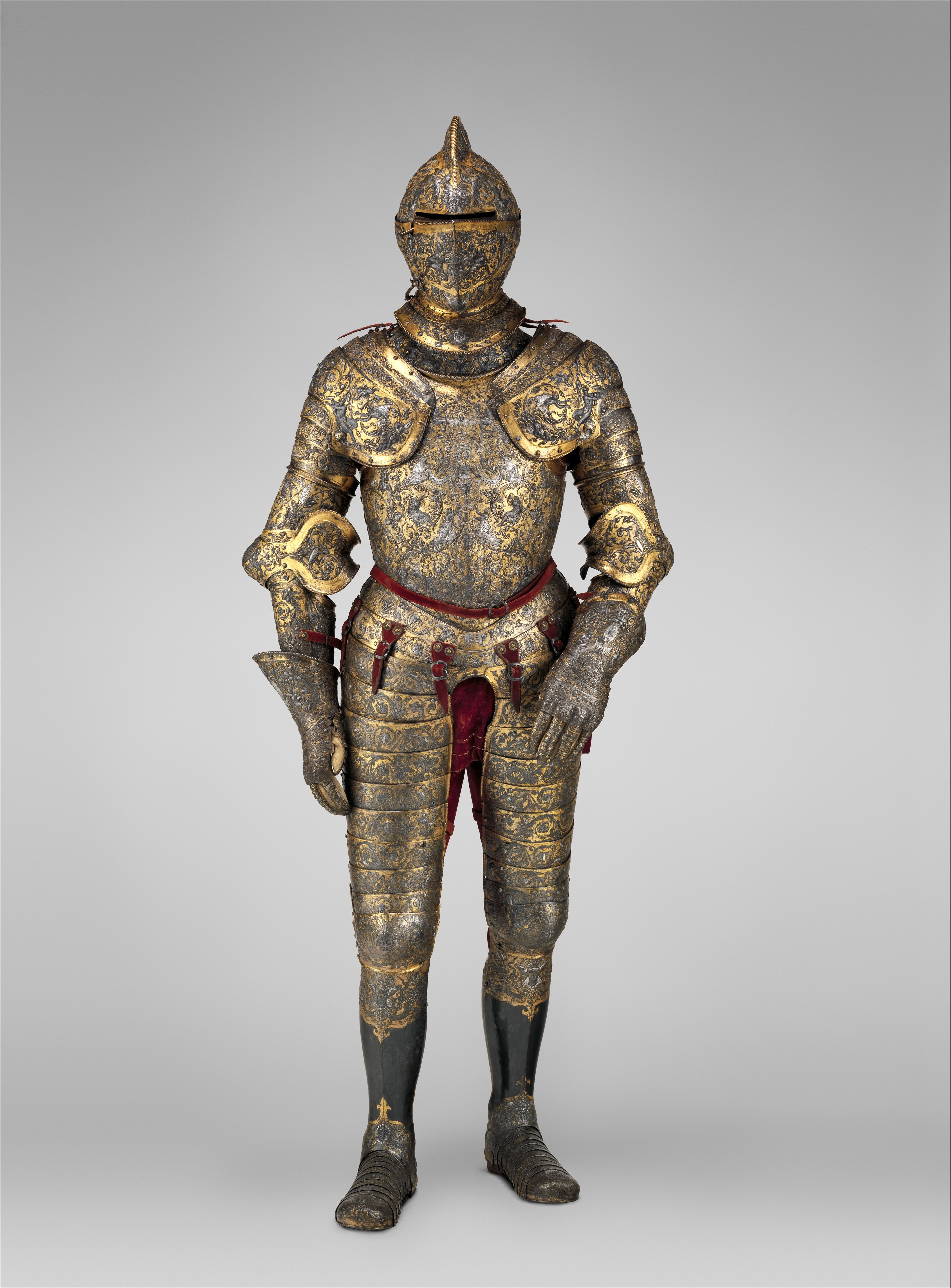
法國國王亨利二世的盔甲；艾蒂安·德勞納（英语：Étienne Delaune）；約1555年；雕花鋼； 高187.96公分，重24.2公斤；大都會藝術博物館
《巴別塔 (布勒哲爾)》；老彼得·布勒哲爾；1563年； 木板油畫：1.14×1.55公分；藝術史博物館（奧地利維也納）

## 風格、巴洛克和洛可可

### 風格主義（十六世紀）
代表人物是喬爾喬·瓦薩里，文藝復興時期意大利画家和建筑师，以傳記《藝苑名人傳》留名後世。
幼年即到佛罗伦萨学艺，终身服务于麥第奇家族。他崇拜米开朗琪罗，但追求风格主义，艺术风格芜杂。存世作品甚多，大都构图挤密，动作激烈、紧张，反映了后期風格主义的特点，代表作是佛罗伦萨市政厅内一系列壁画。1560－1574年建成的「烏菲茲美術」，由他主持设计，其顶层現已辟为美术馆。他在藝術史研究的建树大于他的创作，所著《艺苑名人传》长达百万言，书中第一次正式使用“文艺复兴”一词，并提出可按14、15、16世纪划分美术发展的阶段，对后来的艺术理论研究影响很大。
繪畫組：
- 丁托列托:《最後的晚餐》
- 艾爾·葛雷柯:《三位一體》、《聖馬丁與乞丐》、《托利多風景》、《脫掉基督的外衣》
- 科雷吉歐：《聖誕夜》《戴娜伊》《丘比特與伊歐》
- 皮埃特羅·達·科爾托納：天頂畫《神佑的寓言》（或《巴爾貝里尼家族的勝利》

建築組：
- 喬爾喬·瓦薩里:「烏菲茲美術館」
- 巴拉迪歐:「羅東達別墅」

彫刻組：
- 本韋努托·切利尼：《法蘭西斯一世的鹽罐》
- 詹博洛尼亞：《劫持薩賓婦女》

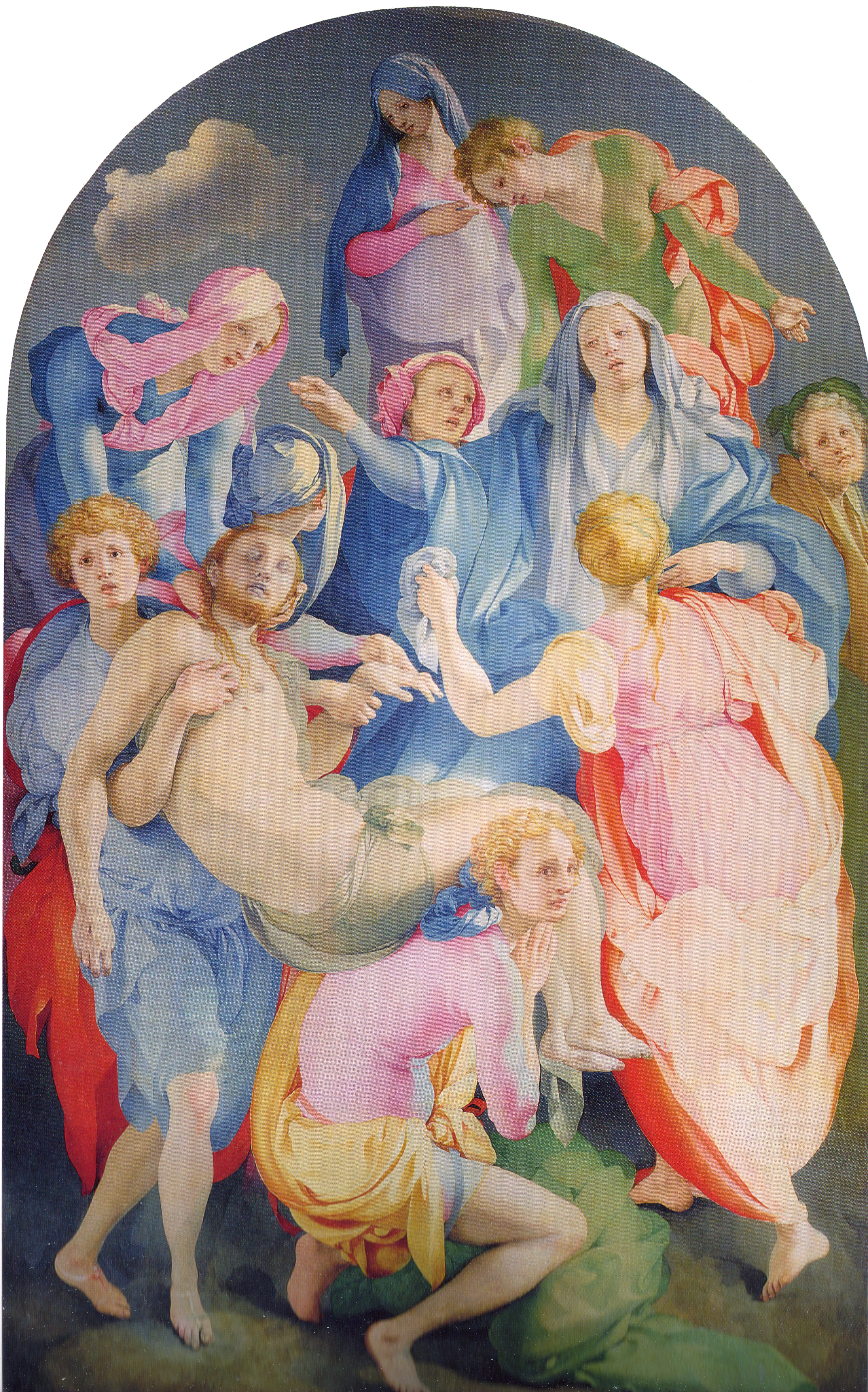
《埋葬》（Entombment）；蓬托莫；1525–1528年；木板油畫； 3.12 x 1.9公尺；聖芬莉堂（義大利佛羅倫斯）
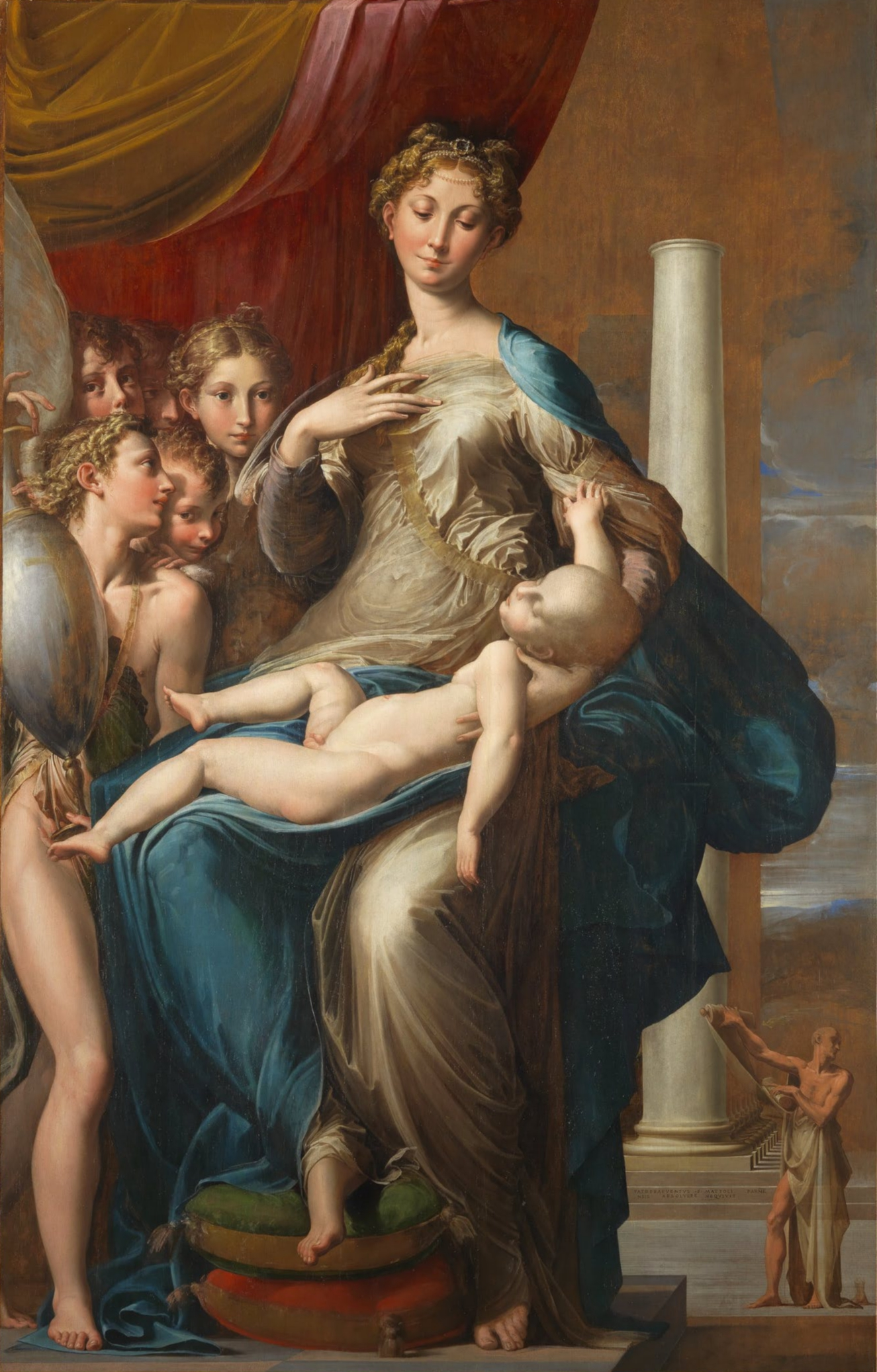
《長脖子的聖母瑪利亞》（Madonna with the Long Neck）；帕爾米賈尼諾； 1534-1540年；木板油畫； 2.19 x 1.32公尺；烏菲茲美術館（佛羅倫斯）
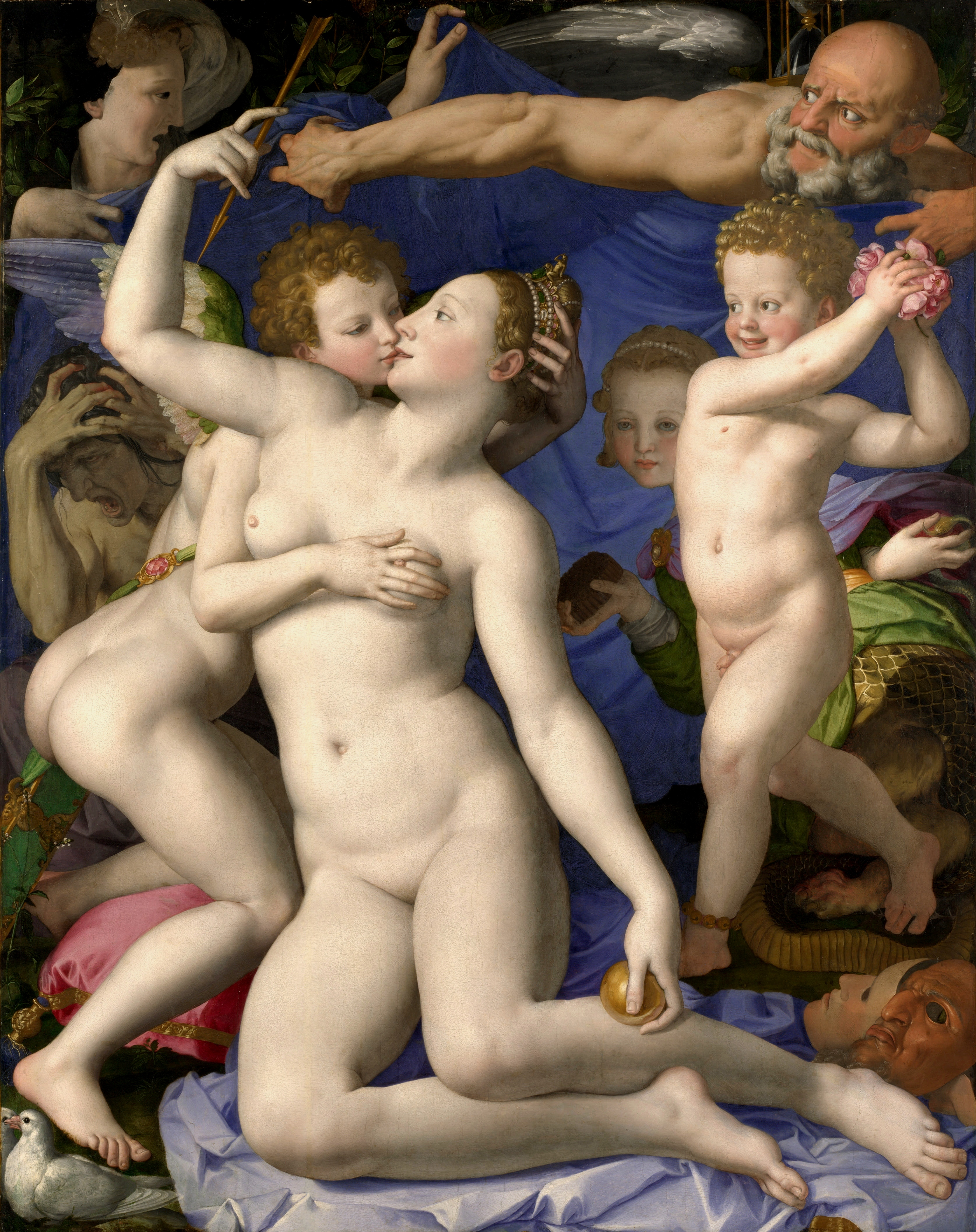
《維納斯，邱比特，愚魯與時間》（Venus, Cupid, Folly and Time）；布龍齊諾； 1540年代中期；木板油畫；1.46 x 1.16公尺；英國國家美術館
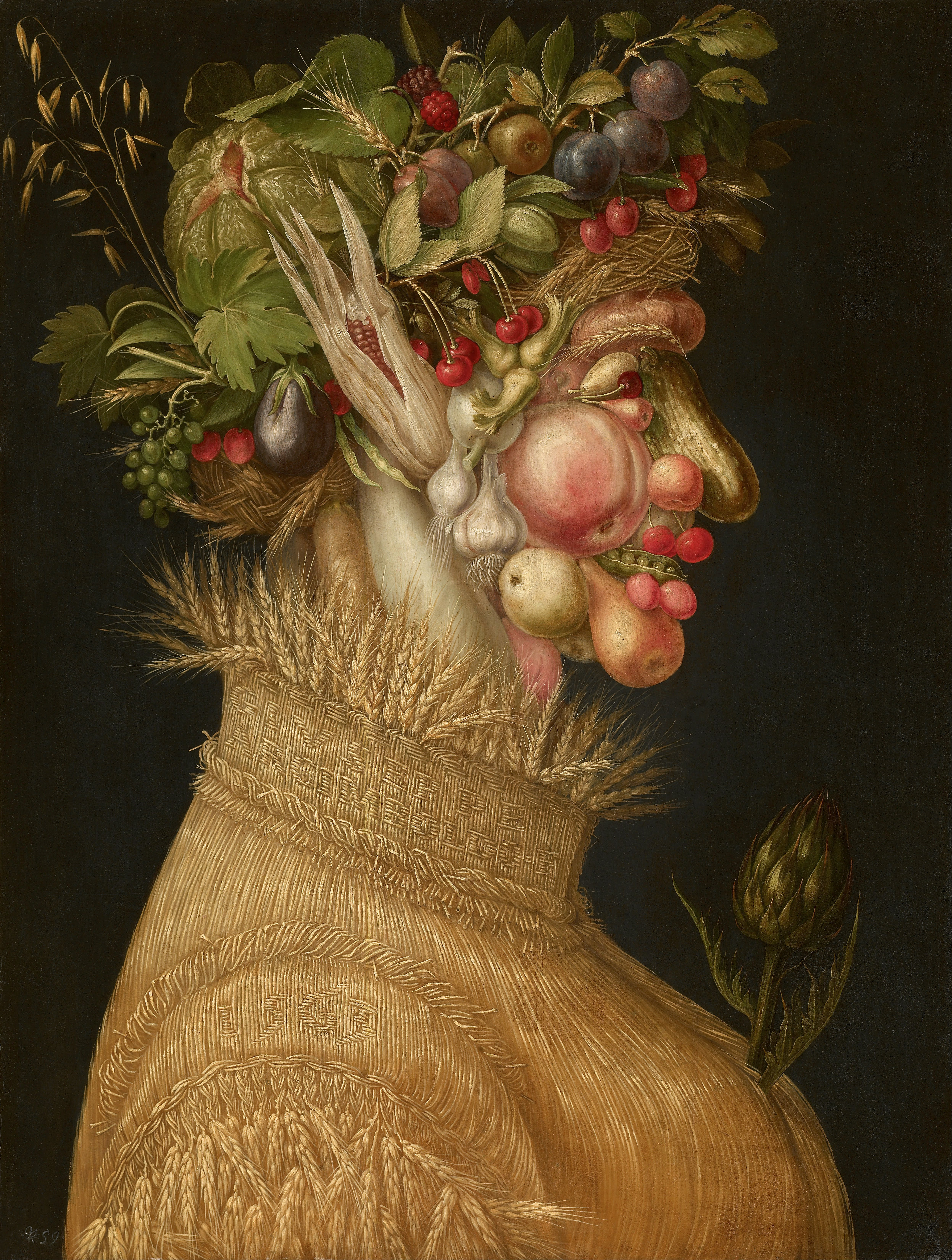
《夏季》（Summer）；朱塞佩·阿爾欽博托；1563年；木板油畫；67 x 50.8公分；藝術史博物館（奧地利維也納）

### 巴洛克藝術（十七世紀）[27]
17世纪在欧洲出现了巴洛克美术，它发源于意大利，后风靡全欧。其特点是追求激情和运动感的表现，强调华丽绚烂的装饰性。这一风格体现在绘画、雕塑和建筑等各个美术门类中。弗兰德的鲁本斯是巴洛克绘画的代表人物，他的热情奔放、绚丽多彩的绘画对西方绘画具有持久的影响。同时代的现实主义與古典主義亦成就輝煌，在王權至上的法國以古典主義為主，資本主義發達的荷蘭則以現實主義為主，如现实主义大师荷蘭黃金時代繪畫的的林布蘭、西班牙的委拉斯蓋茲等，也在一定程度上具有巴洛克的特色。
巴洛克藝術
- 魯本斯（法蘭德斯）：《劫持留奇波斯的女兒》
- 范戴克（英）：《查理一世行獵圖》
- 貝尼尼（意）：《聖女大德蘭的神魂超拔》、《阿波羅與達芙妮》、《普魯東搶劫珀爾塞福涅〉現實主義

- 卡拉瓦喬（意）：義大利現實主義代表人物，繪有《酒神巴庫斯》、《從十字架上放下耶穌》、《招喚聖馬太》

- 哈爾斯（荷）：荷蘭畫派肖像畫代表，繪有《吉普賽女郎》
- 林布蘭（荷）：《尼古拉斯·杜爾博士的解剖學課》、《夜巡》、《自畫像》
- 維梅爾（荷）：《倒牛奶的女僕》、《戴珍珠耳環的少女》、《持天平的女人》、《窗邊讀信的少女》
- 雷斯達爾（荷）：荷蘭風景畫全盛時期代表
- 委拉斯蓋茲（西）：《宫女》、《紡織女》、《鏡前的維納斯》、《布列達的投降》
- 牟利羅（西）：《玩骰子》、《雲中聖母》、《丐童》、《吃水果的少年》、《女孩與保姆》

學院派：追求古希臘藝術之優美、寧靜、平衡，少有浪漫性及現實性。
- 卡拉奇（意）：學院派開創者，其作品《逃亡埃及途中的風景》開創了「理想風景畫」。

法國古典主義
- 普桑（法）：《羅馬廢墟》、《台階上的聖家族》、《阿爾卡迪的牧人》、《摩西的發現》
- 洛蘭（法）：《示巴女王登船》、《賽奇的父親向阿波羅索祭》、《埃及女王克婁巴特拉在塔爾索登岸》
- 普熱（法）：雕刻作品有《亞歷山大與狄奧根》、《克羅托那的米羅》、《安德羅梅達》

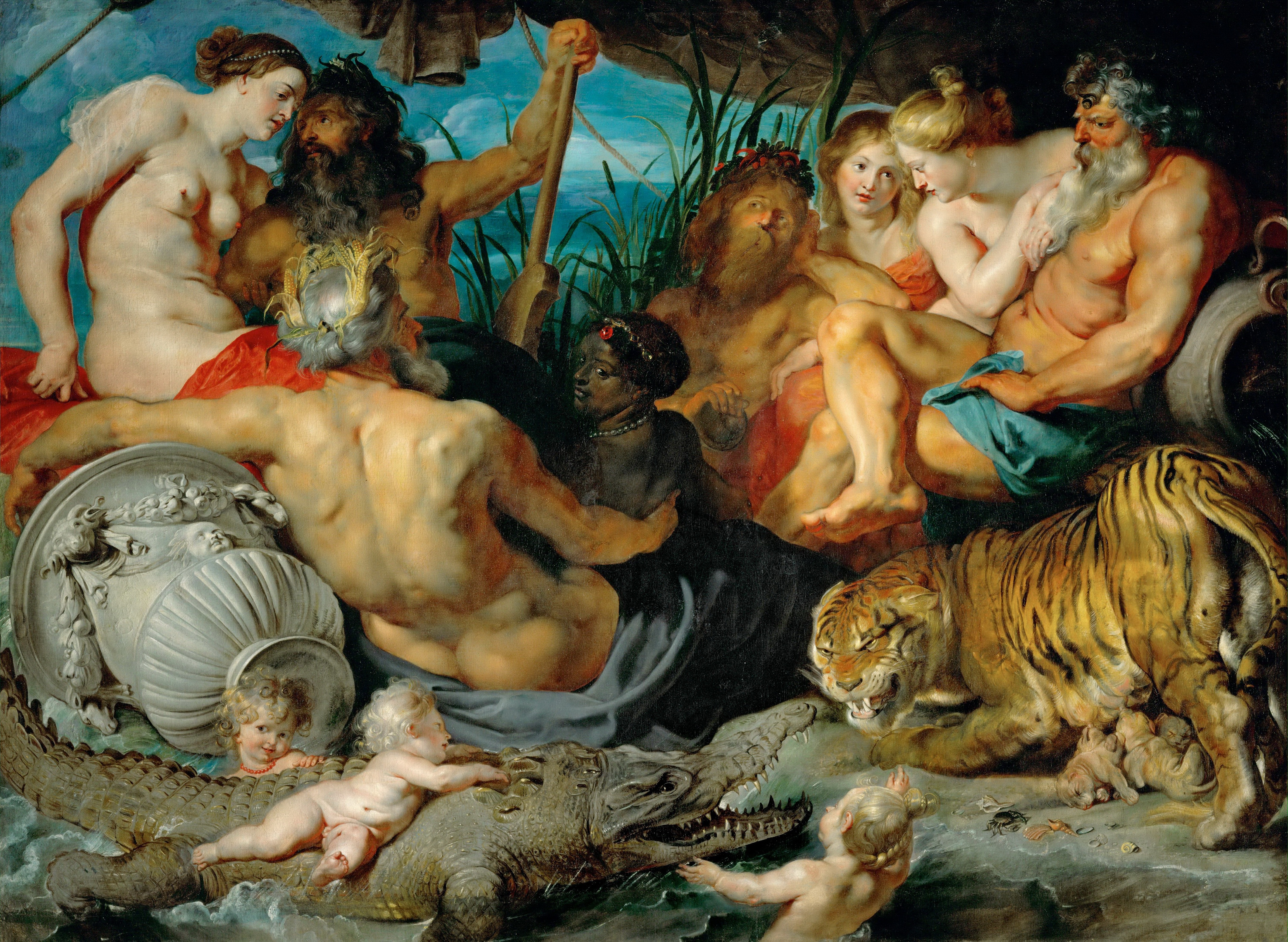
〈四大洲〉（The Four Continents）；彼得·保羅·魯本斯；約 1615 年；布面油畫；209 x 284公分；維也納藝術史博物館
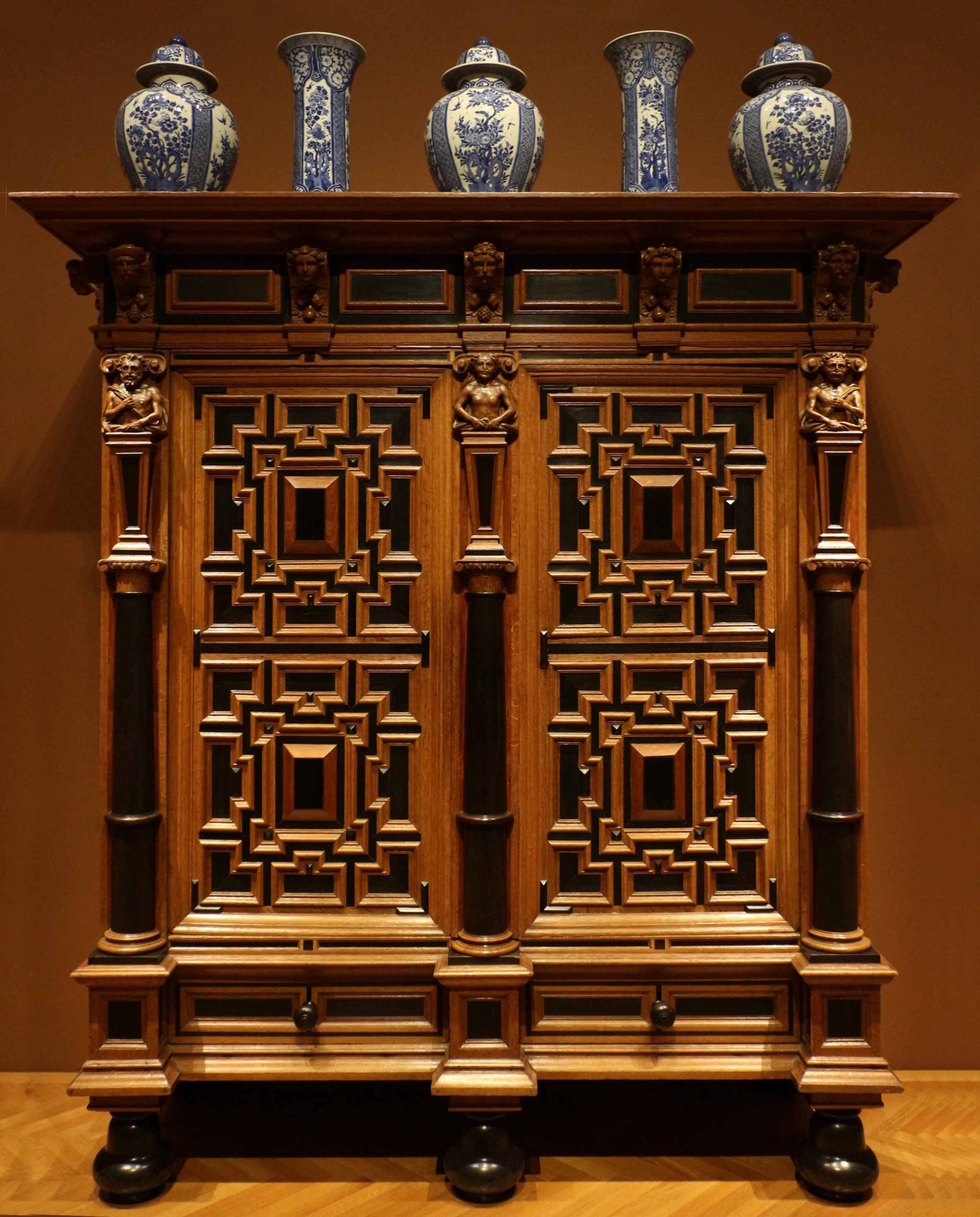
荷蘭衣櫥；1625–1650年；橡木，黑檀木和紅木表層飾板；整體尺寸：244.5 x 224.3 x 85.2公分；克利夫蘭藝術博物館
《夜巡》；林布蘭；1642年；布面油畫；363 × 437公分；荷蘭國家博物館
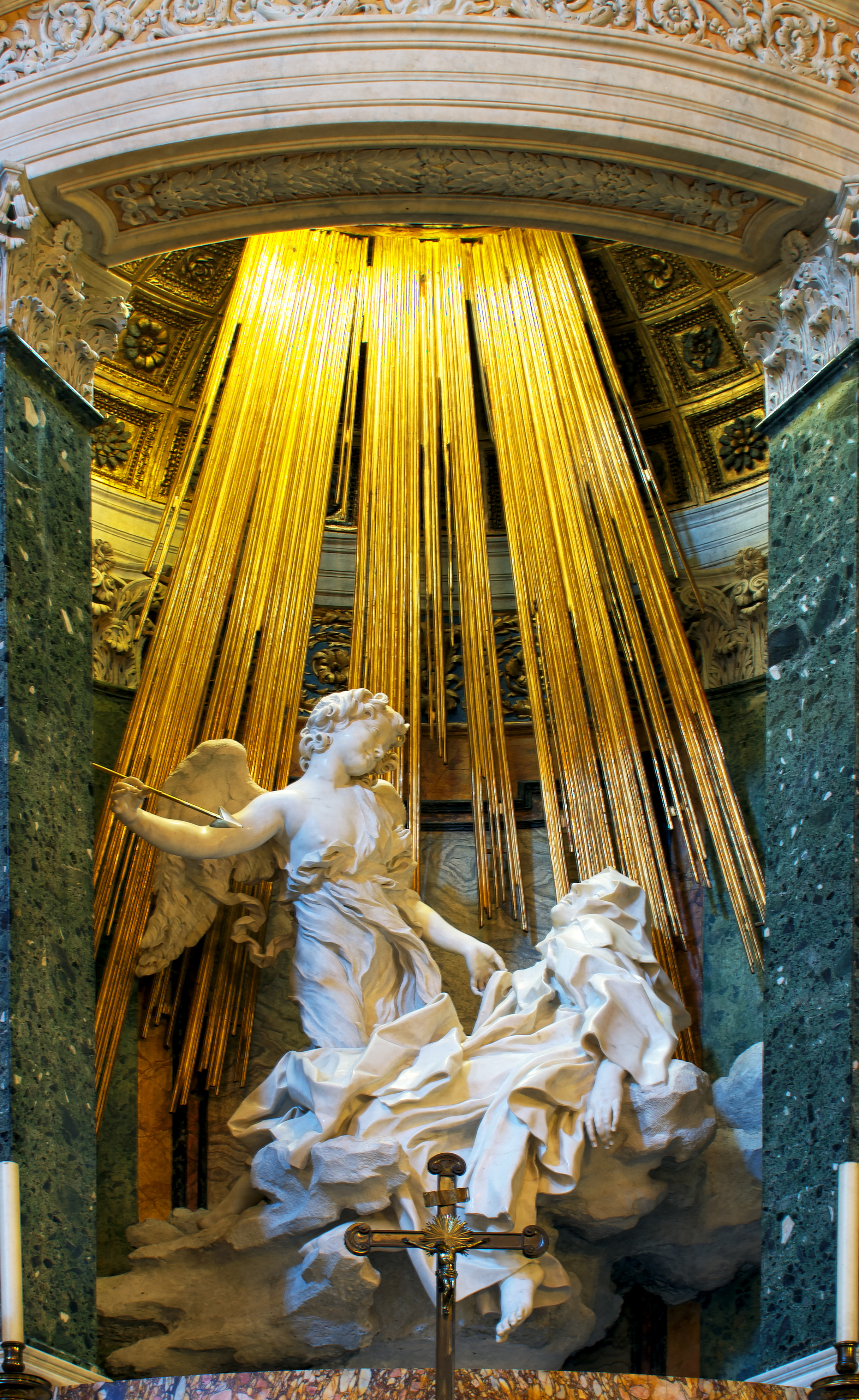
《聖女大德蘭的神魂超拔》（Ecstasy of Saint Teresa）；吉安·洛倫佐·貝尼尼； 1647–1652年；大理石；高：3.5公尺；羅馬勝利之后聖母堂
《宮女》（Las Meninas）；維拉斯奎茲；1656-1657；布面油畫；318公分 × 276公分；普拉多博物館（西班牙馬德里）
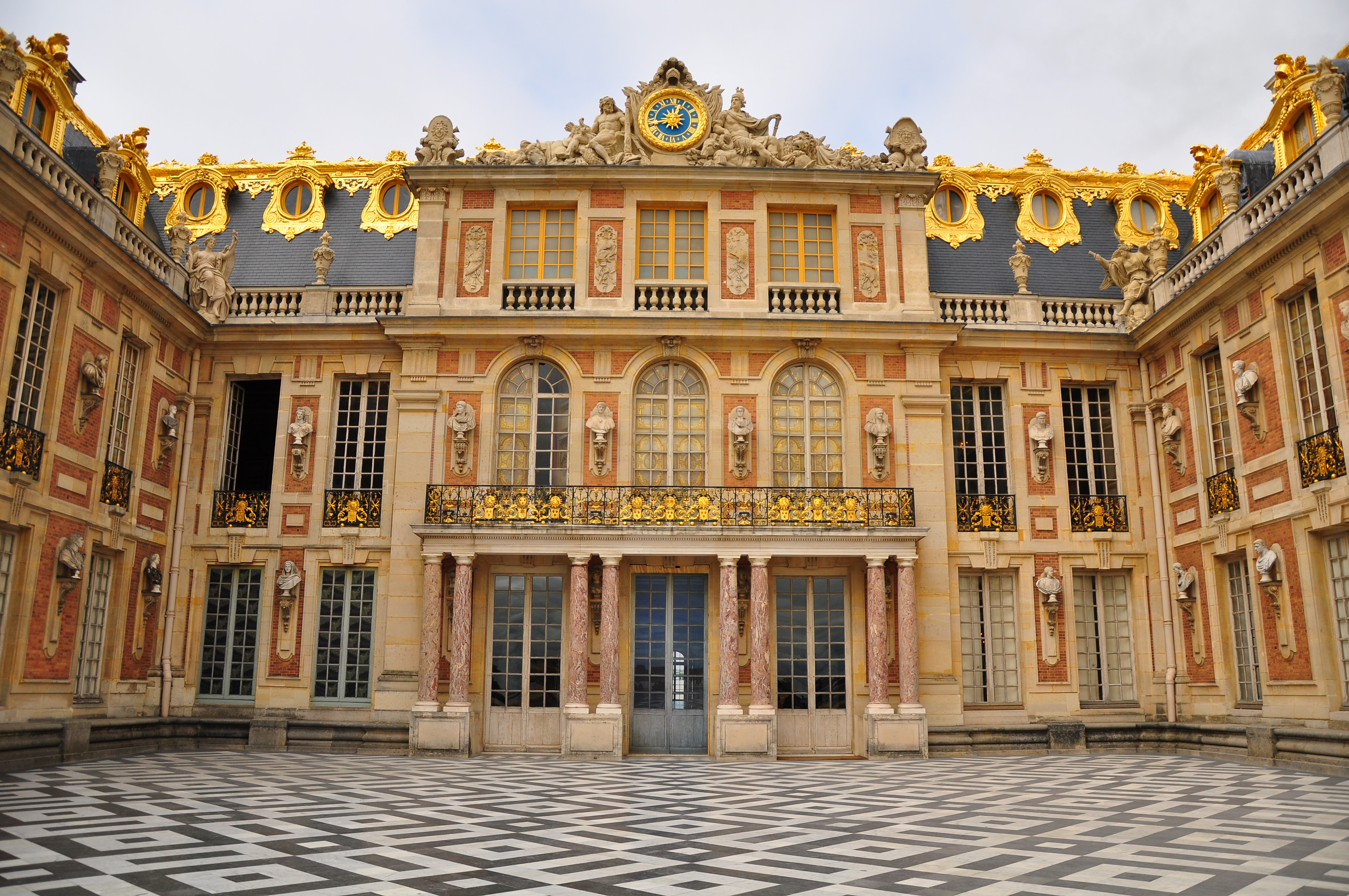
凡爾賽宮入口，為最具標誌性的巴洛克式建築
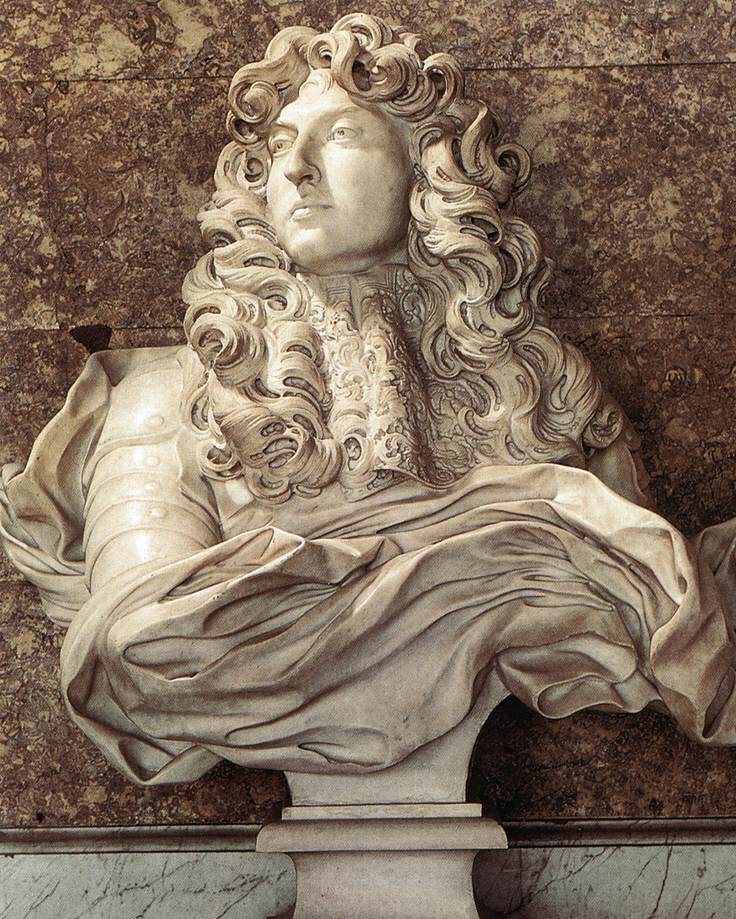
路易十四的半身像；吉安·洛倫佐·貝尼尼；1665年；大理石；105 × 99 × 46公分；凡爾賽宮
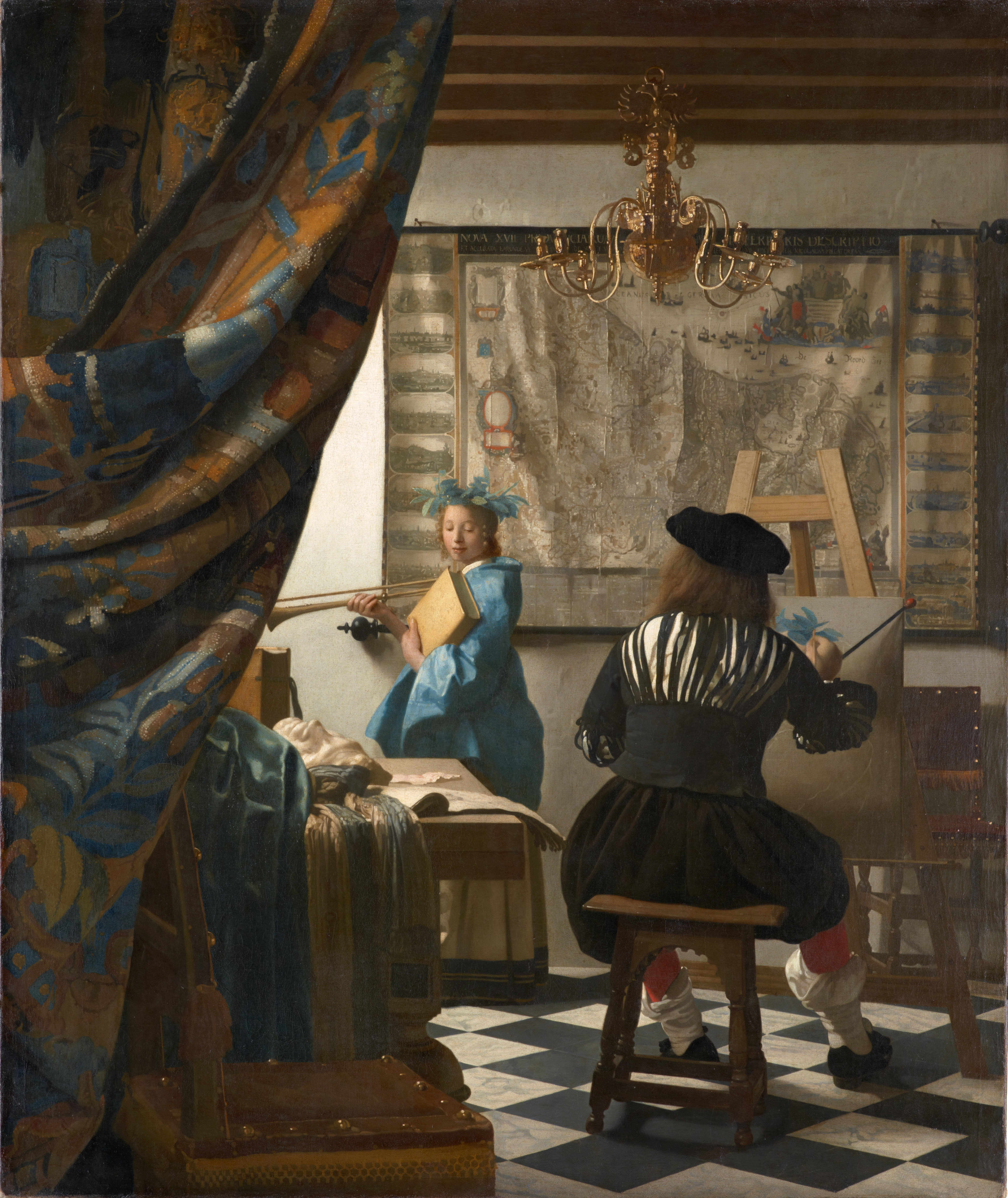
《繪畫的藝術》；楊·維梅爾； 1666–1668年；布面油畫；1.3 x 1.1公尺；藝術史博物館
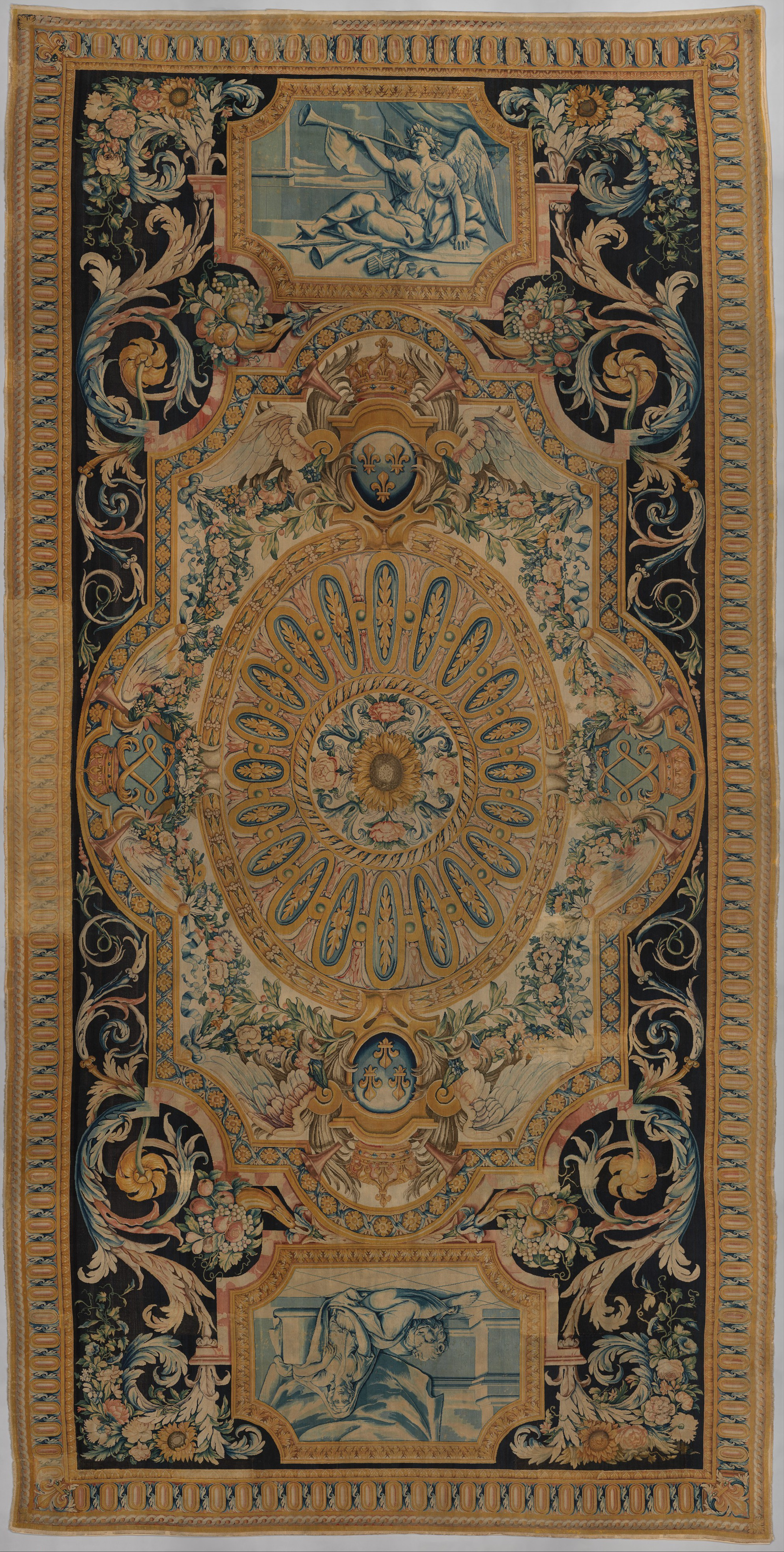
遠近馳名且堅韌的地毯；1668-1685年；打結和切割的羊毛絨，每平方英寸約有90個結；909.3 x 459.7公分；大都會藝術博物館
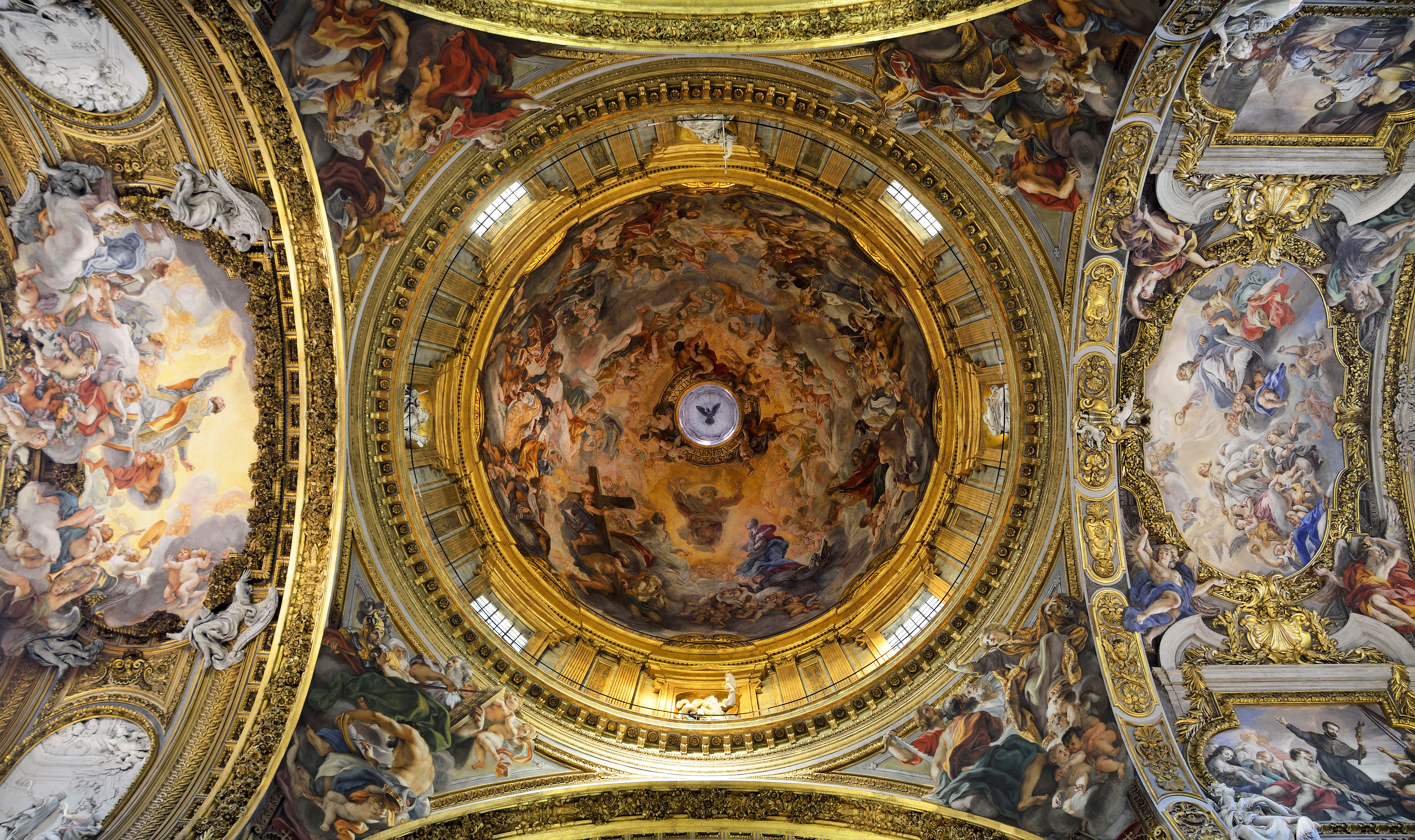
羅馬耶穌會教堂（Church of the Gesù）的圓頂，由喬凡尼·巴蒂斯塔·高里於1674年建造
路易十四肖像；亞森特·里戈； 1701年；布面油畫；277×194公分；羅浮宮
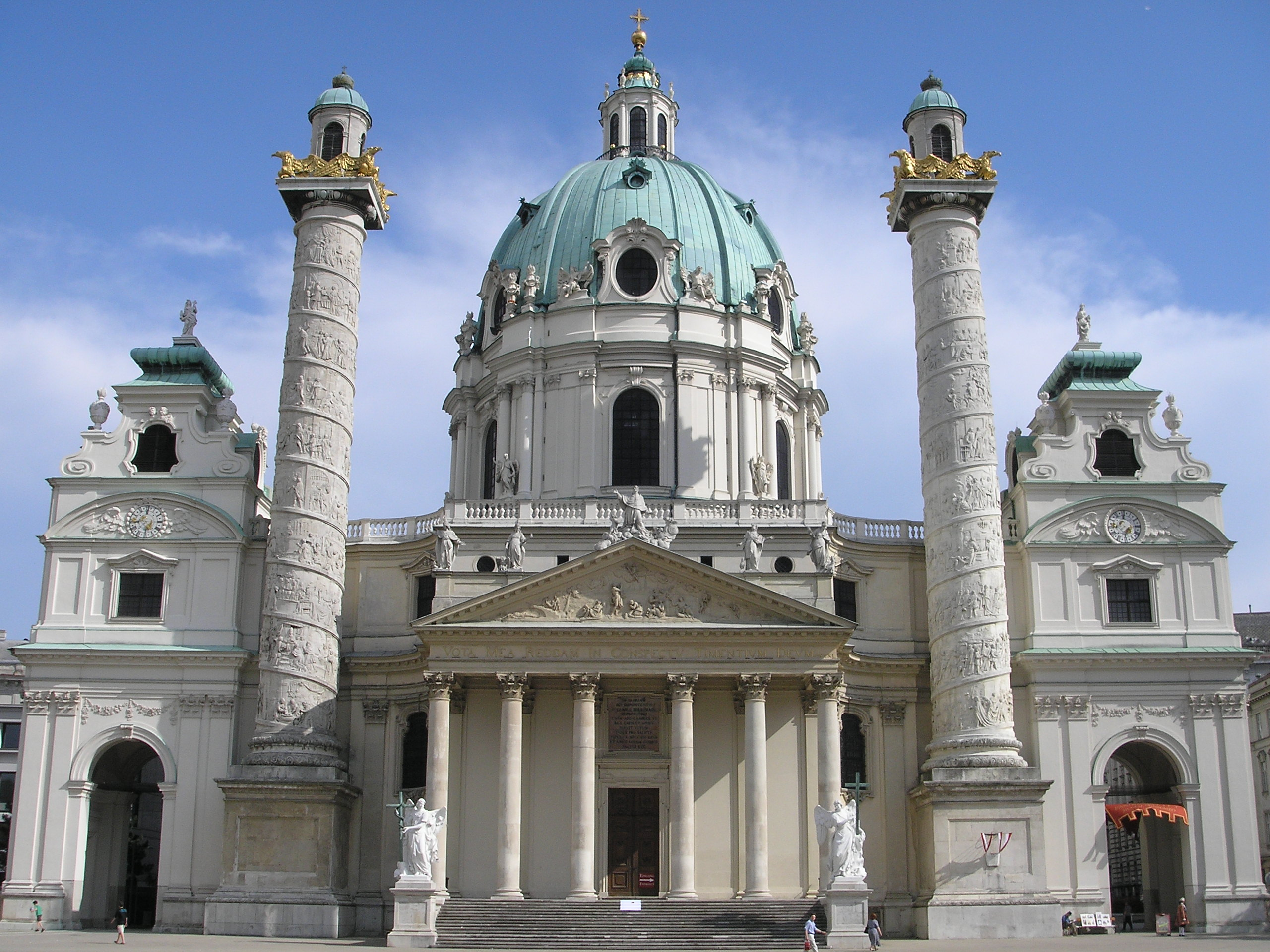
維也納聖嘉祿堂，建於1716年至1737年間

### 洛可可藝術（十七世紀初至十八世紀初中葉）
18世纪洛可可风格在法国兴起，随后波及欧洲其他国家。洛可可美术的特点是追求华丽纤巧和精致。代表画家有法国的华托、布歇和弗拉戈纳尔。
繪畫組
- 華托：《向愛情島出發》、《吉爾桑的招牌》
- 布歇：《龐畢度夫人組曲》、《維納斯的誕生》、《早晨的咖啡時間》
- 法戈納：《鞦韆》（魔法奇緣靈感源）、《女人和狗》

建築組：
- 波夫朗

雕刻組：
- 皮加爾：《繫鞋帶的墨丘利》、《拔刺少女》

- 法爾科內：《小愛神的警告》、《扮作維納斯的龐巴杜夫人》、《克羅托那的米羅》、《彼得大帝青銅騎士像》

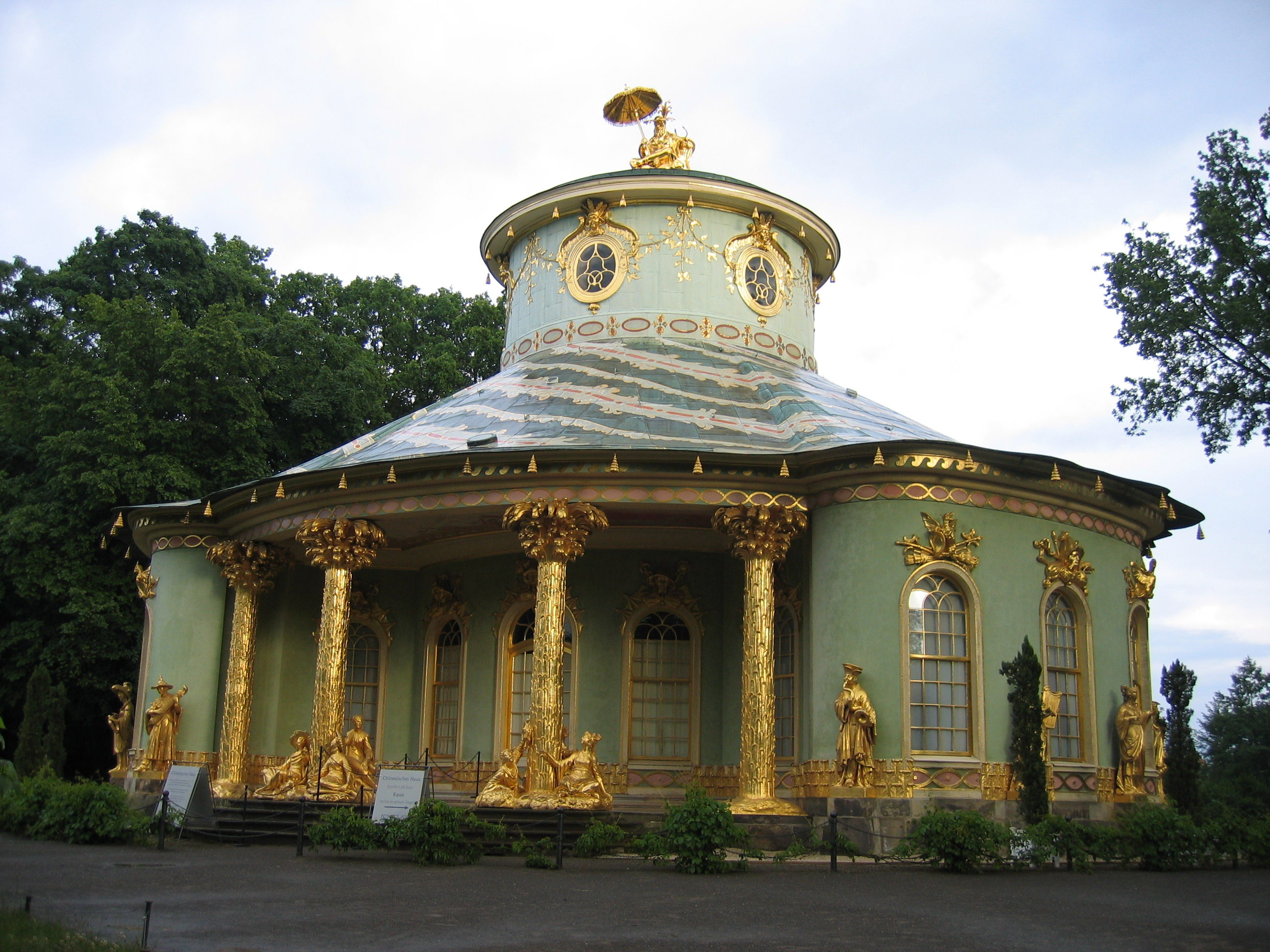
德國波茨坦無憂宮公園的中式園亭
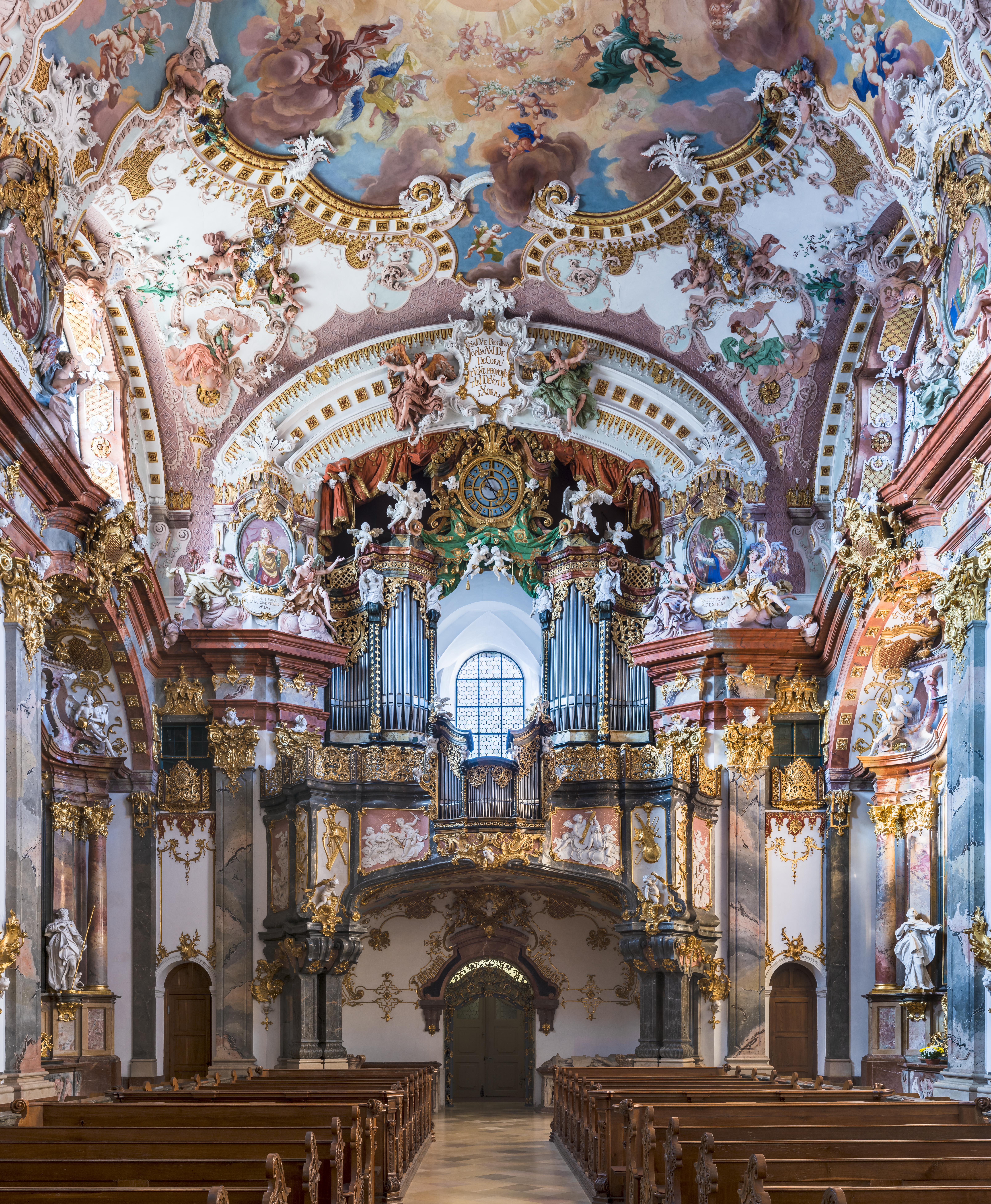
奧地利威爾赫林修道院（Wilhering Abbey）令人驚艷的內部。天花板上有個錯視畫，周圍裝飾精美的石膏裝飾
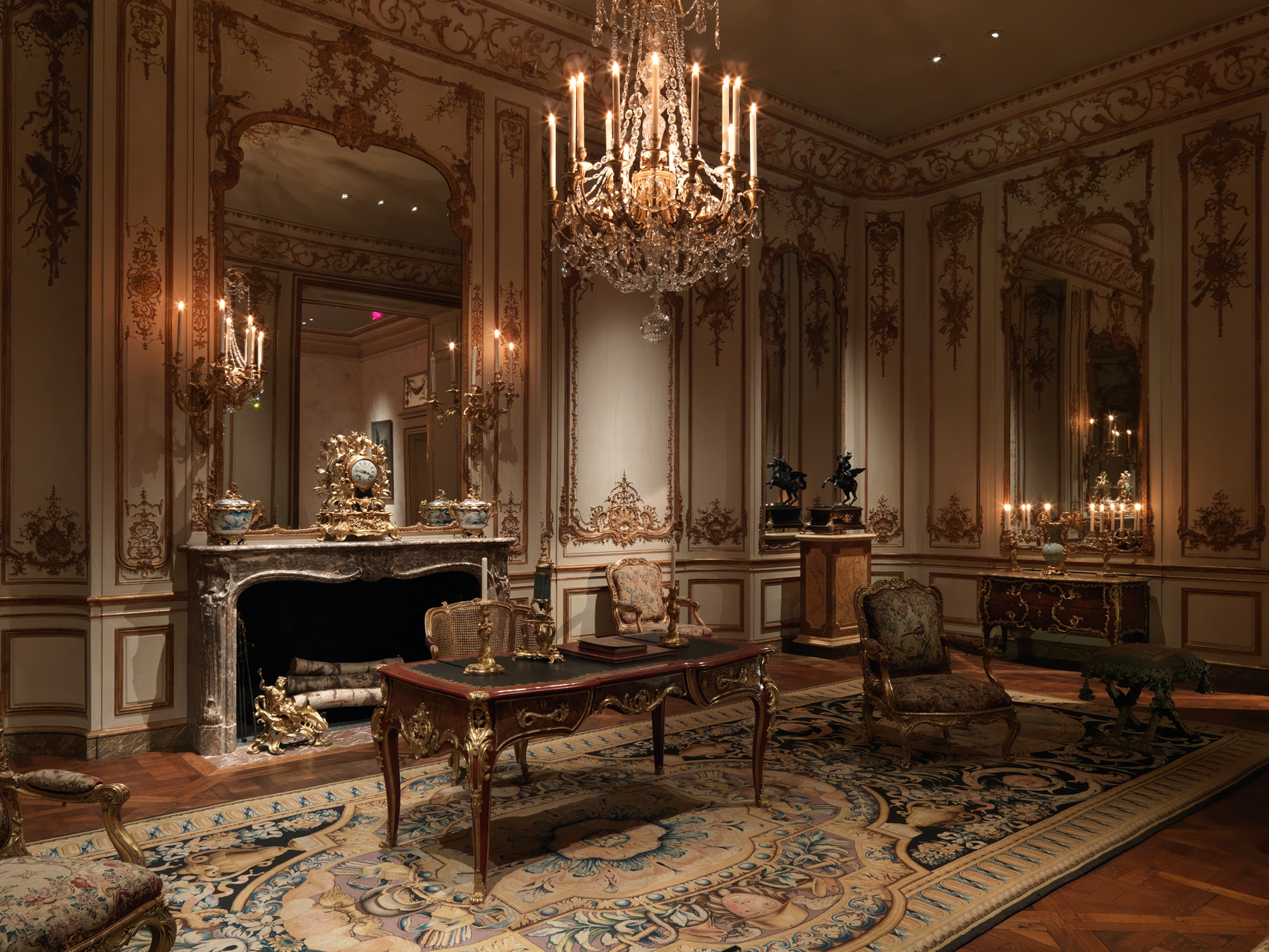
瓦朗吉維飯店（Hôtel de Varengeville）的細木護壁板（18世紀法國建築所用）； 約1736-1752年； 各種材料，包括雕刻、上漆和鍍金橡木； 高5.58米，寬7.07米，長12.36米； 大都會藝術博物館
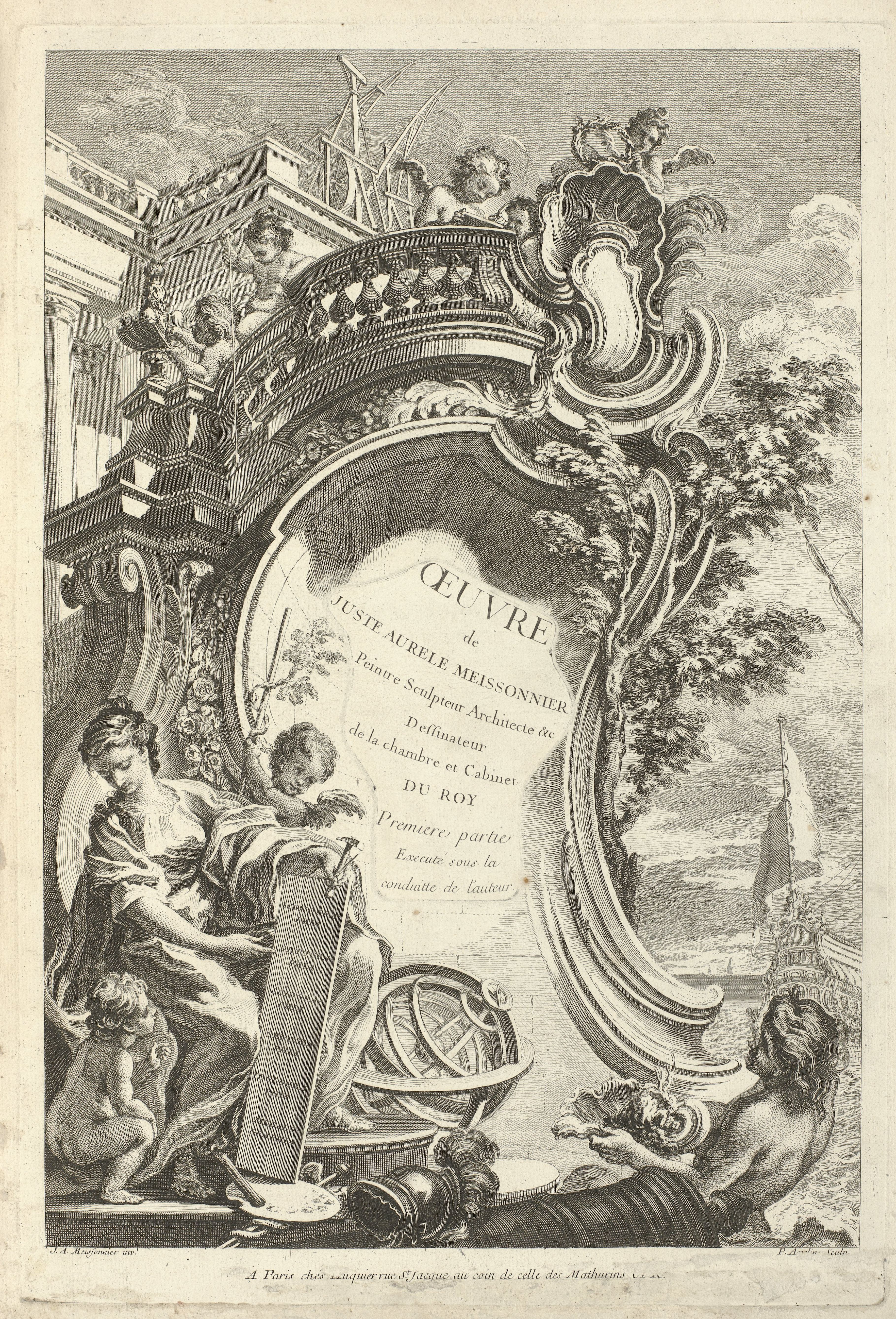
書名版畫；賈斯特·梅松尼爾（Juste Meissonnier ）；1738–1749年； 蝕刻版畫； 51.6 x 34.9釐米； 國家博物館
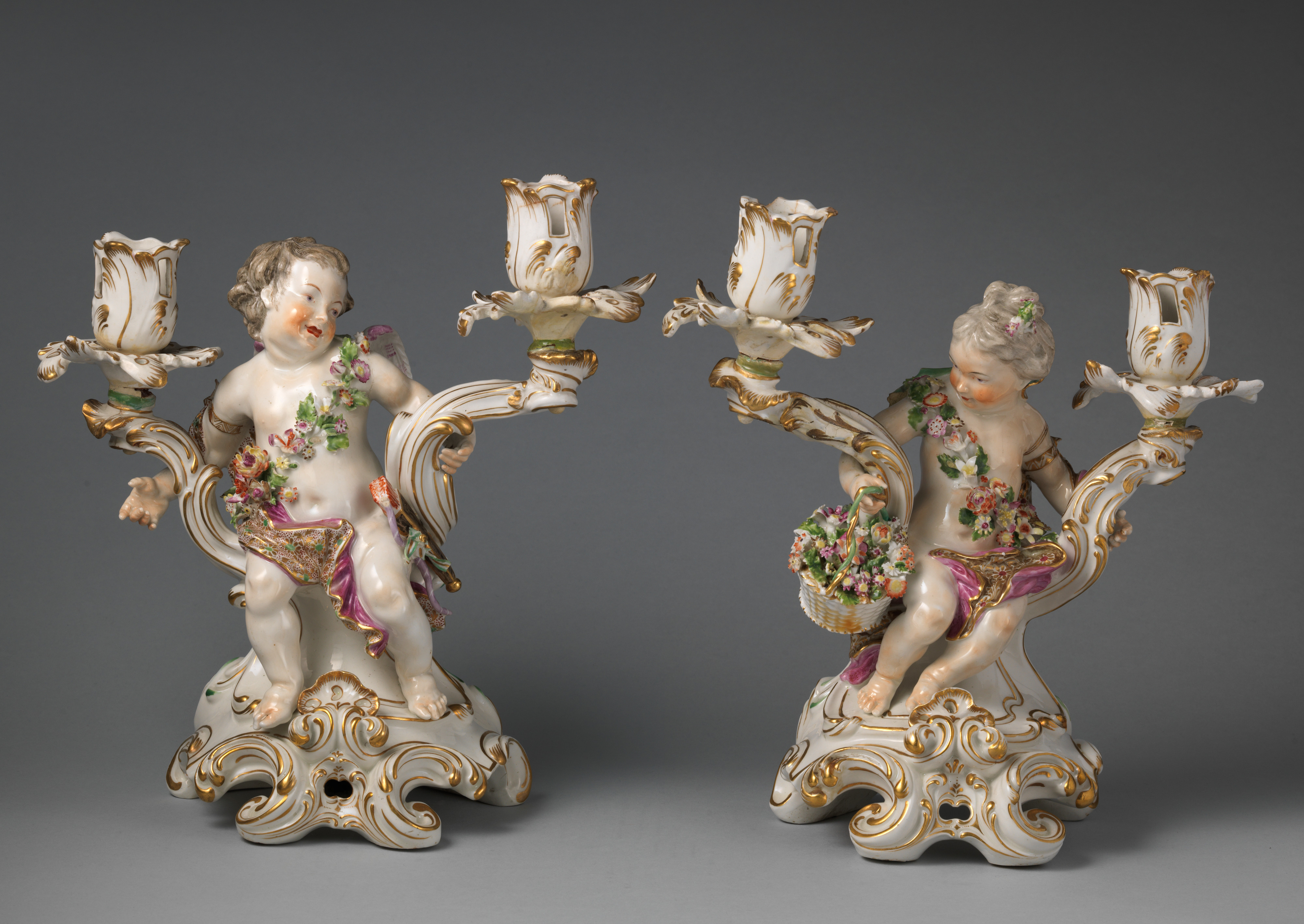
一對燭臺；18世紀；軟質瓷；高（左）：26. 8公分（右）：26.4公分； 切爾西瓷廠（Chelsea Porcelain Factory）；大都會藝術博物館
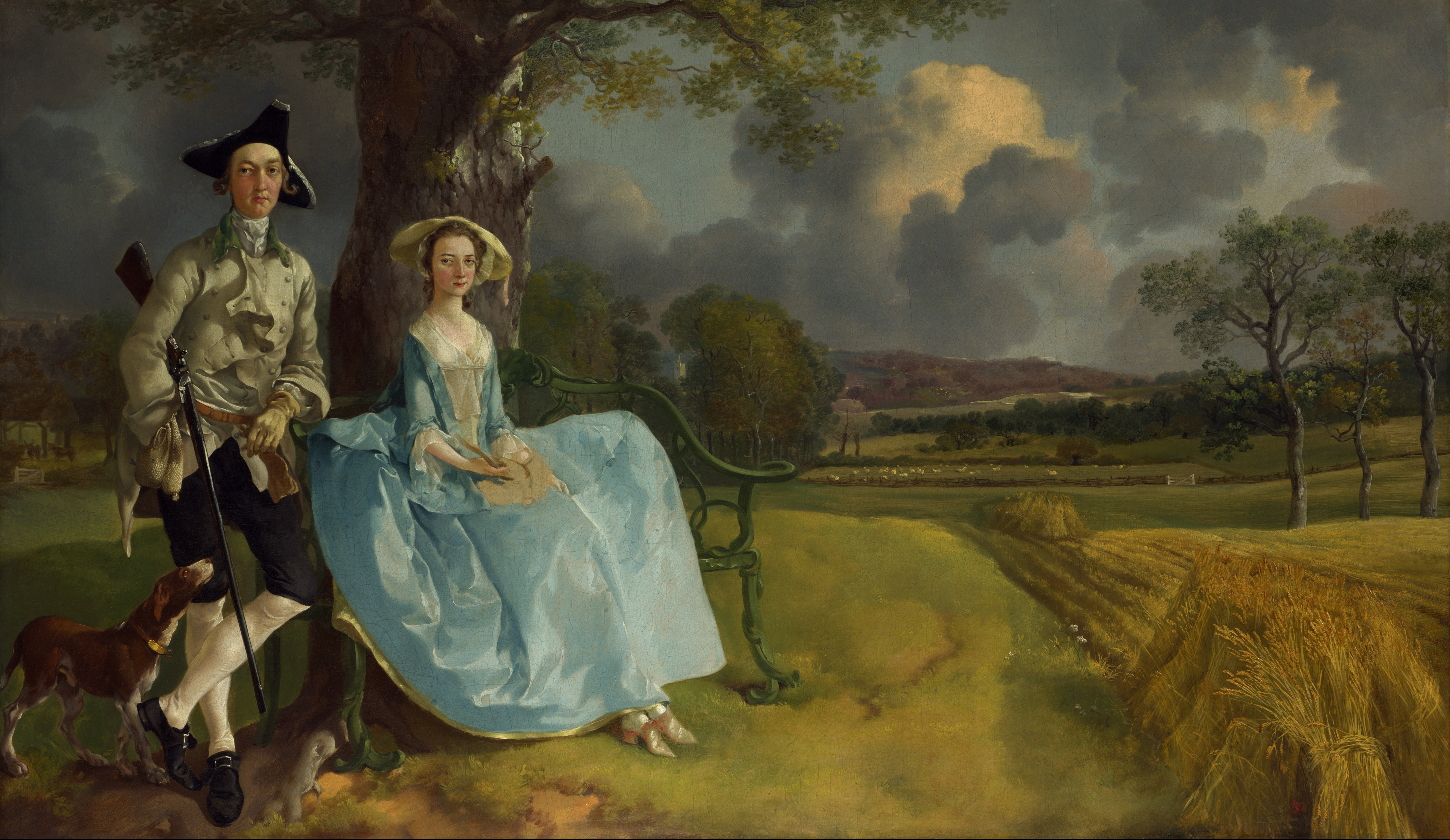
《安德魯斯夫婦》（Mr and Mrs Andrews）；托馬斯·庚斯博羅；大約 1750 年；布面油畫；69.8 x 119.4公分；英國國家美術館
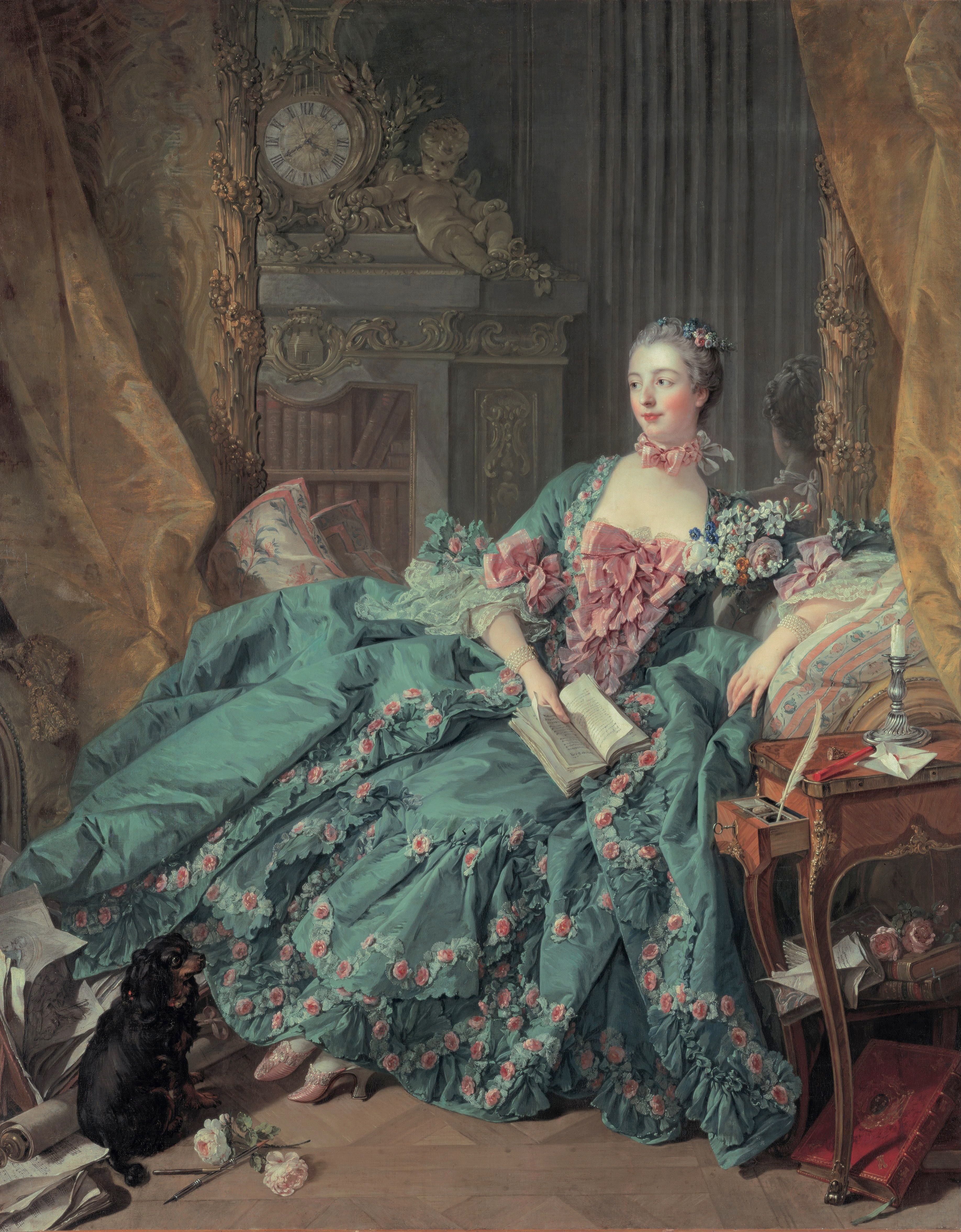
《龐巴度夫人》（Madame de Pompadour）；法蘭索瓦·布雪；1756年；布面油畫；2.01 x 1.57公尺；老繪畫陳列館（德國慕尼黑）
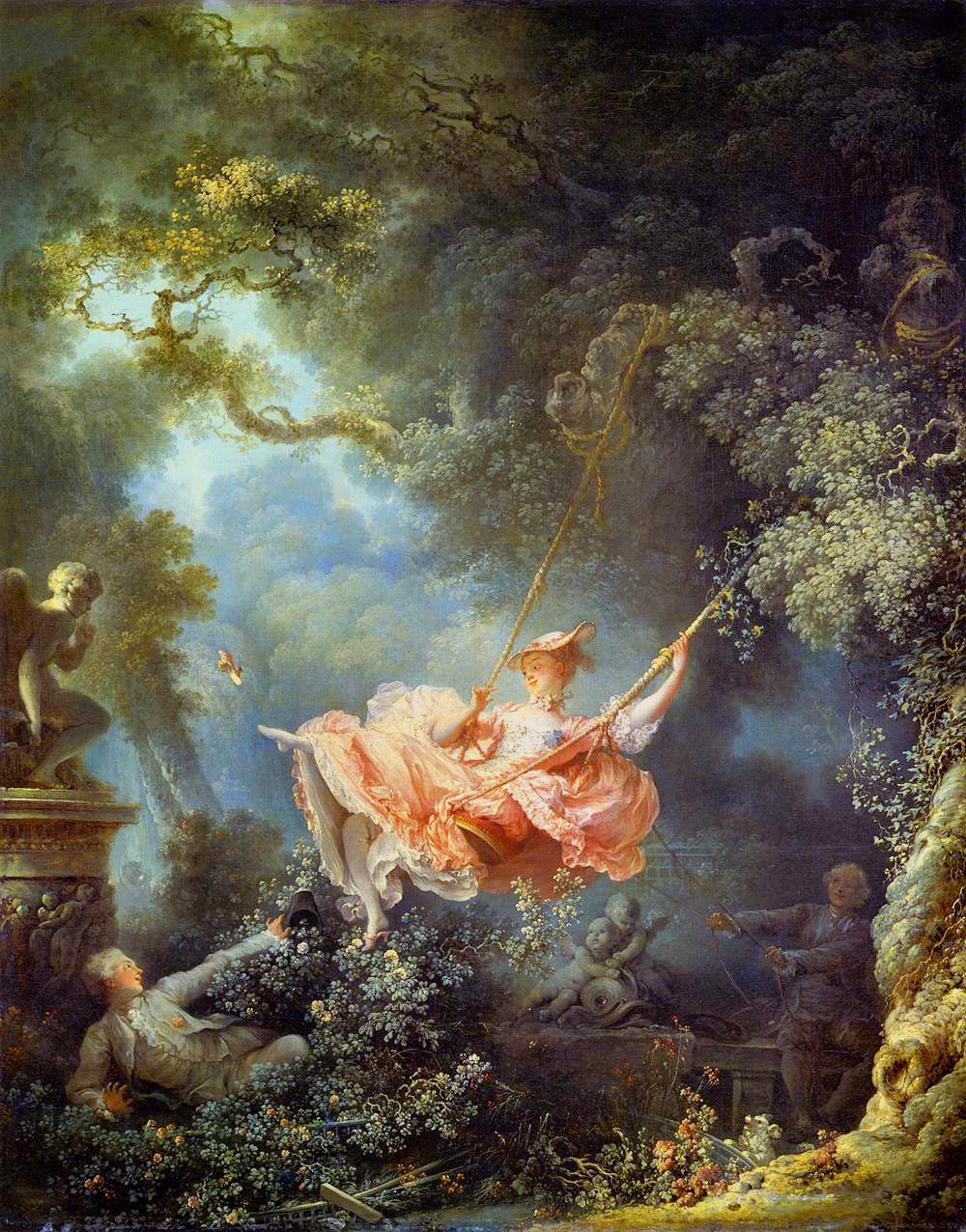
《鞦韆》；法戈納；1767–1768年；布面油畫；高：81公分，寬：64公分；華勒斯典藏館（倫敦）

## 新古典主義、浪漫主義、學院派和現實主義
時間段：
新古典主義：18世紀中期至19世紀初
浪漫主義：18世紀末至19世紀中葉
現實主義：19世紀
印象派：19世紀末

### 啟蒙時期新古典主義藝術
随着1789年法国资产阶级大革命的到来，进步的美术家们又一次重振了古希腊古罗马的英雄主义精神，开展了一场新古典主义艺术运动。其代表画家是法国的大卫和安格尔。
- 大衛：《跨越阿爾卑斯山聖伯納隘道的拿破崙》《拿破崙加冕》《蘇格拉底之死》《荷拉斯兄弟之誓》《丘比特與賽姬》《馬拉之死》
- 安格爾：《泉》《大宮女》《瓦平松的浴女》《土耳其浴女》《貝爾坦像》
- 席拉爾：《奧斯特利茨之戰》《亨利四世進入巴黎》《雷卡米埃夫人》
- 普呂東：《西風神劫走普塞克》《正義與復仇女神追趕凶手》《約瑟芬皇后》
- 烏東：《伏爾泰坐像》

### 浪漫主義藝術
浪漫主义随着新古典主义的衰落而兴起。法国的热里科的《梅杜萨之筏》被视为浪漫主义绘画的开山之作，而这一运动的主将却是德拉克洛瓦，其绘画色彩强烈，用笔奔放，充满强烈激情，代表作有《希阿岛的屠杀》和《自由领导着人们》等。法国吕德的《马赛曲》和卡尔波的《舞蹈》都是杰出的浪漫主义雕塑作品。
- 傑利柯：《梅杜莎之筏》
- 德拉克洛瓦：《自由领导着人们》《希阿島的屠殺》
- 呂德：《馬賽曲》
- 卡爾波：《舞蹈》
- 哥雅（西）：《著衣的瑪哈》《裸體的馬哈》《農神吞噬其子》《1808年5月3日的槍殺》《查理四世的一家》《戰爭的災難》

浪漫主義之下的其他派系列舉如下：

#### 學院派
1562年義大利瓦薩利在佛羅倫斯設立第一所美術學院「迪亞諾學院」，後來歐洲各地相繼效仿，尤其法國美術學院在路易十四、拿破侖大力支持下發揚光大，代表了官方所認可最高成就的正統藝術。學院藝術認為繪畫必須遵循理性，因此基礎訓練包含透視法、數學式人體比例、幾何式安定構圖、正確的結構、明暗表現等，能夠兼顧精準的寫實技法和完美的古典形式（如均衡、諧和、比例等）；題材取自宗教、神話和歷史，符合正統價值而起到社會教化的作用。學院藝術的品質完好又常有宏偉氣派。由於學院勢力一直主導官方沙龍的評選。因此，由於學院藝術家的題材和形式逐漸因襲陳規，又打壓如現實主義和印象派等其它藝術表現法和價值觀，開始被視為僵化的守舊勢力。
法國
- 布格羅（法）：《抵禦愛神》
- 馬卡特（法）：《音樂的寓意》
- 庫蒂爾（法）：《羅馬人的墮落》
- 萊頓（英）：《燃燒的六月》
- 泰德瑪（英）

#### 英國前拉斐爾派
前拉斐爾派是1848年出現於英國的藝術運動，反對確立於拉斐爾時代的學院藝術，主要推崇的是拉菲爾以前的哥德式美術傳統，主張宗教應有宗教道德教化之用，筆調細緻，有種真實清純神祕優雅的自然美。
- 羅塞蒂：《報佳音》《碧兒翠絲》
- 米雷：《奧菲莉婭》
- 漢特：《伊莎貝拉與香草罐》《登上英國海岸》
- 比亞茲萊：《莎樂美》
- 沃特豪斯：《納西瑟斯》
- 柯里爾（英语：John Collier (artist)）：《戈黛娃夫人》

新拉斐爾前派：主張理想藝術為理想說教，代表人物為伯恩·瓊斯。

#### 拿撒勒畫派
參見：拿撒勒畫派

#### 哈德遜河派 (自然主義派)
哈德遜河派是由一批在浪漫主義影下的美國風景畫家於19世紀中期所發起的藝術運動，受到英國畫家康斯特勃、特納和伯寧頓等人影響。哈得遜河學派的藝術家熱衷於觀察自然，大多數人認為普通的森林、河流和山脈本身就是值得繪畫的主題，而非承載宏偉敘事的容器。哈德遜河派與同時期法國的巴比松畫派類似，也重視戶外繪畫，拒絕風景畫中必要的故事或道德教訓。然而，哈德遜河畫派的繪畫很少完全忠實呈現實際場景。他們會以鉛筆和顏料在現場速寫，然後回到畫室內完成畫作。由此產生的繪畫通常是合成過的，描繪了比實際出現的風景更理想化的場景。

库尔贝的作品《画室》

- 科爾
- 杜蘭德
- 丘奇
- 比爾施塔特
- 肯塞特
- 英尼斯
- 貝克：《躲在乾草堆中》

### 現實主義藝術
19世纪中期是现实主义美术蓬勃兴旺的时期。法国画家库尔贝是现实主义的倡导者，他的代表作《奥南的葬礼》堪称绘画中的“人间喜剧”，而《石工》则深刻揭示了社会的矛盾，表现了作者对劳动人民的同情。勤劳朴实的农民画家米勒，以醇厚真挚的感情，歌颂了辛勤劳作的农民。
政治讽刺画家杜米埃创作了大量思想深刻而形象夸张的石版画和油画。德国女版画家柯勒惠支，以社会民主主义思想和鲜明的个人风格创作了反映工人运动和农民革命的系列铜版画和石版画。俄罗斯的批判现实主义产生了列宾、苏里科夫等杰出画家。法国雕塑大师罗丹的作品也具有一定的现实主义品质。
- 米勒（巴比松畫派）《拾穗》《晚禱》《牧羊女與羊群》
- 庫爾貝:《奧南的葬禮》《石工》
- 杜米埃:《三等車廂》
- 柯勒惠支:《不要把收穫的糧食磨成粉》《母與子》《哀悼基督》
- 列賓:《伏爾加河上的縴夫》《挑選新娘的大公》《薩特闊在水晶宮》
- 蘇里科夫:《禁衛軍臨刑的早晨》

## 法國印象主義藝術三期
19世纪后期在法国产生了印象派。此派绘画以创新的姿态出现，它反对当时已经陈腐的古典学院派的艺术观念和法则，受到现代光学和色彩学的启示，注重在绘画中表现光的效果。代表画家有馬奈、莫奈、雷诺阿、德加、毕沙罗、西斯莱等。

#### 印象藝術初期(印象派)
繪畫組
- 莫內：《印象、日出》《兩個稻草堆》《蓮花池組曲》《廬昂主教堂組曲》《打陽傘的女人》《亞嘉杜的罌粟花田》
- 馬奈：《弗力貝傑爾的酒館》、《奧林匹亞》、《草地上的午餐》、
- 雷諾瓦：《烘餅磨坊》《彈琴少女》《浴女》

彫刻組
- 羅丹：《沉思者》《吻》《巴尒扎克》《地獄之門》

#### 印象藝術中期(新印象派)
继印象派之后还出现了新印象派（代表画家是秀拉和西涅克）和后印象派（代表画家是塞尚、凡高和高更）。
- 秀拉：《大碗島的星期天下午》《阿尼埃爾浴場》《路邊戲》
- 希涅克：《早餐》《聖特羅佩港口》《亞威農教皇宮》

#### 印象藝術後期(後印象派)
而实际上后印象派与印象派在艺术主张并不相同甚至完全相反。
繪畫組
- 梵高的绘画着力于表现自己强烈的情感，色彩明亮，线条奔放。

代表作為《星夜》《麥田與柏樹》《夜間咖啡屋》《吃馬鈴薯的人》《自畫像》
- 高更的画多具有象征性的寓意和装饰性的线条和色彩。

代表作為《兩個大溪地婦女》《做完禮拜後的幻景》《何來?何謂?何如?》
- 塞尚绘画则追求几何性的形体结构，他因而被尊称为“现代艺术之父”。

代表作為《聖維多克山》《蘋果和柳橙》《浴者組曲》。
雕刻組
- 馬約爾

代表作為《夜》。

## 法國印象主義藝術三期
19世纪后期在法国产生了印象派。此派绘画以创新的姿态出现，它反对当时已经陈腐的古典学院派的艺术观念和法则，受到现代光学和色彩学的启示，注重在绘画中表现光的效果。代表画家有馬奈、莫奈、雷诺阿、德加、毕沙罗、西斯莱等。

#### 印象藝術初期(印象派)
繪畫組
- 莫內：《印象、日出》《兩個稻草堆》《蓮花池組曲》《廬昂主教堂組曲》《打陽傘的女人》《亞嘉杜的罌粟花田》
- 馬奈：《弗力貝傑爾的酒館》、《奧林匹亞》、《草地上的午餐》、
- 雷諾瓦：《烘餅磨坊》《彈琴少女》《浴女》

彫刻組
- 羅丹：《沉思者》《吻》《巴尒扎克》《地獄之門》

#### 印象藝術中期(新印象派)
继印象派之后还出现了新印象派（代表画家是秀拉和西涅克）和后印象派（代表画家是塞尚、凡高和高更）。
- 秀拉：《大碗島的星期天下午》《阿尼埃爾浴場》《路邊戲》
- 希涅克：《早餐》《聖特羅佩港口》《亞威農教皇宮》

#### 印象藝術後期(後印象派)
而实际上后印象派与印象派在艺术主张并不相同甚至完全相反。
繪畫組
- 梵高的绘画着力于表现自己强烈的情感，色彩明亮，线条奔放。

代表作為《星夜》《麥田與柏樹》《夜間咖啡屋》《吃馬鈴薯的人》《自畫像》
- 高更的画多具有象征性的寓意和装饰性的线条和色彩。

代表作為《兩個大溪地婦女》《做完禮拜後的幻景》《何來?何謂?何如?》
- 塞尚绘画则追求几何性的形体结构，他因而被尊称为“现代艺术之父”。

代表作為《聖維多克山》《蘋果和柳橙》《浴者組曲》。
雕刻組
- 馬約爾

代表作為《夜》。

## 廿世紀至今

### 現代主義藝術
20世纪以来，现代美术呈现出流派迭起，千姿百态的局面。

#### 抽象性

##### 野獸派
1905年诞生的以马蒂斯为代表的野兽派绘画，强调形的单纯化和平面化，追求画面的装饰性。

##### 立體派
1908年崛起的以布拉克和畢卡索为代表的立体派绘画继承了塞尚的造型法则，将自然物象分解成几何块面，从而从根本上挣脱传统绘画的视觉规律和空间概念。
- 畢卡索：《格尔尼卡》

#### 象徵主義
象征主义是19世纪末至20世纪初期兴起于法国的一种文学和艺术运动，它的主要特点是追求表达内心情感和心灵体验，通过象征和隐喻的手法来呈现深层次的意义。象征主义的艺术家和作品通常具有一种超越现实的气息，探索人类存在的本质和宇宙的神秘性。象征主义运动的兴起与当时的社会背景密切相关，19世纪末期的法国社会和文化氛围中充满着一种激进和反传统的情绪，许多艺术家和文人试图寻找一种新的表现方式来反映这种情绪。象征主义的兴起也是对自然主义和现实主义的一种反叛，他们认为自然主义和现实主义过于强调客观事实和社会现实，缺乏内在的精神和情感。象征主义艺术作品的表现手法包括模糊的线条、虚幻的色彩、神秘的符号和象征，以及含糊不清的画面。这些手法的目的是使作品更加深奥和富有内涵，而非直接呈现客观现实。象征主义艺术的代表人物包括莫里斯·梅特林克、叶甫根尼·伊夫诺维奇·查拉波夫、圣山德伦、卢塞恩·弗洛伊德、奥迪隆·雷松等人，他们的作品深受当时的文化和艺术界的欢迎，也对后来的现代主义艺术运动产生了影响。

##### 英式新工藝運動

###### 藝術與工藝美術運動
1. 威廉·莫里斯：《金盞花飾紋》
2. 約翰·拉斯金：《威尼斯之石》
3. 現代主義先聲

###### 新藝術運動
1. 羅勃特·施穆特勒《新藝術運動》
2. 簡單的現代風格。
3. 影響：

a.德式青年風
b.奧式分離派
c.義式自由風
d.西式現代主義者(Modernista)
e.法式現代風

##### 法式象徵派
- 莫雷亞斯（英语：Jean Moréas）：「為理念披上感情的外衣」
- 夏畹：《海邊的年輕女孩》
- 魯東：《獨眼巨人》「將人類的情感轉化為阿拉伯式的風格」
- 牟侯：《莎樂美在希律王前跳舞》《奧迪帕斯和斯芬克斯》《顯靈》

##### 法式那比派
- 德尼：《向塞尚致敬》
- 波那爾：《鏡前裸女》《鄉下餐廳》
- 羅特列克：《梳洗》《磨坊街的沙龍》

##### 法式達達派
第一次世界大战期间产生的达达主义思潮，此派艺术家不仅反对战争、反对权威、反对传统，而且否定艺术自身，否定一切。杜象将达·芬奇的《蒙娜丽莎》画上胡须，并将「小便池」作为艺术品，便是达达主义思想的体现。
- 杜象：《下樓梯的女人》《噴泉》

##### 法德西超現實派
随着达达主义运动消退，在此基础上出现了超现实主义艺术思潮。此派画家以柏格森的直觉主义，弗洛伊德的精神分析学和梦幻心理学为理论基础，力图展现无意识和潜意识世界。其绘画往往把具体的细节描写与虚构的意境结合在一起，表现梦境和幻觉的景象。代表画家有恩斯特、勒內·馬格利特、夏卡爾、达利、祖安·米羅等。
- 基里科（臘）：《街的神祕和憂愁》
- 恩斯特（德）：《喝雞尾酒的人》《寂靜之眼》
- 達利（西）：《記憶的永恆》
- 米羅（西）：《月之牆》
- 夏卡爾（俄）：《追尋中的鳥》《向果戈里致敬》
- 馬格利特（比）：《戴黑帽的男人》

#### 表现主义
随着德国1905年桥社和1909年蓝骑士社的先后成立，表现主义作为一种重要流派登上画坛，此派绘画注重表现画家的主观精神和内在情感。

#### 未来主义
1909年在意大利出现了未来主义美术运动，此派画家热衷于利用立体主义分解物体的方法表现活动的物体和运动的感觉。
抽象主义的美术作品大约于1910年前后产生，其代表画家有俄罗斯画家康定斯基和荷兰画家皮特·蒙德里安，而两人又分别代表着抒情抽象和几何抽象两个方向。

### 後現代主義藝術

#### 抽象表現派
第二次世界大战后在美国产生的以波洛克、德·库宁为代表的抽象表现主义绘画，综合了抽象主义、表现主义的特点，强调画家行动的自由性和自动性。值得一提的是，西班牙大部分抽象艺术的蜚声国际画坛的画家在国内却是藉藉无名的，西班牙人对绘画，较之对其它艺术，更具秉赋；西班牙画家在当代艺术革新的重大时刻有着举足轻重的影响，其中不乏在世界范围内可数第一流的艺术家，尤其在绘画方面，这些创作表现出高水平和举世公认的实证能力。 西班牙的艺术宝库是如此巨大，虽然百年来历经磨难，但也没有被糟踏殆尽。现在存留的宝库依然是难于估量的丰富，超越了这个古老的欧洲大陆上任何一个民族所拥有的。这个时代的西班牙艺术家对推进艺术演变的影响是深远的。

#### 英美波普艺术新達達派
20世纪50年代初萌发于英国、50年代中期鼎盛于美国的普普藝術，继承了达达主义精神，作品中大量利用废弃物、商品招贴、电影广告和各种报刊图片作拼贴组合，故又有新达达主义的称号。代表人物有美国画家约翰斯、劳生柏、安迪·沃荷等。

#### 照像寫實派
而70年代兴起的超级写实主义（或称照相写实主义）运动，其主要特征是利用摄影成果，进行客观的复制和逼真的描绘。代表画家有克洛斯、佩尔斯坦，雕塑家中，安德烈、汉森最为著名。除上述之外，可以归入现代艺术范畴的还有偶发艺术、大地艺术等。其许多艺术活动已经超出了美术的范围。